# Reus (mythisch wezen)

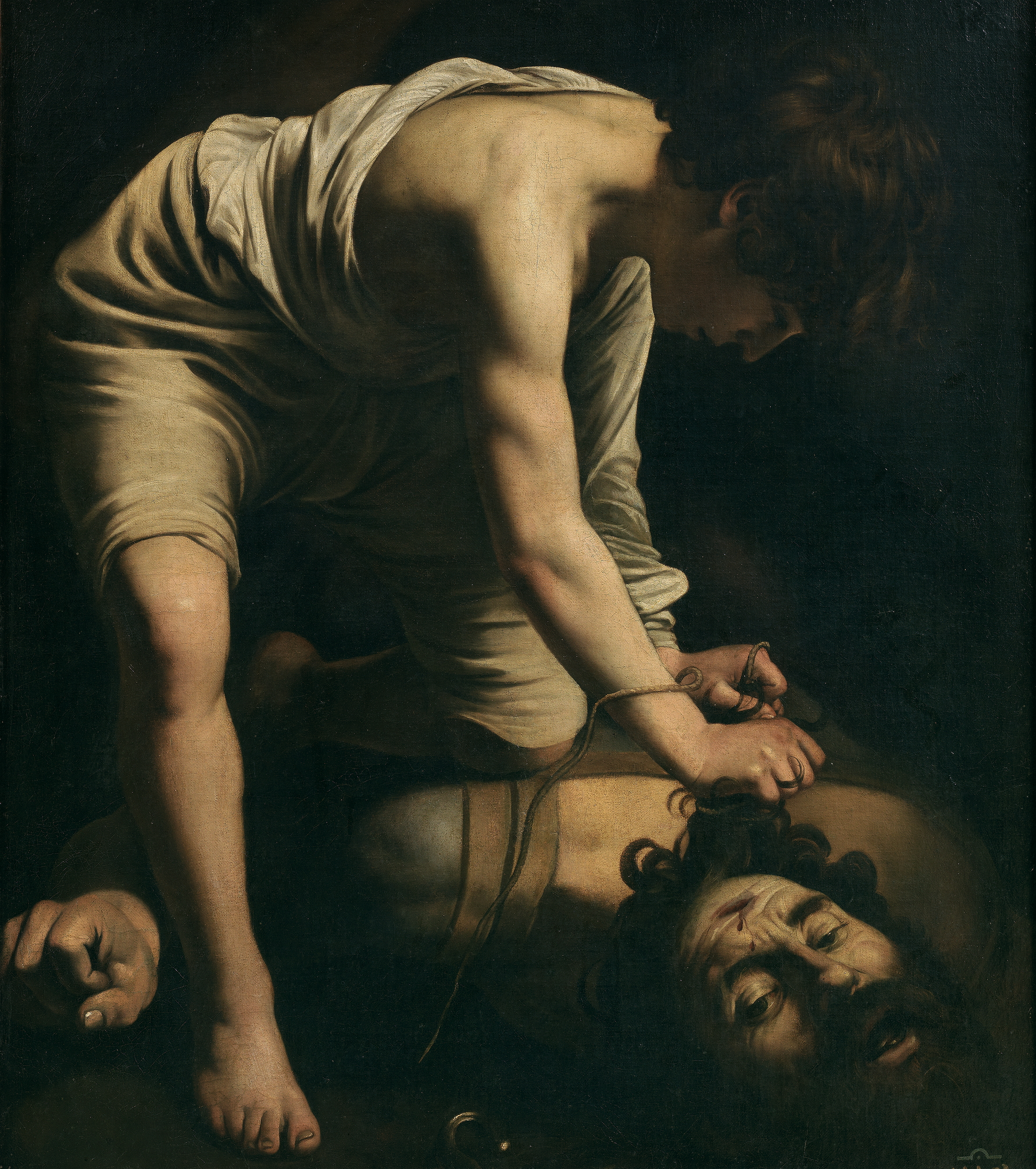
David verslaat de reus Goliat uit de Hebreeuwse Bijbel, Caravaggio, 1600.

Reus of reuzin is de aanduiding voor een bijzonder groot mythisch wezen met een antropomorf uiterlijk. Uitzonderlijk grote mensen worden ook weleens reuzen genoemd.

## Aard en voorkomen
Reuzen komen voor in de folklore van culturen over de hele wereld. Ze worden vaak afgeschilderd als monsters en antagonisten, maar er zijn uitzonderingen. Sommige reuzen hebben magische krachten en mengen zich op een vriendelijke manier met mensen en kunnen zelfs deel uitmaken van menselijke families, waarbij hun nakomelingen worden afgeschilderd als gewone mensen. In oude geschriften, zoals de Edda en de Hebreeuwse Bijbel, worden in een aantal passages reuzengeslachten beschreven.

## Historische reuzen

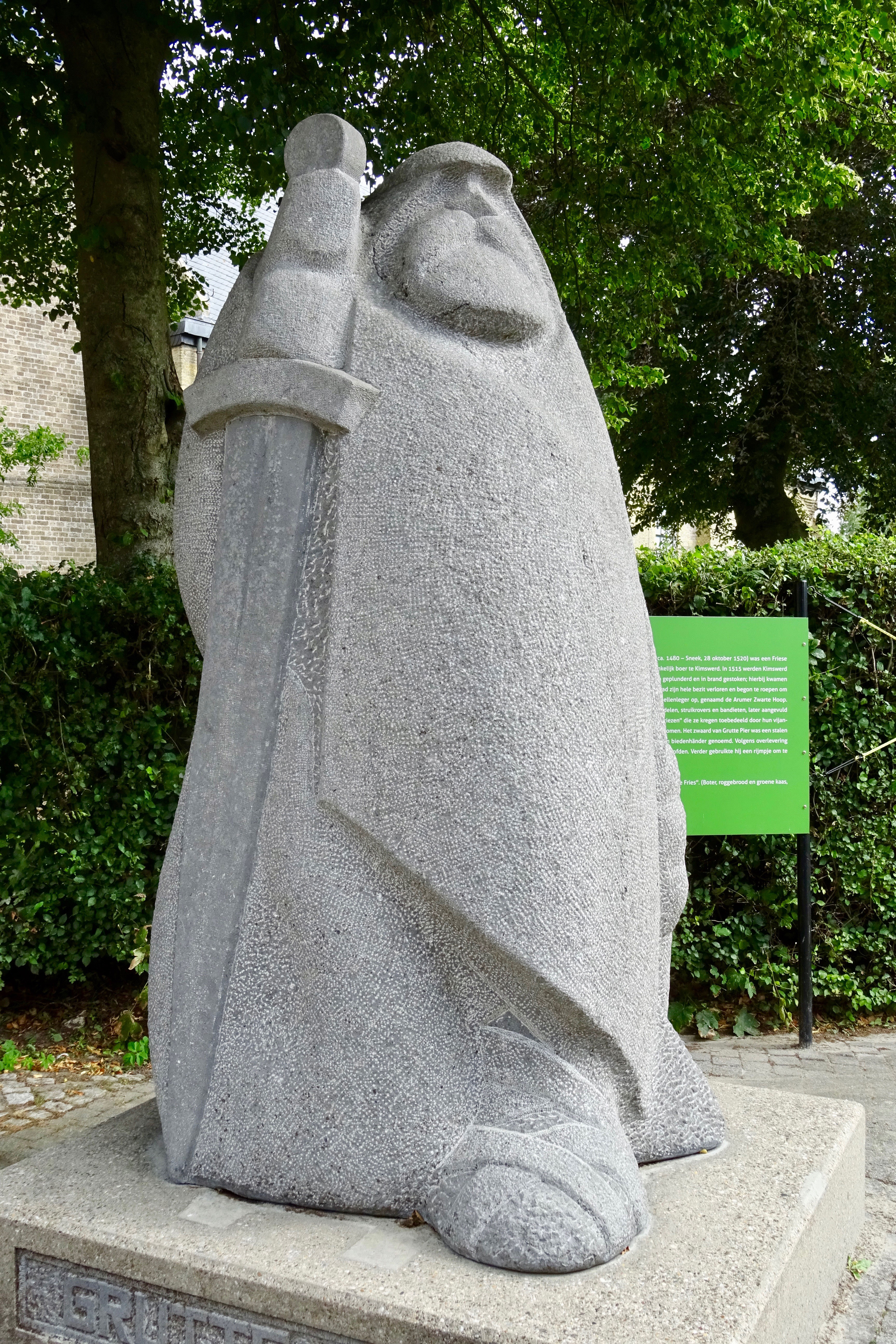
Een standbeeld voor Grote Pier door Anne Woudwijk in Kimswerd

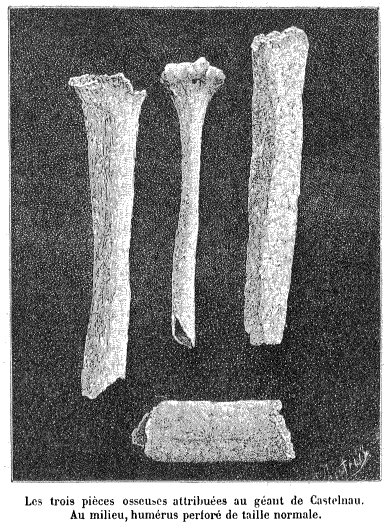
Drie botfragmenten van de zogeheten "Reus van Castelnau", vergeleken met een normaal opperarmbeen (in het midden). Volgens Georges Vacher de Lapouge, de ontdekker, kan de reus 3,5 m lang zijn geweest.

Er bestaan grote mensen die als reus werden aangeduid. Enkele voorbeelden zijn:
- Grote Pier of Grutte Pier (Pier Gerlofs Donia). In diverse bronnen worden hem een reusachtige gestalte en een bovenmenselijke kracht toegeschreven. Ook zou Grutte Pier veldslagen domineren met zijn reusachtige zwaard. Dit stalen slagzwaard was 2,13 meter lang en woog 6,6 kilo. Volgens de overlevering kon hij met dit zwaard de hoofden van meerdere vijanden tegelijkertijd afhakken.
- Wijerd Jelckama was ook bekend als Groote Wierd.
- Rigardus Rijnhout (2,38 m) stond bekend als de Reus van Rotterdam.
- Robert Wadlow (2,72 m, 1918-1940)
- Petrus van Gorp (2,18 m) stond bekend als Klein Peerke of de Reus van Turnhout.
- Sesokhris (Neferkasokar), de zevende Egyptische farao van de 2e dynastie, de opvolger van Nepherkheres (Neferkare I), was volgens Manetho 5 el en 3 palm hoog (2,59 m).[1]
- Van de reus van Castelnau zijn in 1890 drie botfragmenten gevonden door Georges Vacher de Lapouge, mogelijk uit het neolithicum en volgens de ontdekker kan de reus 3,5 m lang zijn geweest.
- Kamehameha I, koning van Hawaï. Men zegt dat Kamehameha ongeveer 1,98 meter groot was. Volgens Hawaiian Folklore Tales (1975) van C. Alexander Stames was Kamehameha zelfs 2,39 m.[2]
- Eind 19e, begin 20e eeuw verschenen er in kranten in de Verenigde Staten talloze berichten over vondsten van lange beenderen en grote schedels, toen de graven van de oorspronkelijke Amerikaanse bewoners werden geruimd, onder meer de mounds.[3] Vaak werd er melding van gemaakt dat de botten, als ze al niet in de open lucht tot stof vergingen, naar het etnologische Smithsonian Institution werden overgebracht. Ook werd de verbeelding van de gilded age of hoaxes geprikkeld door gefabriceerde versteende en gemummificeerde reuzen, als de Cardiff Giant en San Diego Giant.
- Volgens Henry Schoolcraft waren de Alleghan (een vroeg indiaans volk) de Mound Builders en waren er reuzen onder hen.

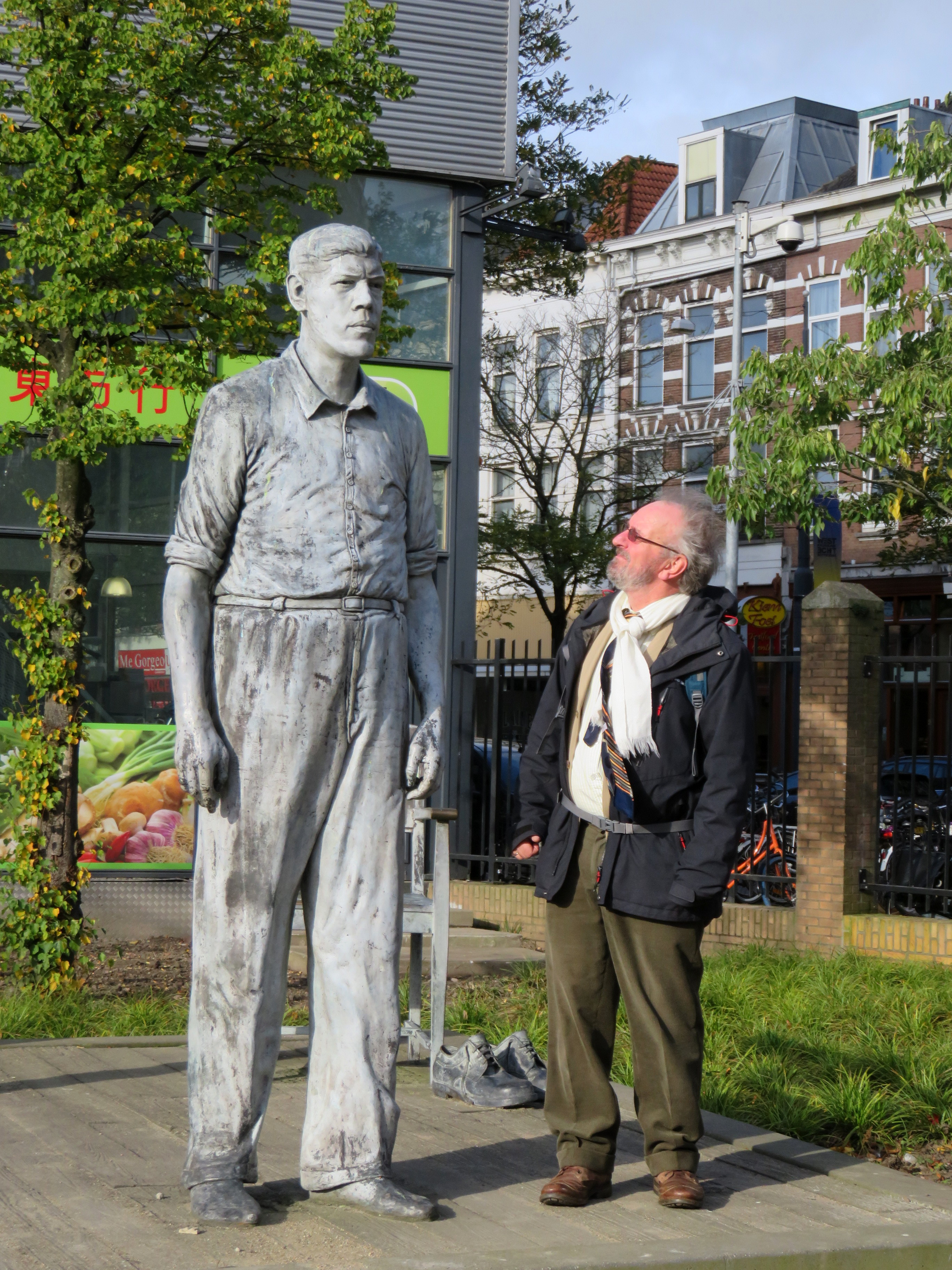
Een man van normaal postuur kijkt naar het beeld van Rigardus Rijnhout.
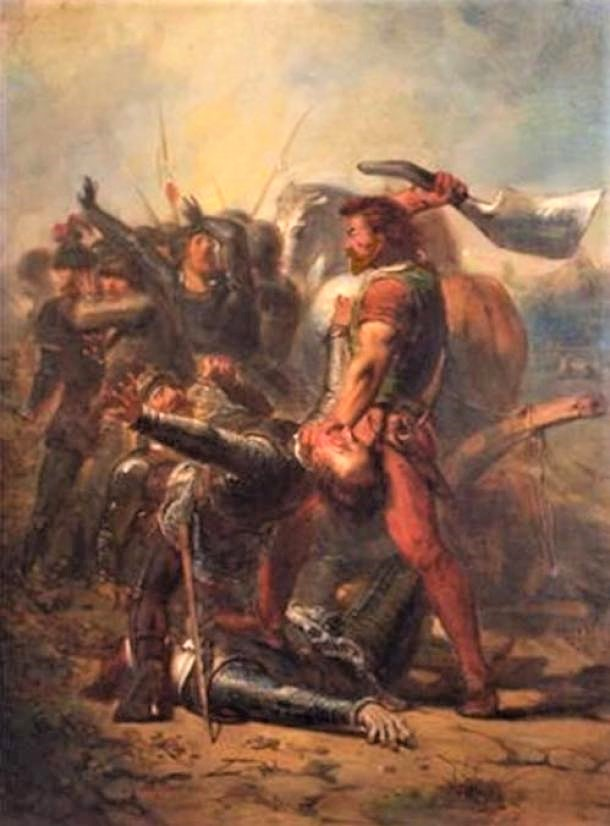
Afbeelding van Grutte Pier in het stadhuis van Sneek

## Kenmerken van mythische reuzen

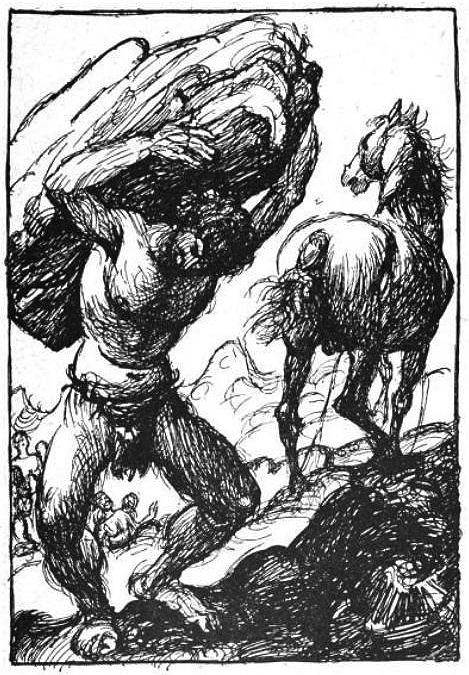
De naamloze reus en zijn reuzenpaard Svadilfari uit de Noordse mythologie bouwen de muur rond Asgaard, Robert Engels, 1919.

In mythen, volksverhalen en sprookjes zijn reuzen grote antropomorfe wezens die gevreesd worden om hun kracht. Desondanks zijn ze niet altijd agressief.
Opmerkelijk is dat hun manieren ongepolijst zijn en dat ze zeer weinig spreken, hoewel ze dat meestal wel kunnen. Anders dan kabouters en elfen, die men nog in het bos of elders in de natuur kan aantreffen, zijn reuzen in de volksverhalen bijna altijd uitgestorven, uitgemoord of verdwenen.
Vaak hebben ze mensen geholpen bij het bouwen van grote bouwwerken. Zo worden ze in veel culturen beschouwd als de bouwers van megalieten. Ook heuvels, zeker in het vlakke Nederland en Vlaanderen, of eilanden, zoals in Denemarken, worden wel aan reuzen toegeschreven. Voornamelijk in Scandinavië en Duitsland komen veel verhalen voor over reuzen die het landschap bewerken. Ze worden in de typologie van J.R.W. Sinninghe als één typenummer gezien: SINSAG 0131, Die Entstehung der Hügel. Soortgelijke verhalen komen voor in heel Europa, maar zijn dan soms overgenomen door goden en heiligen.

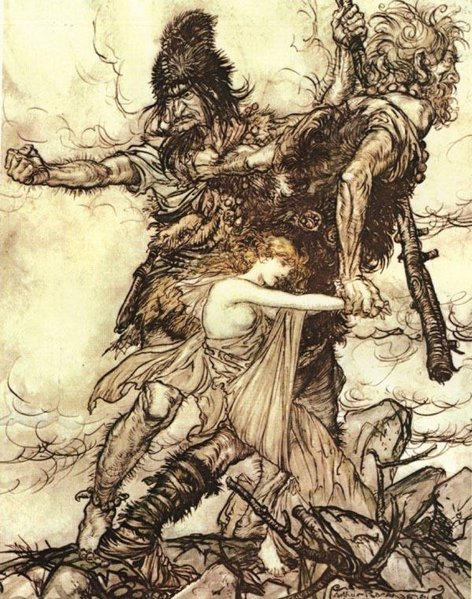
Reuzen nemen Freya mee als beloning (voor het bouwen van de Walhallaburcht) uit Wagners Das Rheingold, Arthur Rackham, 1910.
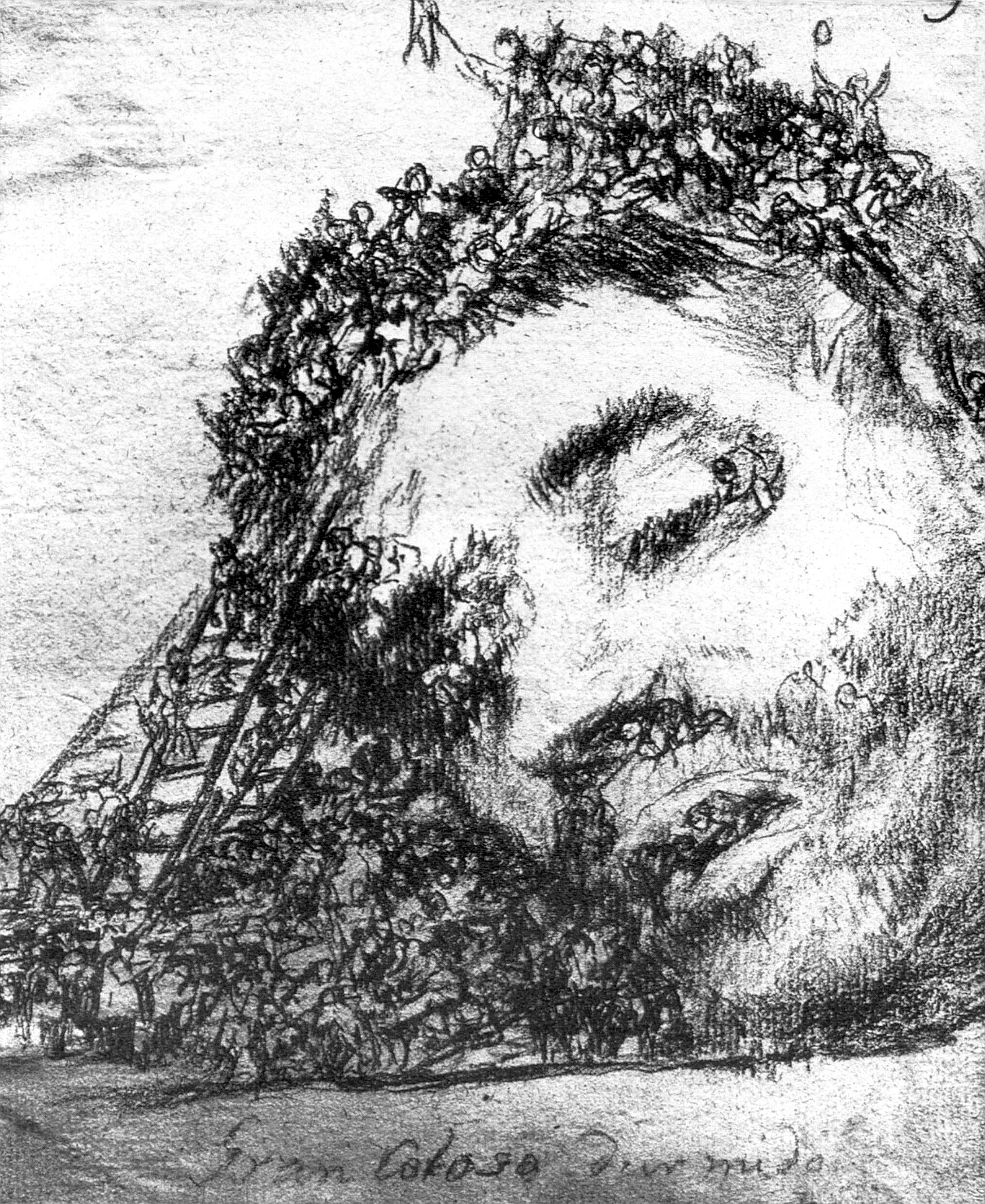
Gran coloso dormido, Francisco Goya, 1824-28
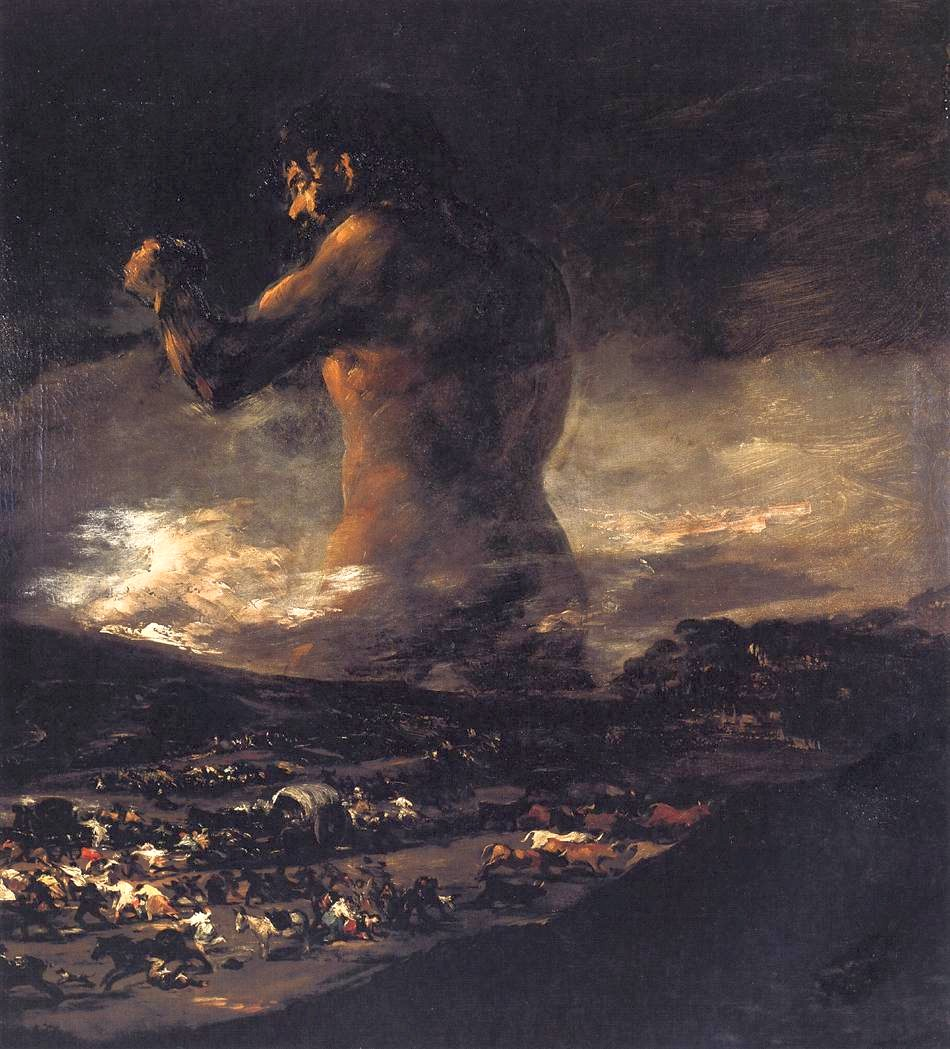
El coloso, Francisco Goya, 1808, Museo del Prado, Madrid
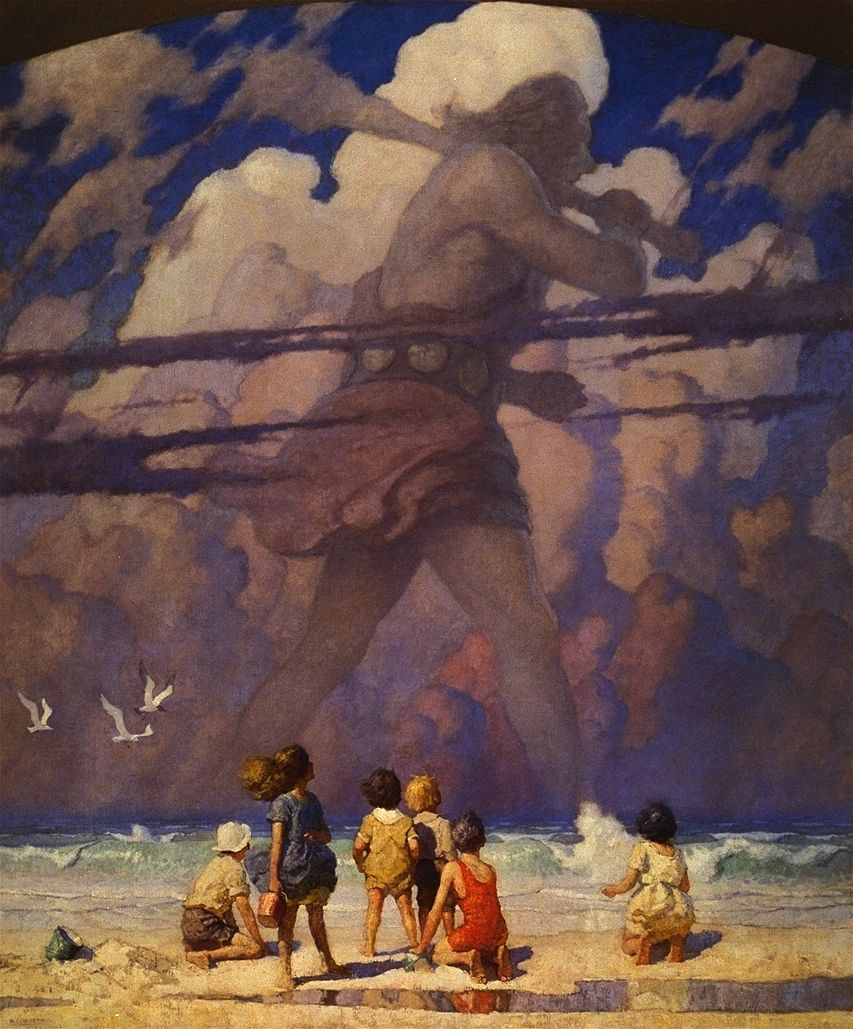
De zee-reus, N. C. Wyeth, 1923

## Mythische reuzen

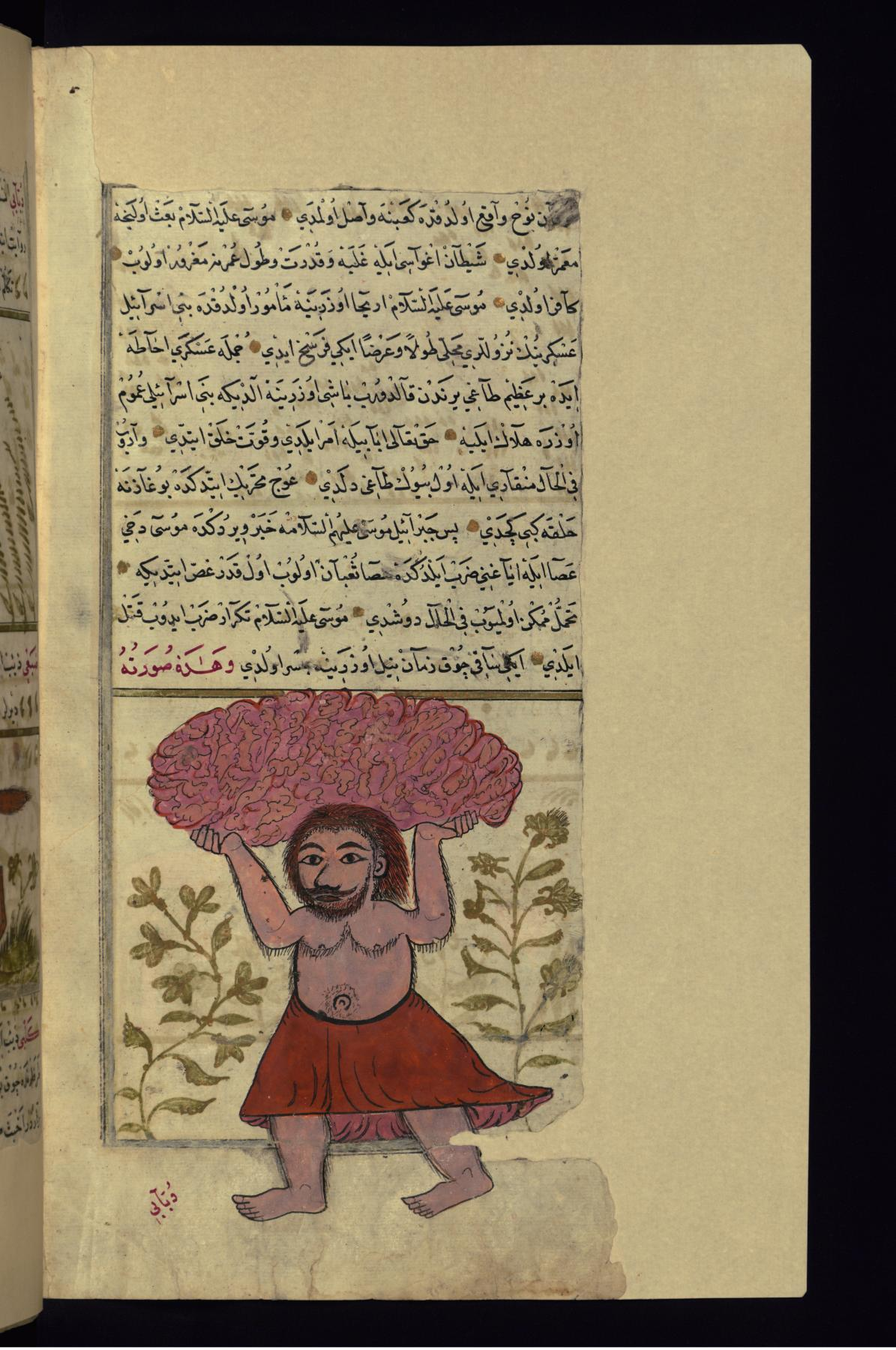
'Uju ibn Unuq' (Og) draagt een berg waarmee hij Mozes en zijn mannen wil doden, 1717, Walters Art Museum.

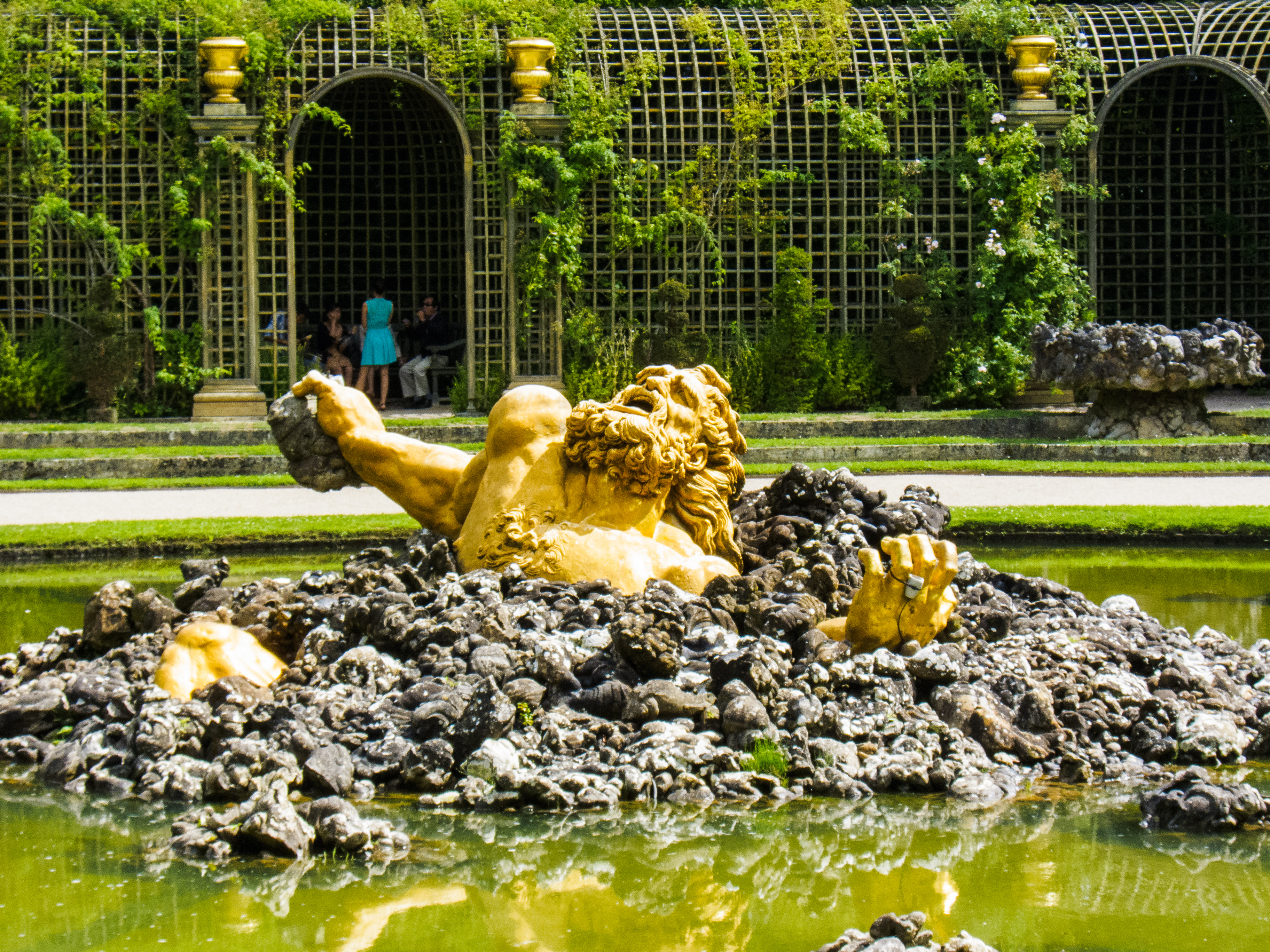
Enceladus is een van de Giganten die begraven is onder de vulkaan de Etna, hier uitgebeeld in een fontein in de Tuinen van Versailles.

- In de Hebreeuwse Bijbel komen verschillende reuzen voor.
  - De reusachtige nefilim worden vaak geïnterpreteerd als de kinderen van gevallen engelen. "In die tijd en ook daarna nog, zolang de zonen van de goden gemeenschap hadden met de dochters van de mensen en kinderen bij hen kregen, leefden de giganten [nefilim] op aarde. Dat zijn de befaamde helden uit het verre verleden" (Genesis 6:1-4).
  - De Enakieten bewoonden delen van Kanaän in de tijd dat de Israëlieten die streek veroverden en werden als reuzen beschreven (Numeri 13:33).
  - Koning Og van Basan wordt als een reus beschreven, een van de laatste Refaïeten; zijn bed zou bijna 4 meter lang zijn geweest (Deuteronomium 3:11).
  - De strijd tussen David en de reus Goliat (1 Samuel 17:4-7) is spreekwoordelijk geworden en duidt op een situatie waarbij een zwakkere of kleinere underdog een veel sterkere tegenstander verslaat.
- Werken over de Griekse en Romeinse mythologie en over de geschiedenis van Griekenland en de geschiedenis van het Romeinse Rijk: algemeen wordt er in vele werken, voornamelijk in de mythologische, vermelding gemaakt van de Titanen, de Cyclopen en de Giganten. Aan bepaalde goden wordt ook vaak een groot formaat toegekend. Er worden verschillende reuzen beschreven, zoals Antaios, Iapetus en Argus Panoptes.
- Odyssee: dit epos van Homeros vertelt over Odysseus' aanvaringen met verscheidene figuren. Zo ontmoet hij de Cycloop Polyphemos, een zoon van Poseidon. Ook wordt Odysseus geconfronteerd met de Laestrygonen, mensenetende reuzen. Enkel Odysseus' eigen schip kon ontsnappen aan hun slechte verwoestende natuur en hun vreselijke honger. Odysseus wordt op het eiland Scheria ontvangen door Alcinoüs, koning der Faiaken. Alcinoüs' overgrootvader, Eurymedon heerste over een volk van reuzen.[5]
- Historiën van Herodotus: in Boek 1:67-68 wordt het verhaal verteld, dat in verband met de strijd tussen de Spartanen (Lacedaemonen) en Tegeanen in Croesus' tijd, de Spartanen op advies van het orakel van Delphi op zoek gingen naar de beenderen van Orestes, de zoon van Agamemnon. Lichas, een van de Agathoërgi (ridders) van Sparta, hoorde in de werkplaats van een smid in Tegea, dat er in de smidse een graf was gevonden en een skelet van 7 el lang (3,11 m). Lichas huurde de ruimte, groef het graf op en nam de beenderen mee naar Sparta, waarna de Spartanen de Tegeanen de baas waren.
- Metamorphoses: in deze verhalenbundel van Publius Ovidius Naso wordt in het begin bij de schepping van de wereld gesproken over een godheid. Aangezien deze de Aarde in zijn vorm kneedde, kunnen we zeker aannemen dat deze ongelooflijk groot was, buiten de vele Goden en Titanen wordt er ook vermelding gemaakt van de strijd van de Giganten met de Goden. Uiteindelijk worden de Giganten verpletterd door hun eigen gewicht en moeder Aarde wordt doordrenkt door het bloed van haar eigen zonen. Om nog enig aandenken van haar kinderen te bewaren, schenkt zij weer nieuw leven aan het bloed en doet er mensen uit ontstaan. Argus wordt vaak als een reus weergegeven, hij was een zonderling wezen met honderd ogen waarvan er om de beurt twee rustten terwijl de andere waakten. Aegaeon wordt kort vermeld bij een beschrijving van een aantal van de bewoners van de zee. Aegaeon is een van de Hecatonchiren, reuzen met honderd armen. Ook wordt er verwezen naar Odysseus' aanvaring met de eenogige reus Polyphemus, een der zonen van Neptunus.
- Het leven van Apollonius van Tyana: in dit levensverhaal van de pythagorese filosoof Apollonius van Tyana laat Philostratus, de auteur, Apollonius zeggen: 'Ik ben van mening dat er wel giganten zijn geweest - en op veel plaatsen op aarde komen zulke grote lichamen tevoorschijn, wanneer er graven openbarsten - maar dat ze vast geen strijd met de goden hebben gevoerd.'[6]
- Typhon was een reus, die in Cilicië, in het land van de Arimoi, bedolven lag onder de grond, die Zeus op hem had geworpen.

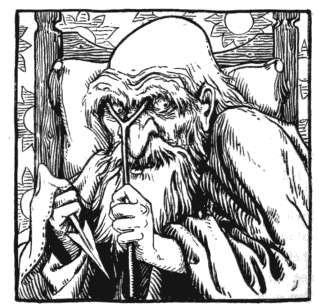
Ysbaddaden heeft grote vorken nodig om zijn oogleden te ondersteunen, John D. Batten, 1892.

- In de Keltische mythologie zijn de Fomóiri mismaakte reuzen. Ysbaddaden Bencawr is de belangrijkste antagonist van de Welshe Culhwch en Olwen. Een gemene reus die in een bijna onbereikbaar kasteel woont, hij is de vader van Olwen.
- In deze verzameling mythische verhalen en liederen van de oude inwoners van Centraal en Noordwest-Europa is sprake van twee grote reuzengeslachten, de Thursen (vuur- of lichtreuzen uit Múspellsheimr) en de Jötun (die uit het koude duistere Niflheimr voortkomen). Ze worden beschreven in de Edda (Noordse mythologie). Beide vertegenwoordigen ze de gigantische chaoskrachten die in strijd zijn en in botsing komen met de ordenende krachten van de kosmos, zie ook Thursen en Joten. Ze zijn ouder dan de heersers over deze krachten, de goden, die zelf van hen afstammen. Er zijn ook vorstreuzen, Ymir is een rijpreus.

Siegfried (Sigurd) was een 'reus': 'Zijn schild was met rood goud bekleed en een draak was erop afgebeeld. (..) Zijn haar was bruin van kleur en mooi om naar te kijken en het viel in lange lokken. Zijn baard was dik en kort en had dezelfde kleur. Hij had een krachtige neus, een breed voorhoofd en sterke jukbeenderen. Zijn ogen waren zo doordringend, dat weinigen hem onder zijn wenkbrauwen aan durfden te kijken. Zijn schouders waren zo breed dat het was alsof je twee mannen zag. Zijn lichaam was wat grootte en breedte [betreft] zo geschapen, dat je het je niet beter kon voorstellen. Een aanwijzing voor zijn lengte was dat als hij zijn zwaard Gram, dat meer dan anderhalve meter lang was, had omgord en dwars door een volgroeid korenveld heenliep, hij de halmen met de punt van zijn schede er afsloeg. De kracht van zijn lichaam overtrof zijn lengte. (..) Hij was wijs, wist wat er stond te gebeuren en hij kende de taal van de vogels.' (Völsunga-saga, de sage van de Völsungen)
- De Si-Te-Cah is een legendarisch reuzenras dat door de Paiute-indianen zou zijn uitgeroeid.

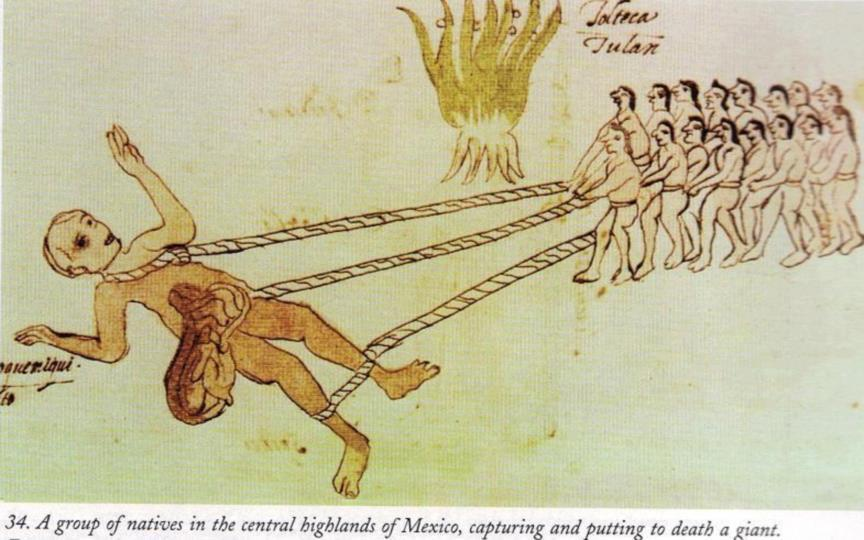
Een groep inwoners doodt een reus in Mexico.

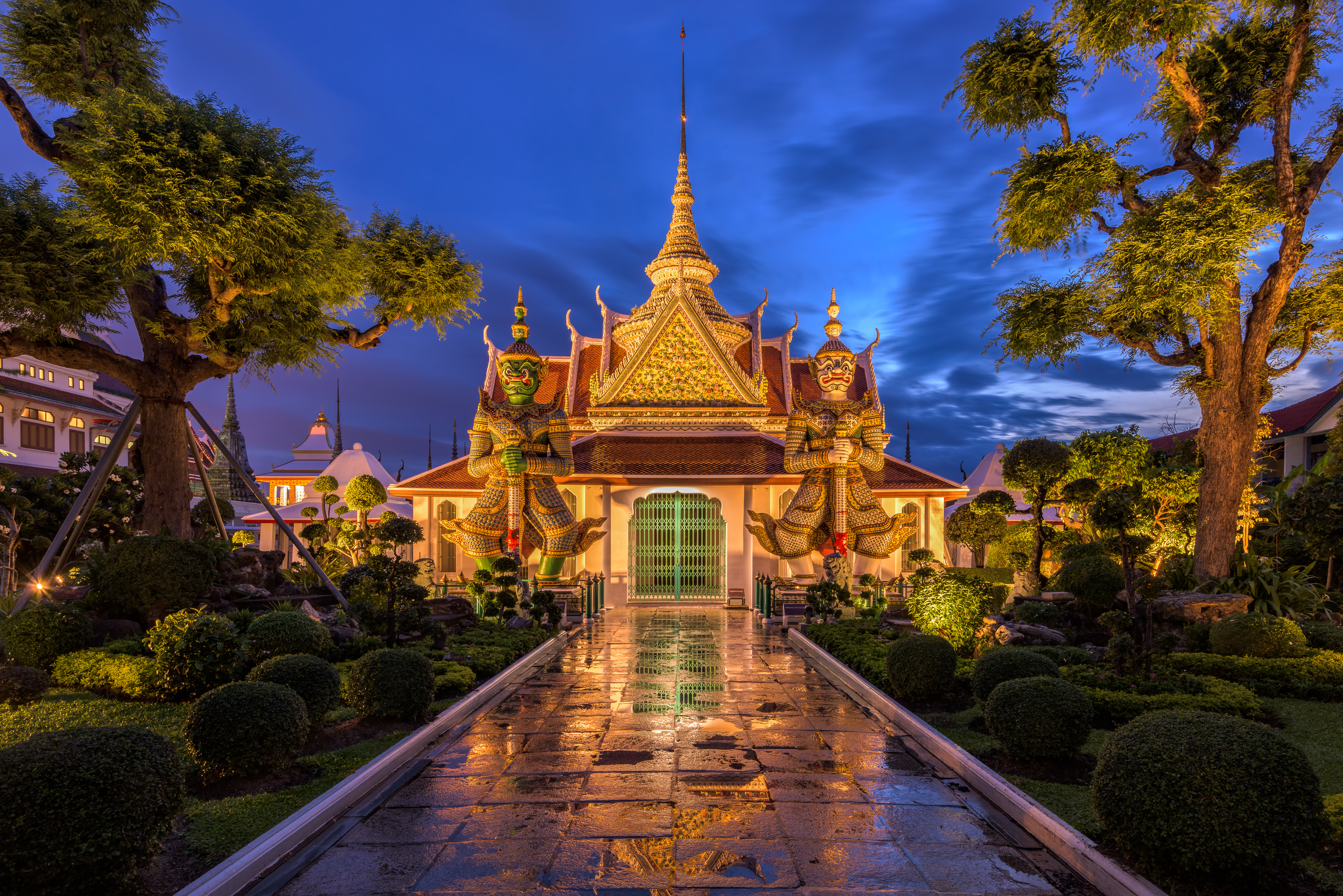
De twee mythische reuzen/demonen Thotsakan en Sahatsadecha bewaken de oostelijke poort van Wat Arun, een tempel voor Aruna in Bangkok.

- Een groot deel van de Centraal-Amerikaanse geschiedenis zou, volgens Donnelly in zijn Atlantis[8] (1882), te maken hebben met het reuzengeslacht de Quinames.
- Spaanse conquistadores als Hernando de Soto en Engelse ontdekkingsreizigers als Sir Francis Drake en John Smith deden verslag van indianenstammen van bijzonder grote lengte, die ze tegenkwamen in Noord-Amerika.[9] De Soto kwam in 1540-41 de stammen Okonee en Tamatli tegen van de Muskogische Cultuur, de voorouders van de Creek indianen. Hij noemde hen Los Indios Gigantes (de reuzenindianen). John Smith ontmoette in 1606 de reuzen van Virginia, de Susquehannock. Amerigo Vespucci en Alonso de Ojeda noemden de Antillen, die door de Arowakken bewoond werden, Islas de Los Gigantes (eilanden van de reuzen).
- Antonio Pigafetta beschreef, tijdens de reis van Ferdinand Magellan in 1520, een reuzenras in de zuidelijkste landen van Amerika, ze zouden zo'n twee- tot viermaal zo groot zijn als normale mensen.[10] Ook Sir Francis Drake kwam in 1578 in contact met leden van de Patagonische Tehuelche-stam. Volgens hem waren ze 7 voet, 6 inch lang (2,3 m).
- De Irokezen herinnerden zich de Stonish Giants (steenreuzen).

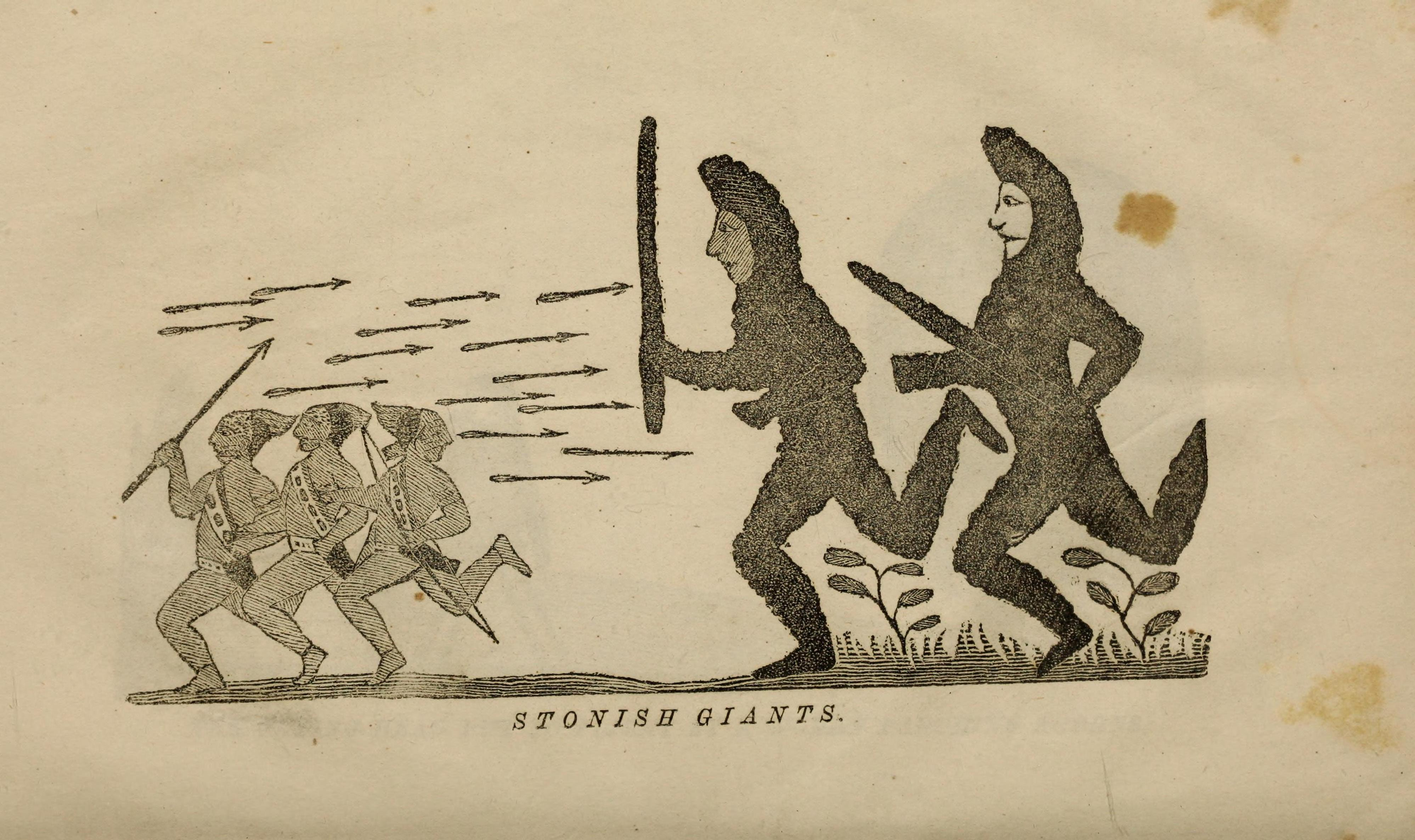
Stonish Giants (Otneyarheh, steenreuzen), gravure van de Tuscarora indiaan David Cusick in zijn Sketches of the Ancient History of the Six Nations (1827)

- Volgens de Azteken ontstonden de hedendaagse mensen uit de vermalen beenderen van reuzen, die in een eerdere periode de aarde bewoonden, en het bloed van Quetzalcoatl. Quetzalcoatl bracht de reuzenbeenderen aan het oppervlak van de aarde, nadat hij de onderwereld was binnengegaan, waar de beenderen voorheen lagen opgestapeld.[11]
- Volken van de Peruaanse kust hadden oude legenden over reuzen, die naakt of gehuld in dierenhuiden in enorme rieten boten, uit het westen kwamen. “Een gewone man reikte met zijn hoofd maar tot hun knieën en ze hadden ogen zo groot als borden. Ze kwamen bij Santa Elena, bij Trujillo, aan land (..) en sloegen daar een kamp op waarvan de eerste Spaanse ontdekkingsreizigers nog de resten aantroffen.” Ze aten vijftig keer zoveel als een normaal mens. Ze dwongen de inheemse mannen en vrouwen “hen seksueel ter wille te zijn” en dat eindigde ermee dat “hun onwillige partners werden geplet.” Tot er op een dag een vuurzuil verscheen, die de reuzen verteerde en enkel een paar schedels van hen achterliet.[12]
- Van de Guanchen (in rotsspelonken van de Canarische eilanden) zouden er grote mummies zijn gevonden.[13]
- Ōnyūdō is een yōkai, of bovennatuurlijk monster, waarover in delen van Japan wordt verteld. In grootte verschillen de wezens onderling, er zijn ōnyūdō die ongeveer zo groot zijn als een berg, ongeveer twee meter lang of iets groter dan een mens. Er zijn veel legendes waarin ōnyūdō mensen bedreigt en veel legendes waarin degenen die er een zien ziek worden, maar er zijn ook ōnyūdō die mensen helpen. In Azashiro, het dorp Takawagawara (prefectuur Tokushima) zou er door rijst achter te laten in het waterrad van de kreek een ōnyūdō met een hoogte van twee jo en acht shaku (ongeveer 8,5 meter) verschijnen. Er wordt gezegd dat het wezen de rijst voor die persoon pelt. Als je echter kijkt hoe de ōnyūdō de rijst pelt, zou je erdoor worden bedreigd.
- In de Chinese mythologie komen verschillende reuzen voor. Chi You, de oorlogsgod die het tegen de Gele Keizer Huang Di opnam was boomlang, breedgeschouderd, een oorlogsgod en een van de '82 broers uit het zuiden', ontzaglijke reuzen met bronzen, onbreekbare hoofden met scherpe horens en ijzeren voorhoofden. Hun haar stond messcherp overeind en ze hadden elk vier ogen. Ze hadden hoeven als een os en onbreekbare tanden, waarmee ze ijzer, zand en kiezelstenen vermaalden. Het rebellenleger van Chi You werd versterkt door een paar leden van de Kua Fu, een stam van reuzen uit het hoge noorden.
- Christoffel wordt door de oosters-orthodoxe kerken afgebeeld als een reus met een hondenkop, hij werd volgens de verhalen gemarteld door 400 soldaten.
- In de Bylina Svjatogor en Ilja Moeromets wordt verteld hoe Ilja werd onderwezen door de gigantische reus Svjatogor en hoe de reus stervend met zijn laatste adem op Ilja blaast om een deel van zijn kracht op Ilja over te dragen.

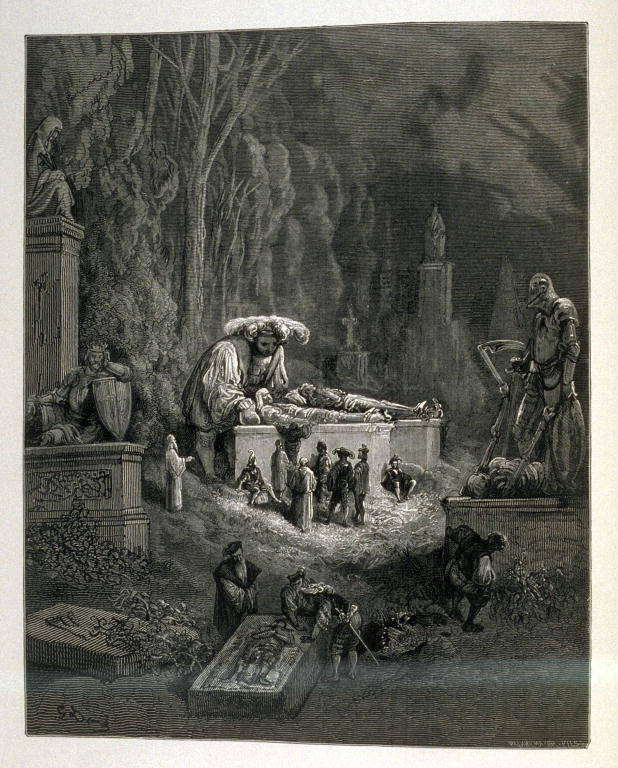
Afbeelding van koning Og, Gustave Doré, 1873, Fine Arts Museums of San Francisco.
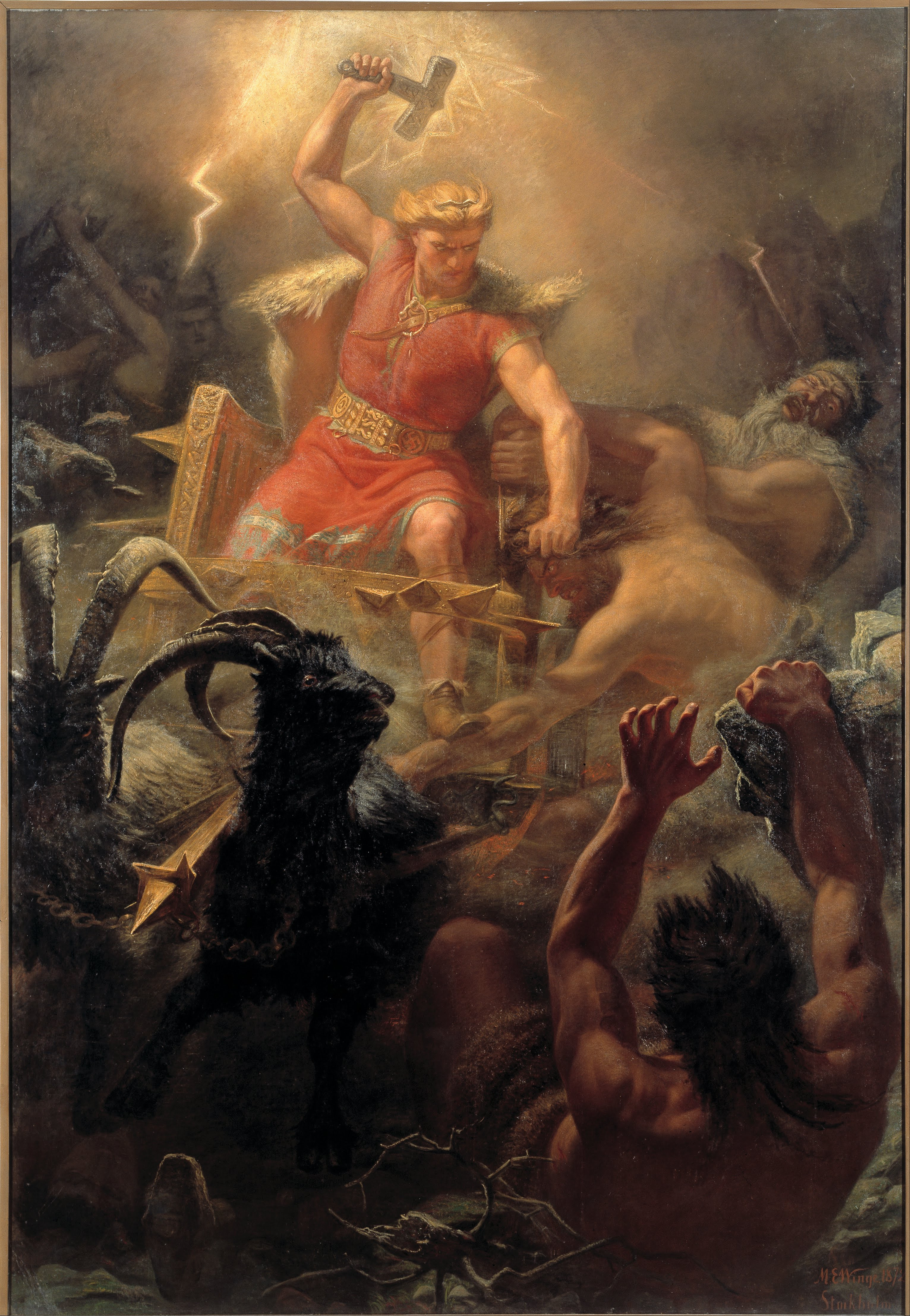
Thor vecht tegen de reuzen, Marten Eskil Winge, 1872.
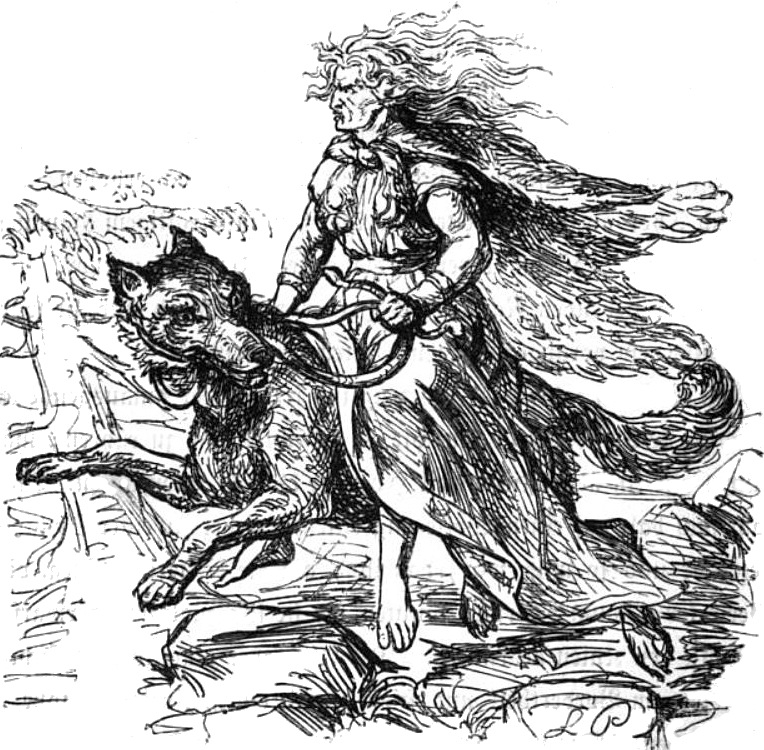
De reuzin Hyrrokkin uit de Noordse mythologie rijdt op haar wolf naar de begrafenis van Baldr, Ludwig Pietsch, 1865.
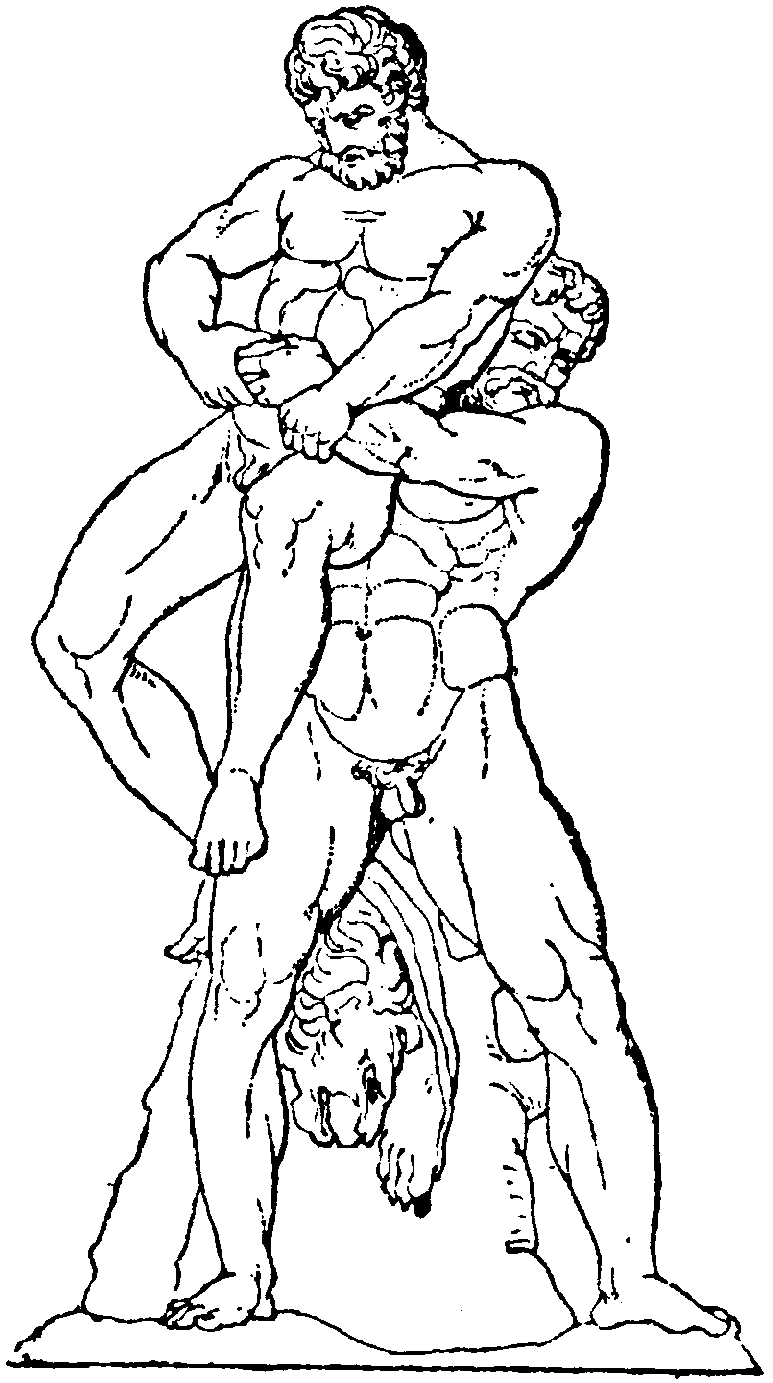
Herakles en de reus Antaios uit de Griekse mythologie, Nordisk familjebok, 1904.
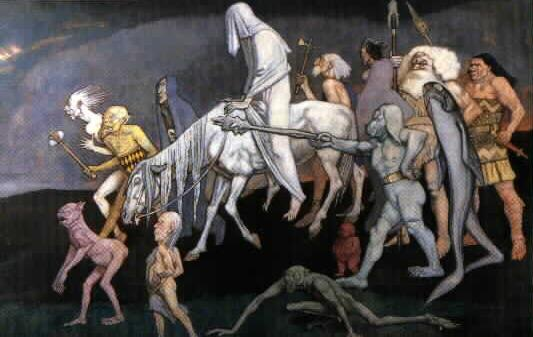
Fomóiri, John Duncan, 1912.
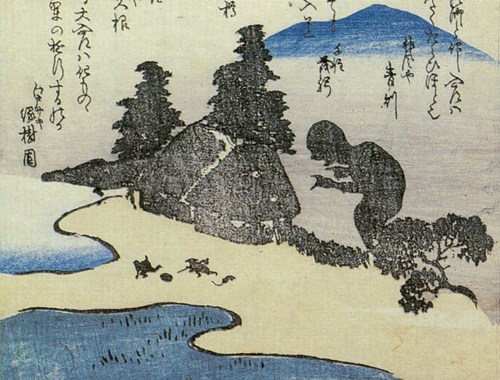
Ōnyūdō, Kyōka Hyaku Monogatari, 1853.
Op het wapen van IJsland staan vier landvættir (trol-stier, trol-arend, draak en reus).

## Reuzen uit volksverhalen en sprookjes

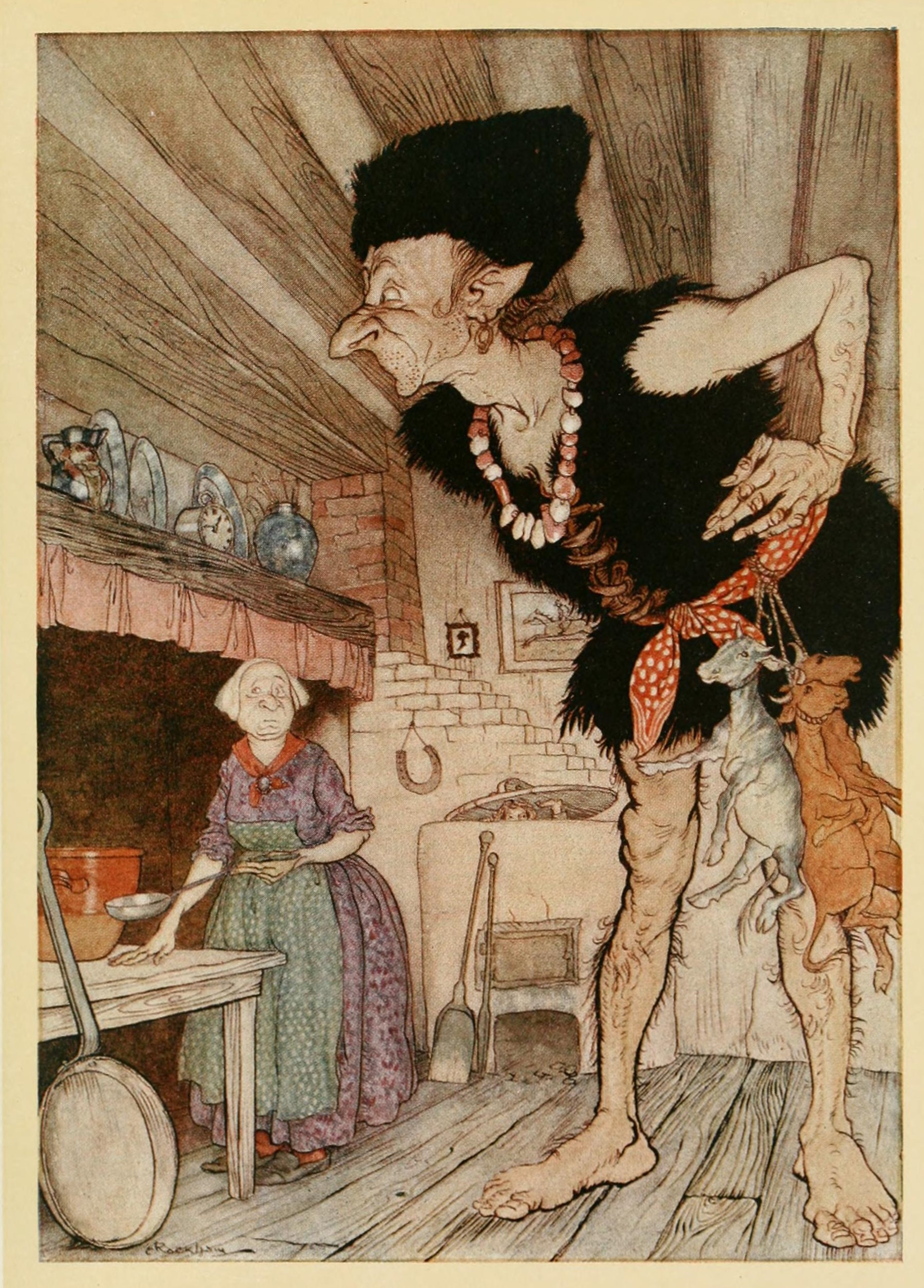
De reus uit Sjaak en de bonenstaak, Arthur Rackham, 1918.

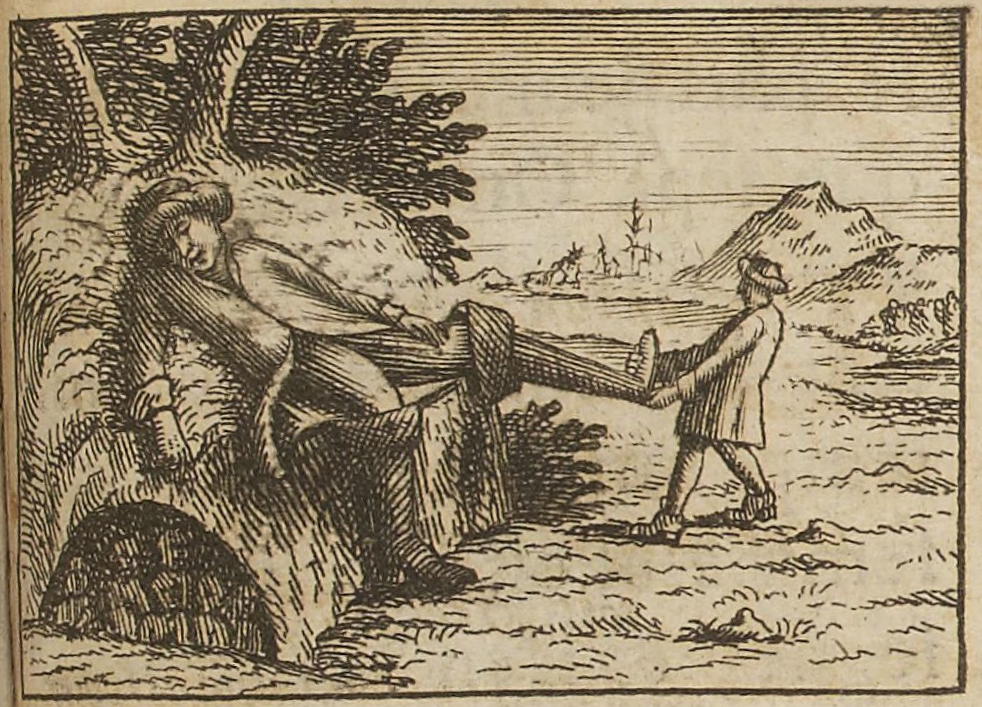
Kleinduimpje pakt de Zevenmijlslaarzen, Antoine Clouzier, 1697.

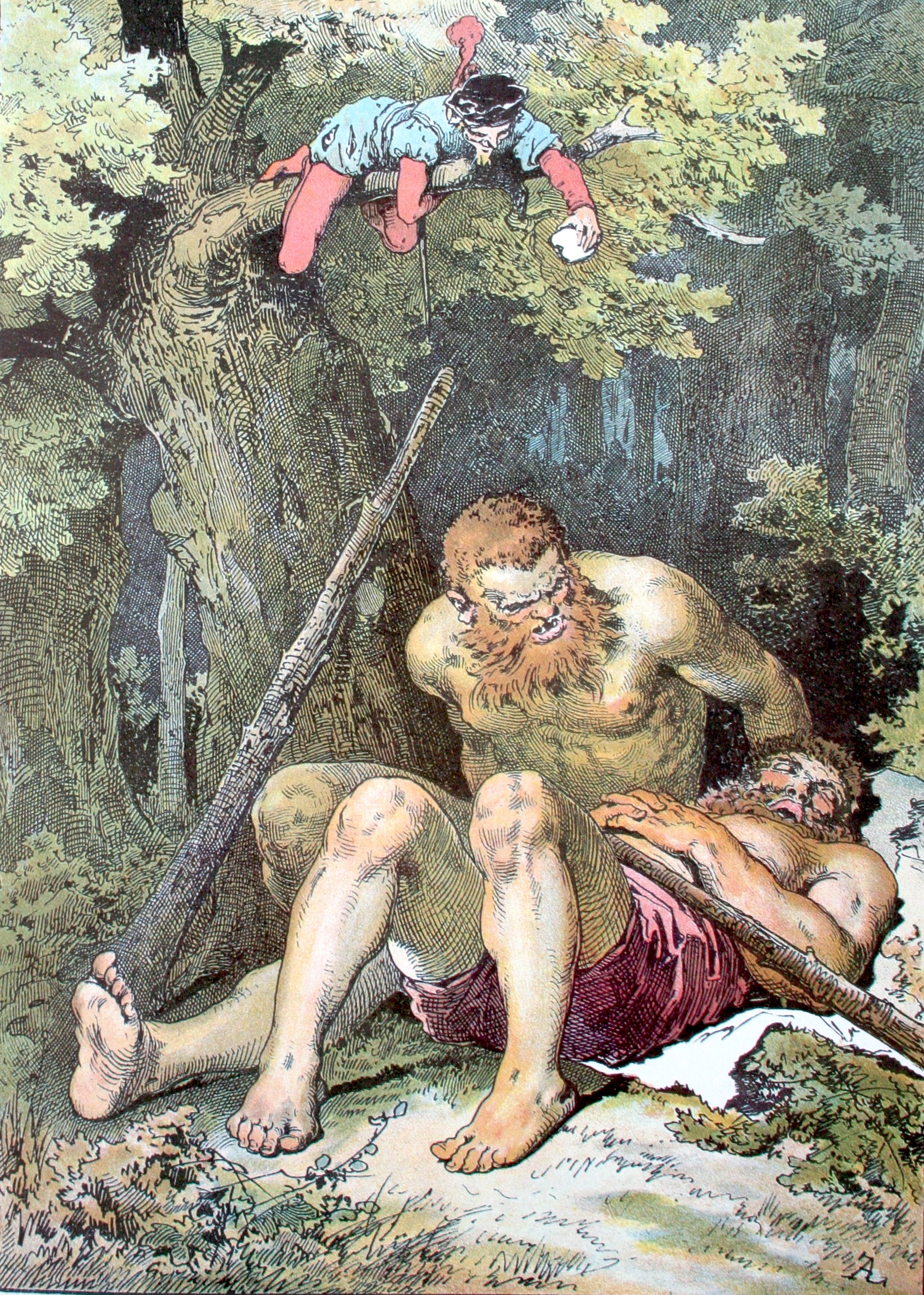
Het dappere snijdertje zit in een boom boven de reuzen, Alexander Zick (1845-1907).

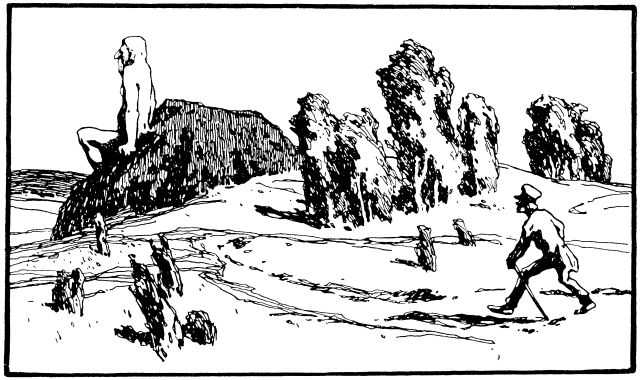
De kleermaker ziet de reus in De reus en de kleermaker, Otto Ubbelohde, 1909.

In diverse volksverhalen en sprookjes spelen reuzen een prominente rol. Ze worden geclassificeerd als Tales of the Stupid Ogre (sprookjes over de domme reus/duivel) nummers 1000–1199 in de Aarne-Thompson-index.

### Sprookjes
- In Sjaak en de bonenstaak klimt Sjaak via een bonenstaak naar de wereld van een reus. Hij ontmoet de vrouw van de reus en wordt gewaarschuwd dat de reus kinderen eet. Sjaak neemt magische objecten mee.
- In Klein Duimpje komen Klein Duimpje en zijn broers bij een mensenetende reus terecht. Daar verwisselt Klein Duimpje de mutsen van zijn broertjes met de kroontjes van de slapende dochters van de reus, waarop de reus zijn eigen kinderen doodt.
- In De jonge reus heeft een man een zoon zo klein als een duim en hij groeit niet. Er komt een reus en de vader wil zijn zoon bang maken, zodat hij zoet zal zijn, en vertelt dat de boeman hem komt halen. De reus tilt het jongetje echt op en neemt hem mee en in zijn huis groeit de jongen, omdat hij aan de borst van de reus kan zuigen.
- In Keloglan trekt eropuit om de man te worden van de reuzin verlaat Keloglan zijn moeder en vertelt dat hij de man van de reuzin wil worden. Hij ziet een reuzin zonnen, haar borsten heeft ze over haar schouders gegooid. Keloglan zet zijn mond aan haar borst en begint te zuigen, waarna ze zegt dat ze hem in één hap had opgegeten als hij niet gedronken had. Hij moet later toch vluchten en hij doodt de reuzin, hij snijdt de oren van de reuzin af en stopt ze in zijn tas.
- In Het dappere snijdertje ontmoet een kleermaker een reus en deze stelt hem op de proef. Daarna wordt hij ook door een koning op de proef gesteld en moet de reuzen in het bos doden.
- Een vergelijkbaar verhaal uit Bretagne vertelt hoe een dwerg een reus met listen kan verslaan en daardoor het land van een rijke graaf in zijn bezit krijgt.[14]
- Ook in een verhaal uit Kirgizië is een klein mannetje reuzen te slim af[15] en in Sponske en de reus verslaat Sponske door veel listen een reus. In een verhaal uit Fiji verslaan twee mannen een reus door een list en nemen kokosnoten mee naar hun eigen eiland.[16]
- In Sterke Hans ontmoet Hans een reus die grote rotsblokken van een rots slaat.
- In de sprookjes De raaf wil een man een meisje verlossen uit het gouden kasteel van de Stroomberg. Hij komt bij een huis van een reus en vertelt de reus dat hij hem niet hoeft op te eten, omdat hij voor genoeg voedsel kan zorgen. De reus eet naar hartenlust van het voedsel en drinkt van de wijn, de spullen raken nooit op.
- In De reus en de kleermaker wordt een kleermaker door een reus aangezien voor heksenmeester.
- In De koningszoon die nergens bang voor was ontmoet een koningszoon een reus. Deze reus wil dan dat hij een appel van de boom des levens haalt voor zijn verloofde.
- In De trommelslager wil een trommelslager de betoverde koningsdochter bevrijden. De trommelslager laat zich door een reus naar de glazen berg brengen en ze komen een andere reus tegen. Die neemt de trommelslager over en stopt hem in zijn knoopsgat. Een derde reus zet de trommelslager op de rand van zijn hoed en ze komen bij de voet van de glazen berg, maar dan laat de reus hem alleen
- In De wildeman ontmoet een jongeman een man, hij is een reus van een kerel en zo sterk als een beer, die om de hand van een koningsdochter zal vechten.
- In De koning van de gouden berg kan een jongen niet terug naar huis, omdat zijn ouders zouden denken dat hij een heksenmeester is. Hij vlucht en op weg naar zijn rijk ontmoet hij drie reuzen die ruziën over een erfenis. De jongen wil zijn magische degen, mantel en laarzen proberen. Onzichtbaar en als vlieg bewijst hij dat de mantel werkt. Hij hakt met het zwaard een boom doormidden op de gouden berg en de reuzen zien hun erfenis verdwijnen.
- In De kristallen bol vlucht een jongen voor zijn moeder, die tovenares is. Hij ziet twee reuzen en ze hebben ruzie om een hoed. Omdat kleine mensen slimmer zijn, mag de jongen beslissen wie de hoed toekomt.
- In De volleerde jager ontmoet een slotenmaker, die eigenlijk een jager wil zijn, om middernacht drie reuzen bij een enorm vuur. Hij gaat op zoek naar een prinses en doodt de reuzen en doet de tongen van de reuzen in zijn ransel.
- In De groente-ezel ziet een jager drie reuzen aankomen en doet alsof hij slaapt. De reuzen zien hem, maar laten hem liggen.
- In De boden van de dood wandelt een reus over een straatweg als er ineens een man voor hem springt en hem laat stoppen. De man blijkt de Dood te zijn en de twee gaan een gevecht aan. De reus wint; hij slaat de Dood met een steen neer.
- In Trouwe Ferdinand en ontrouwe Ferdinand moet Trouwe Ferdinand een schip vol brood en een schip vol vlees mee te nemen voor de vogels en de reuzen op het water.
- In een Bretons sprookje worden vijf broers door een reus geholpen tijdens hun zoektocht naar een kristallen paleis.[17]
- In de Ierse mythologie is een verhaal bekend waarin een reus een koning helpt aan een prachtig kasteel in ruil voor zijn zoon als de jongen zeven jaar is geworden. De koning heeft geen zoon en belooft dit. Zeven jaar later wordt zijn zoon bijna zeven jaar en probeert het koningspaar onder de deal uit te komen door de zoon van de kok en de zoon van de hofmeester in ruil te geven. Beide jongens worden gedood, waarna de koningszoon wordt meegegeven aan de reus. Hij woont lange tijd bij de reus en wordt verliefd op zijn dochter, die hem helpt met magie (over vogels) in de strijd tegen de reus. De reus verdrinkt in een meer. Het paar trouwt lange tijd later.[18]
- De moeder van Tom is erg arm en kan geen kleding voor haar zoon betalen. Ze houdt hem warm door hem door de warme as te halen en krijgt op een gegeven moment een geitenvel te pakken voor de jongen. Op een dag gaat de jongen hout sprokkelen en verslaat een reus. In ruil voor zijn leven, geeft de reus zijn knots aan de jongeman. En met deze knots kan de jongen allerlei toverkunsten, zolang hij geen zonden begaat zal hij met de knuppel elk gevecht winnen. Later ontmoet Tom een reus met twee hoofden en hij krijgt na het gevecht een fluit, waarmee hij iedereen kan laten dansen. Later raakt Tom in gevecht met een knappe reus met drie hoofden en krijgt na het gevecht een groene zalf. Dit was de laatste reus, Tom zal nooit meer last hebben van een reus of elf. Tom gaat dan naar het kasteel om de dochter van de koning van Dublin driemaal te laten lachen, hij krijgt haar dan als vrouw. Met behulp van de knots en de fluit laat hij haar tweemaal lachen. Een man met rood haar verzint een list en zegt dat de Noormannen bang zijn voor een dorsvlegel die hangt aan de hanenbalken van de hel. Tom haalt deze vlegel, nadat hij zich heeft ingesmeerd met de groene zalf. Hierdoor brandt hij zich niet aan het ding en hij kan uit de hel ontsnappen. De man met de rode haren brandt zich wel, maar zijn wonden worden door de zalf geheeld. De prinses moet weer lachen en wil met Tom trouwen. In de stenen waar de dorsvlegel ligt, zijn door het ding twee diepe sleuven gebrand. De Noormannen vluchtten toen ze hoorden dat de vlegel in Dublin was. Tom is nooit teruggekeerd naar zijn moeder.

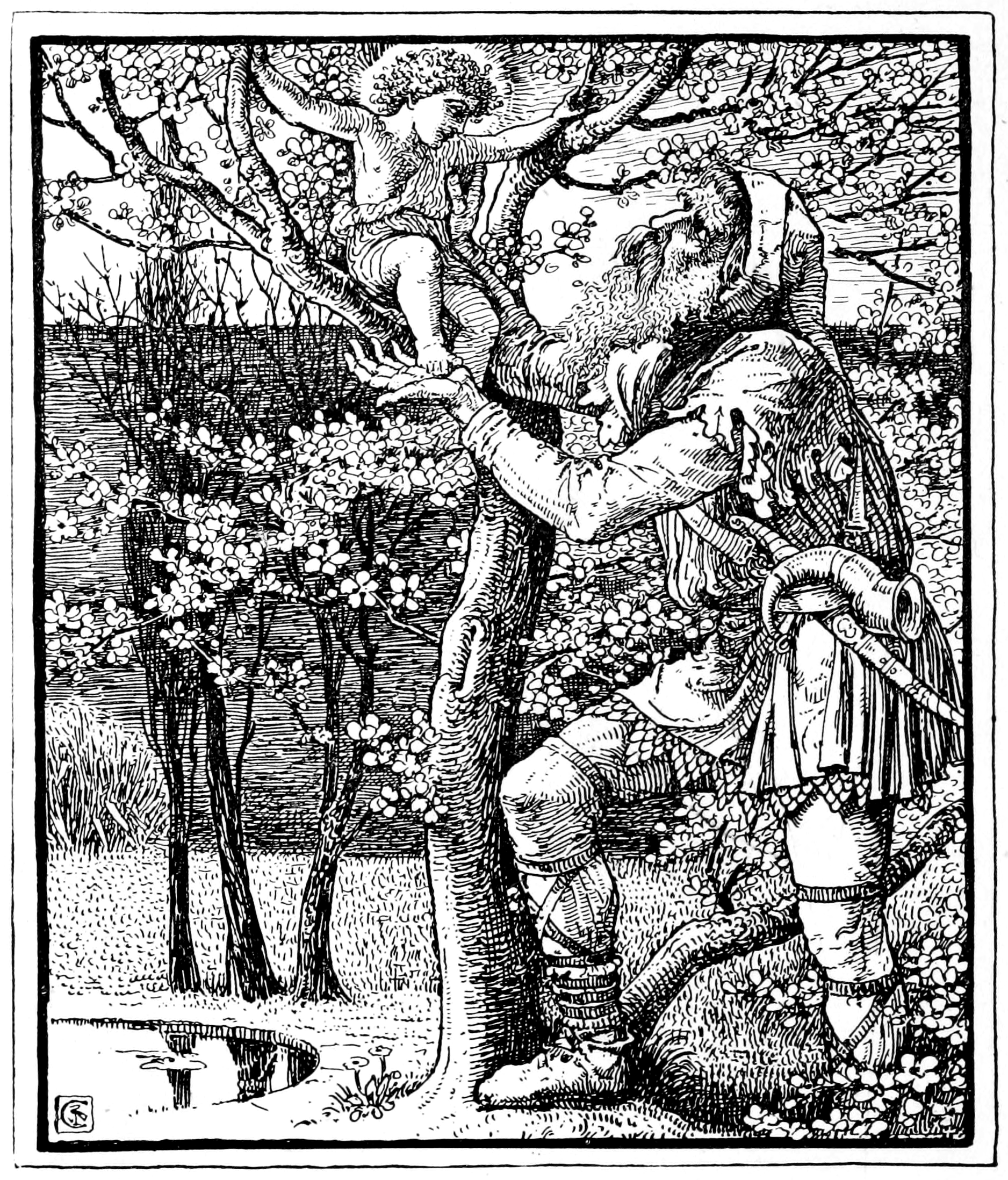
Afbeelding van The Selfish Giant, The Happy Prince and Other Tales, 1888
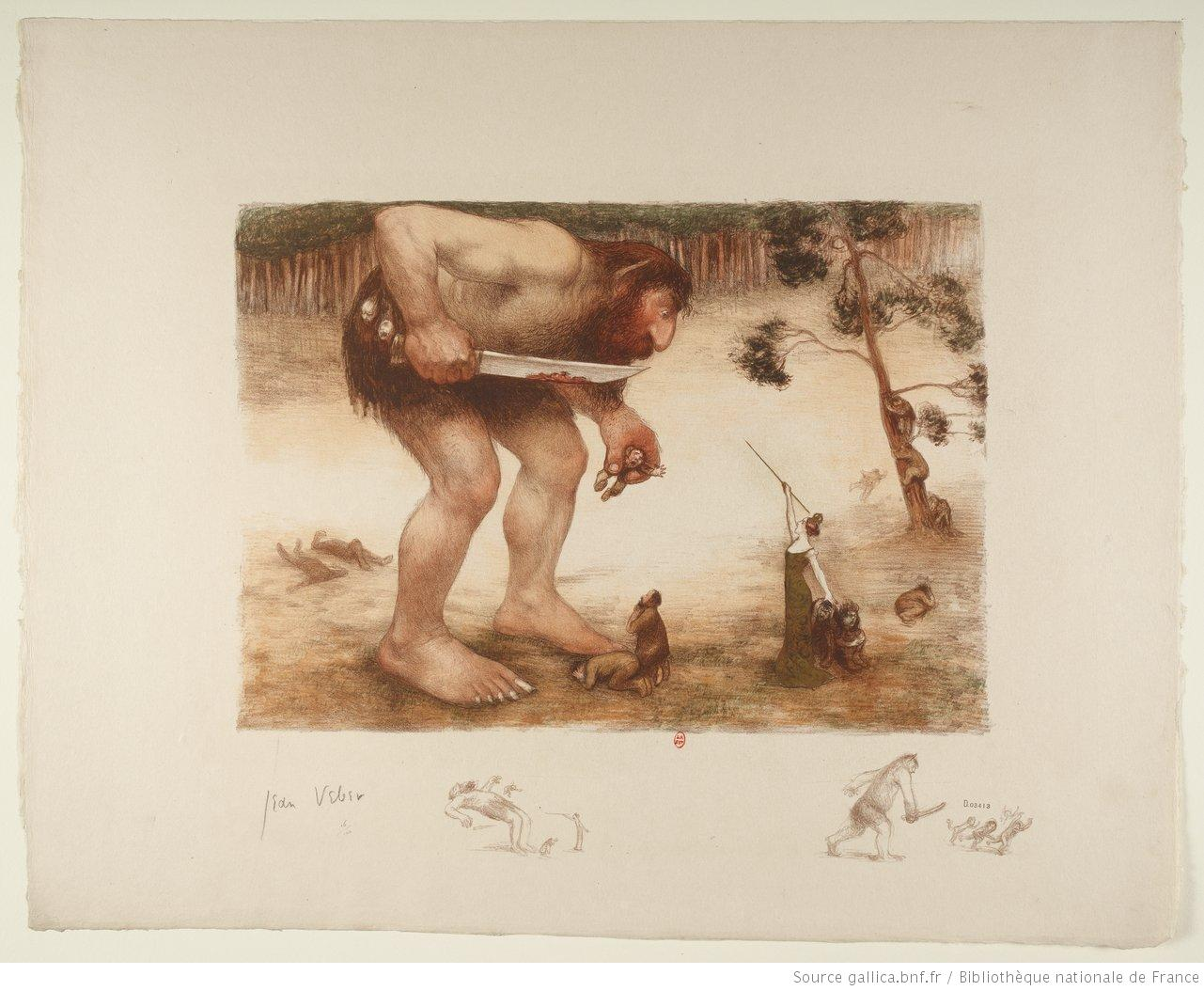
Reus en fee
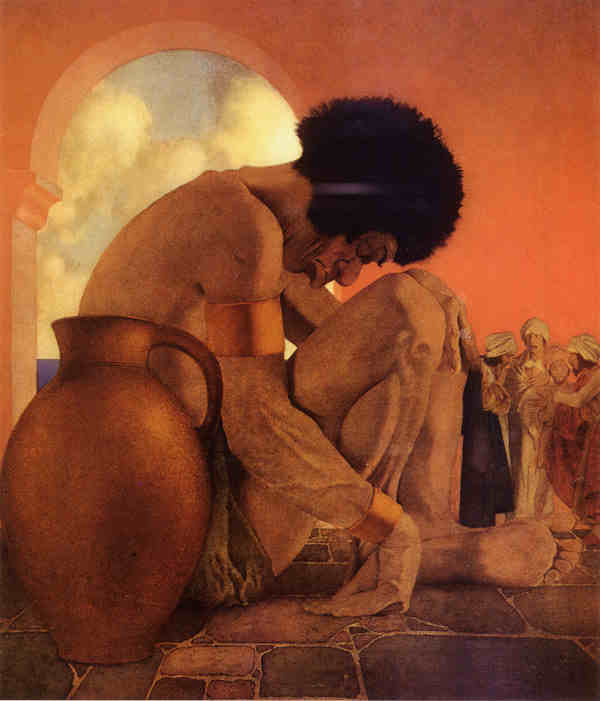
Sinbad maakt een complot tegen de reus, Maxfield Frederick Parrish, The Arabian Nights, 1907
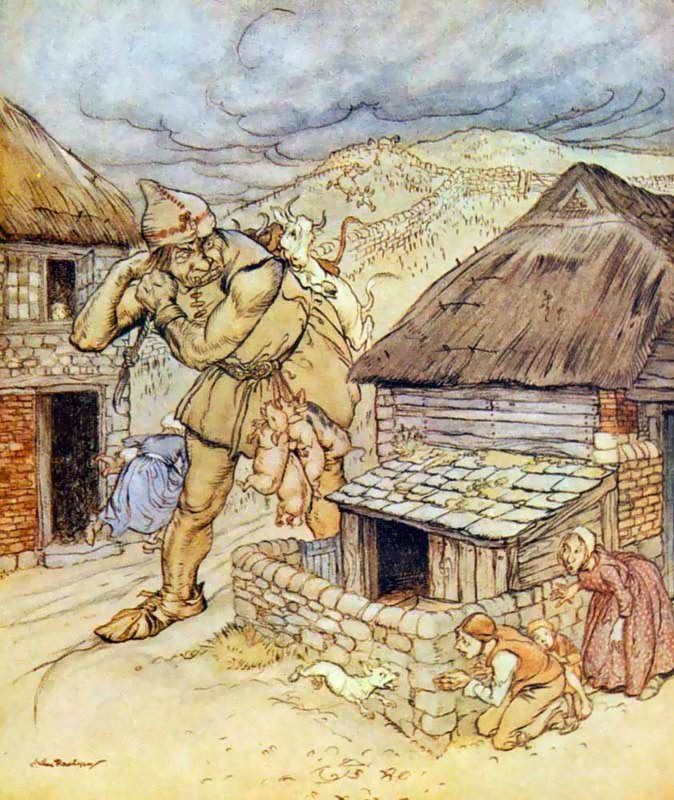
Cormoran in Jack the Giant Killer, English Fairy Tales, Arthur Rackham
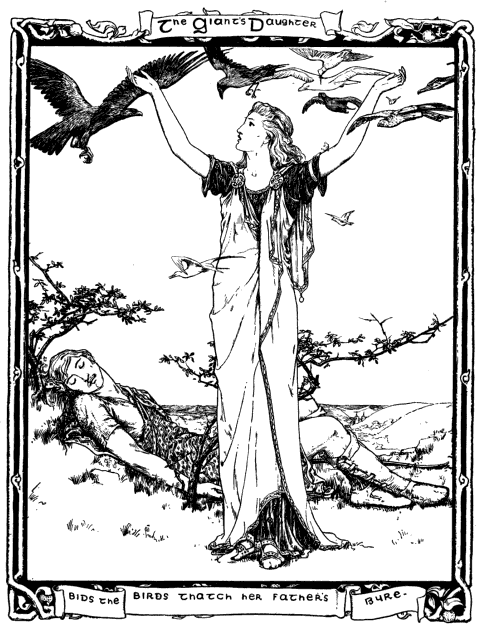
De dochter van de reus beheerst de vogels met magie, Battle of the Birds
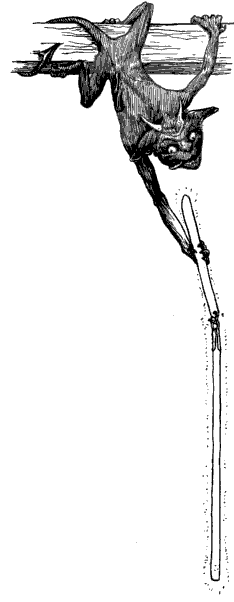
Een duivel pakt de dorsvlegel van de hanenbalken voor de jongen met het geitenvel, John D. Batten, 1892

### Volksverhalen

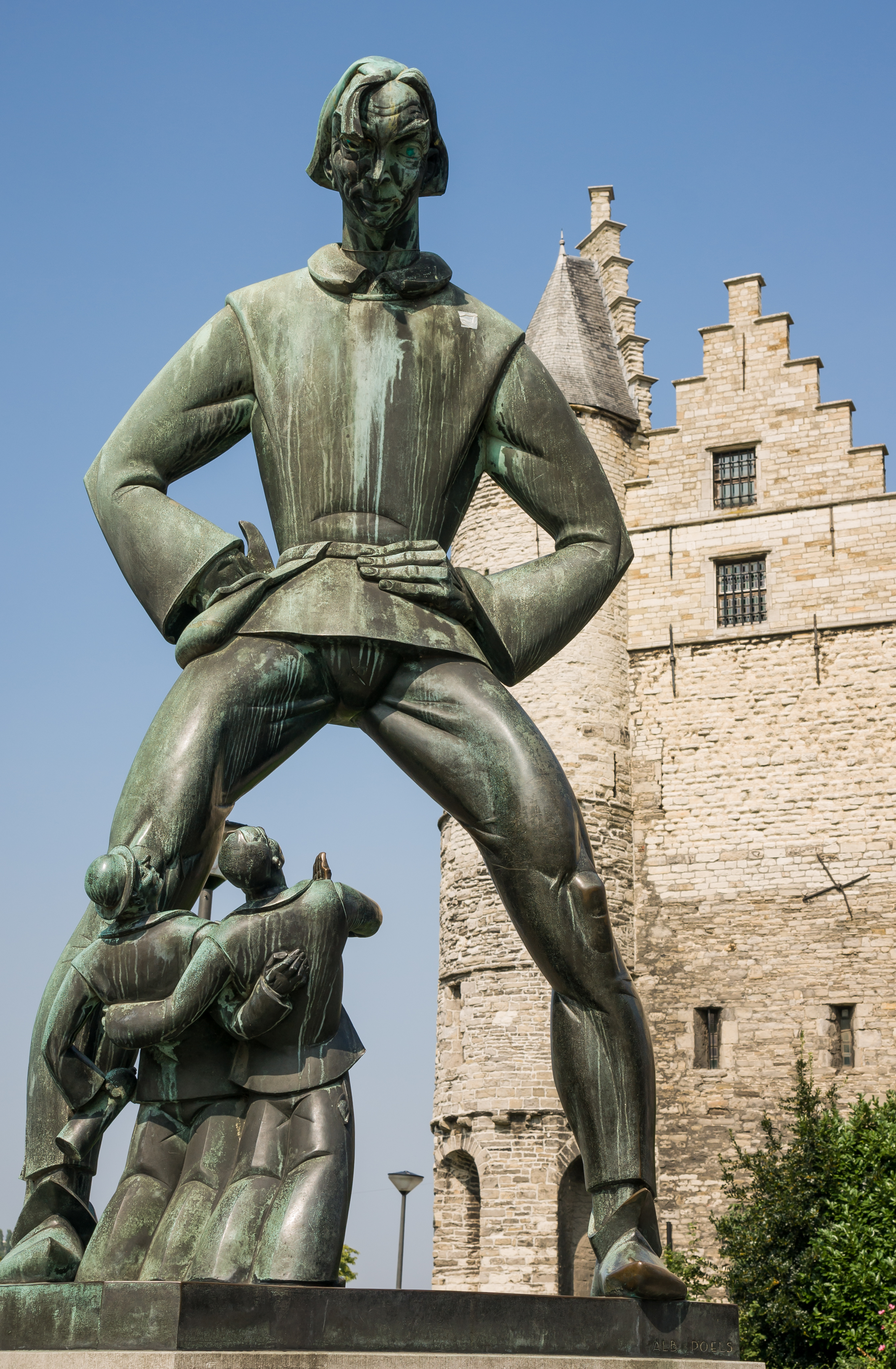
Standbeeld van Lange Wapper voor kasteel Het Steen (Antwerpen)

- Ellert en Brammert maakten een gebied bij Schoonoord (Ellertsveld en de Brammershoop) onveilig. Ze ontvoerden een vrouw, maar deze wist de reuzen met een list te verslaan.
- De waterreus is een personage uit een legende uit het Zuid-Hollandse vissersdorp Scheveningen.
- In Antwerpen zijn twee reuzen bekend: Lange Wapper, een reus en kwelgeest, en Druon Antigoon. Druon Antigoon werd volgens de verhalen gedood door de Romein Silvius Brabo en door het handwerpen kreeg Antwerpen zijn naam.
- Jocker Arent, alias de Groene Jager, is de hoofdpersoon in een volksverhaal dat zich in de omgeving van Den Ham afspeelt.
- Langs de kusten van de Noordzee en uit Bretagne kennen we een verhaal van een ouder die zijn zoon met een lantaarn laat verdrinken. In Sappemeer gaat het om de reus Sappe, die per ongeluk zijn zoon in het moeras laat omkomen.

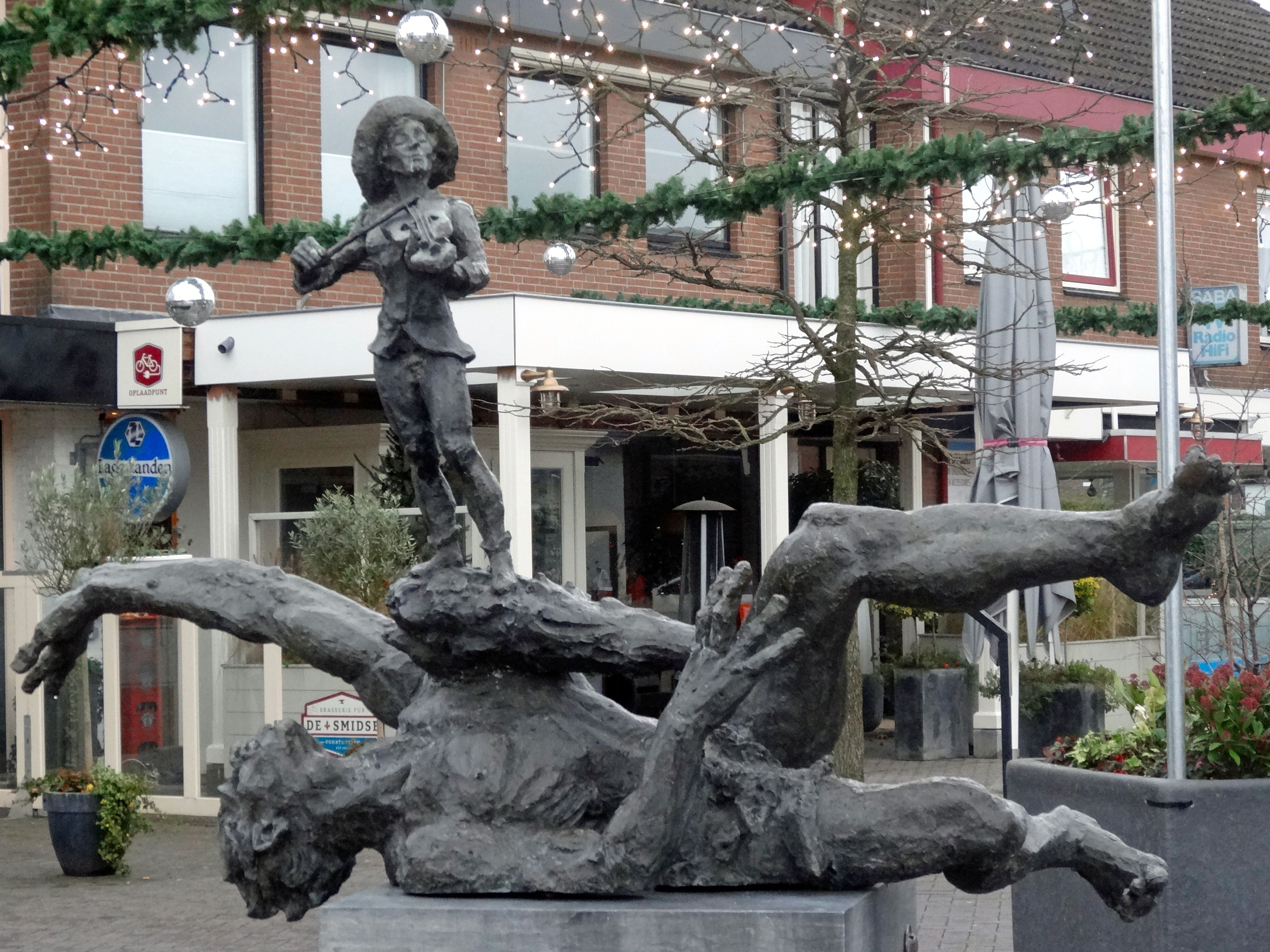
Beeld van de Bunckman en de violist in Voorthuizen gemaakt door Marijke Ravenswaaij-Deege

- De Bunckmansage is een oud volksverhaal dat zich afspeelt in de omgeving van Voorthuizen op de Veluwe. Er zou een reus geleefd hebben met de naam Bunckman. Deze reus hield zich in leven door passerende reizigers te plunderen en hen daarna te doden.
- In Baas boven Baas heeft een vrouw genoeg van de opschepperij van haar man. Na veel gebeurtenissen wordt hij opgewacht door zijn vrouw en Kodyo zegt reuzen gezien te hebben, die hem in alles de baas waren. Zijn vrouw hoeft hem niet langer Baas boven Baas te noemen.
- Een reus woonde samen met zijn dochter in een grot bij Grímur in de buurt en stal zijn vangst. Uiteindelijk doodde Grímur de reus en ging er met diens dochter vandoor, de Grímsvötn zou naar hem vernoemd zijn.
- In Op zoek naar Candra Kirana, een volksverhaal uit Indonesië, wordt verteld dat de reuzenkrab eigenlijk de reus Kala Kelana in vermomming is.
- Pa Pandir moet de hadjis (bedevaartgangers naar Mekka) en de lebyes (mensen die godsdienstige verplichtingen getrouw nakomen) uitnodigen. Moeder Andeh laat haar man de sjeik uitnodigen, maar waarschuwt hem niet links te gaan om niet bij de reuzen terecht te komen. Pa Pandir vergist zich en neemt de mannelijke en vrouwelijke reus mee in plaats van de sjeik. De reuzen eten en vragen Pa Pandir om hun kinderen ook te voeden. Pa Pandir stopt zoveel buffelbeenderen in hun mond, dat ze stikken en hij vlucht met zijn vrouw over de rivier. Moeder Andeh waarschuwt de reuzen over de diepte en ze gaan in kruiken zitten. De kruiken zinken en de reuzen verdrinken, waarna Pa Pandir en Moeder Andeh de schatten uit het hol van de reuzen halen.
- In De zonnekinderen vertelt Weju dat hij zijn zoon heeft gehaald voordat de reus hem dood kon slaan. Het is de avondster geworden en zijn broer zal de morgenster zijn. Elke heldere nacht kan de jongen 's morgens de zonnekinderen aan de hemel zien.
- De wees en de reus is een volksverhaal uit Assam. Het gaat over een weesjongen die buiten het dorp woont. Hij mist bescherming van zijn familie en de gemeenschap. Hij is een makkelijk slachtoffer voor de reus, maar kan de kwade geest verslaan. Vaak zijn herders of andere rondtrekkende personen het slachtoffer. Zie ook De koeherder en de heks.
- Colbrand of Colbron was een legendarische reus uit de Engelse folklore, vermoedelijk verslagen door Guy of Warwick, een legendarische Engelse held uit de Romantiek die populair was in Engeland en Frankrijk van de 13e tot de 17e eeuw. Guy keerde terug naar Engeland na een aantal jaren van afwezigheid om Winchester aan Æthelstan van Engeland terug te geven na de invasie van het noorden van koningen, Anelaph (Anlaf of Olaf) en Gonelaph. Guy doodde in een tweegevecht hun kampioen, de Deense reus Colbrand. Volgens de traditie in Winchester werd het duel gehouden in Hyde Mead (voor Hyde Abbey). Onder het bewind van Hendrik VIII van Engeland betaalde het koninklijk huis een loon van twee pence per dag om bewaarder te zijn voor het zwaard dat werd gebruikt om Colbrand te verslaan. William Shakespeare noemt Colbrand zowel in Henry VIII (Act V, scène iii) als King John (Act I, scène 1).
- De gigantische Haymon is een legendarische figuur uit Tirol. Volgens de legende was hij de stichter van Stift Wilten (het Wiltenklooster) in het zuiden van Innsbruck. Verschillende tradities zijn samengesmolten in de legende van de gigantische Haymon. In de 15e eeuw ontstond de lokale legende van de goudbewakende draak in de Sill Gorge ten oosten van Bergisel, die werd gedood door Haymon. De draak zou de rivier Sill kunnen vertegenwoordigen. Een tweede lijn van traditie, die rond de 16e eeuw ontstond, laat Haymon vechten met de reus Thyrsus, die in het gebied van Zirl en Seefeld woonde, en hem vermoorden. Het geloof in het historische bestaan van de reus Haymon was in de 17e eeuw zo sterk dat de abt van het klooster destijds naar de botten van Haymon in de kerk liet graven. De opgravingen waren niet succesvol, maar de kerk stortte in. Volgens een wetenschappelijke eigentijdse interpretatie belichaamt de reus Thyrsus de Reto-Romaans inheemse bevolking en Haymon de binnenvallende Beierse die zich in de 6e eeuw in het Inntal vestigden.

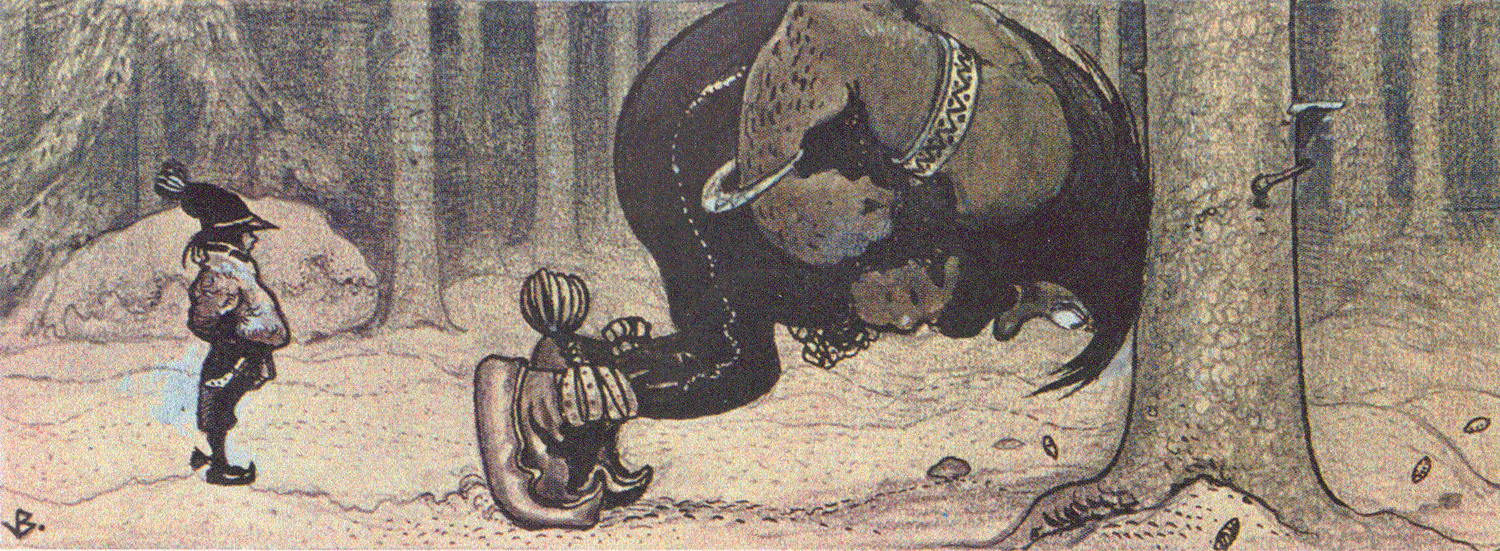
Illustratie bij het Zweeds/Finse volksverhaal "Stalo en Kauras", John Bauer

In de folklore van de Sami is een Stallo (ook Stallu of Stalo) een groot, mensachtig wezen dat graag mensen eet en daarom meestal in een of andere vorm van vijandelijkheden met een mens verkeert. Stallos zijn onhandig en dom, en daarom krijgen mensen vaak de overhand over hen. In Het bezoek van de winter Stallu hoort het meisje een Stallu lopen vlak voor de kortste dag, ze is in haar jeugd al gewaarschuwd voor de vreselijke reus die ondeugende kinderen eet. Ze besluit de slapende kinderen te verstoppen onder houtblokken en dekens. Zelf verstopt ze zichzelf aan de rand van het bos. De Stallu heeft de gedaante van de maan aangenomen en komt rustig naar beneden. Hij landt op een stapel brandhout en komt neer op een laagje as. Hij gaat naar de vuurplaats in de lavvu en steekt het vuur aan, waarna hij de kinderen zoekt. Hij vindt alle kinderen en gooit ze in de pot. Het meisje vlucht naar de kerk en de mensen gaan kijken. Alle mensen worden naar binnen gesleurd in de lavvu en de rendieren en tenten veranderen in steen. Alleen het meisje ontsnapte aan de Stallu, want ze ging nooit terug naar deze vreselijke plek.
- Een Indiaans verhaal vertelt hoe een konijn een reus wilde vangen met een magisch net, maar hij bleek de zon gevangen te hebben en kreeg hierdoor een bruine kleur.[19]
- Een verhaal vertelt over de relatie van de reus Gargantua met het riviertje Rance bij Dinan. Hij wordt verliefd op een Waterfee en het stel mocht trouwen als ze geen kinderen zouden krijgen, maar dit mislukte. De Waterfee sprak met haar oude voedster, die te Chansey woonde, en deze beloofde haar met listen te zullen helpen de pasgeboren kindjes te redden (omdat Gargantua ze zou opeten na de geboorte). De reus overlijdt en er wordt een gebergte op zijn graf geplaatst. De kinderen werden onder water verborgen en laten nog altijd schepen vergaan, want ze hebben de honger van hun vader geërfd.[20] De menhir bij Fort La Latte wordt in verband gebracht met de reus Gargantua, zie menhirs.
- In een sage uit Tonga vertelt hoe een weeskind een reus verslaat en koning van het eiland wordt.[21]
- In een Chinese sage is het de geest van het kristalmeer die een jongeman helpt een stadspoort te herbouwen, het bouwwerk verzonk tot de ontmoeting dagelijks in een moeras weg. Het blijkt echter dat de geest zijn eerstgeborene als beloning wil.[22]

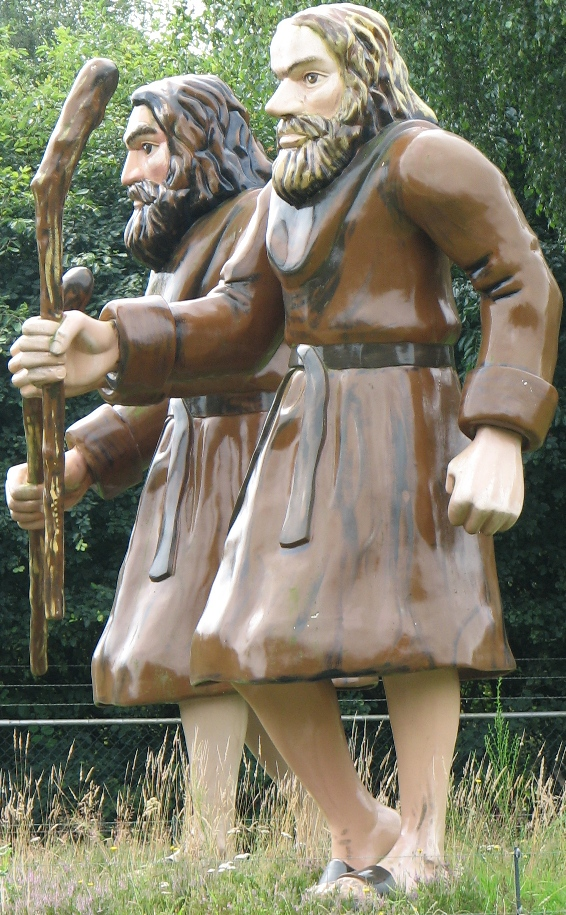
Standbeeld van Ellert en Brammert bij het Ellert en Brammertmuseum
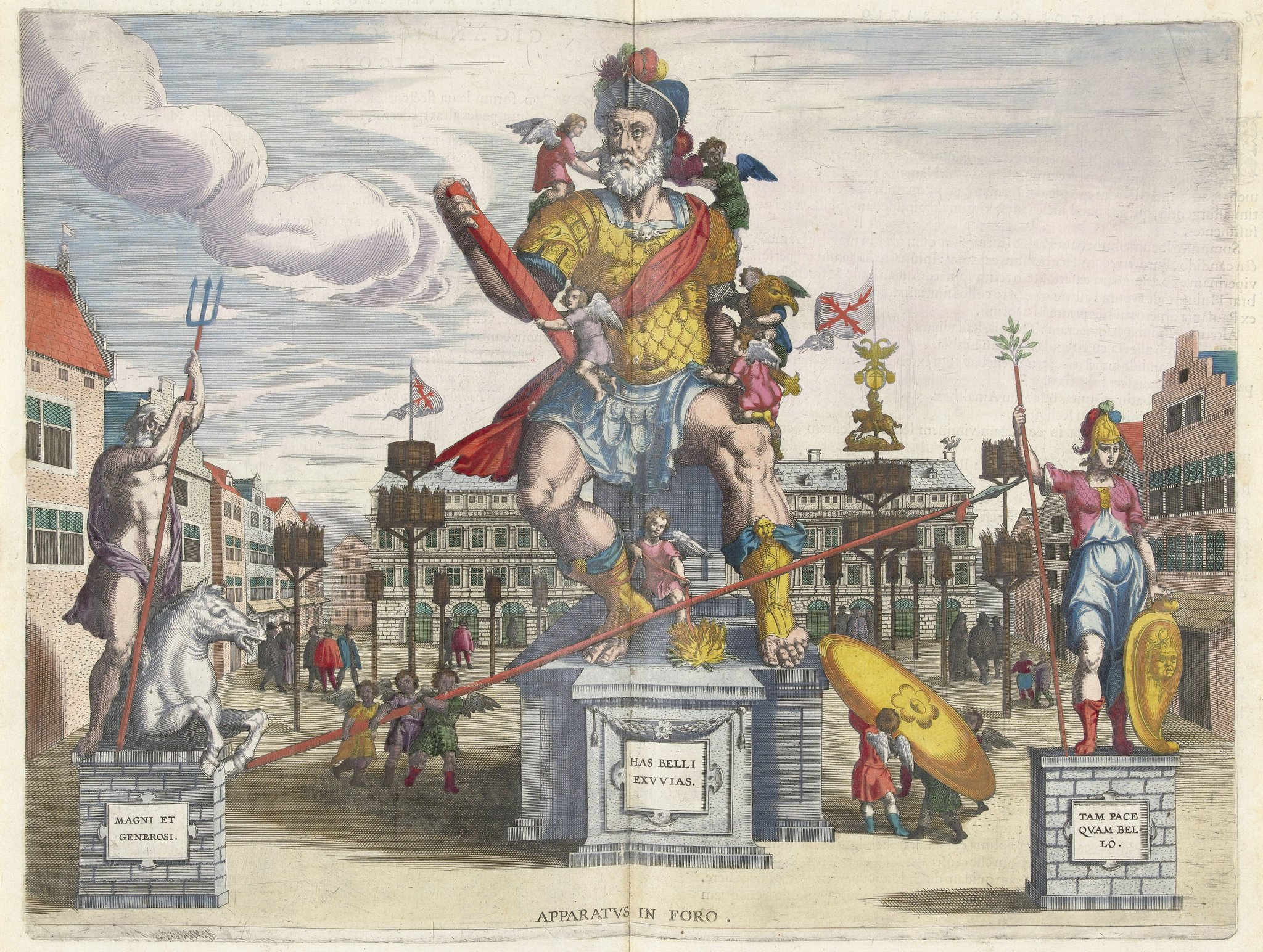
Druon Antigoon op de Grote Markt in Antwerpen, ca. 1599
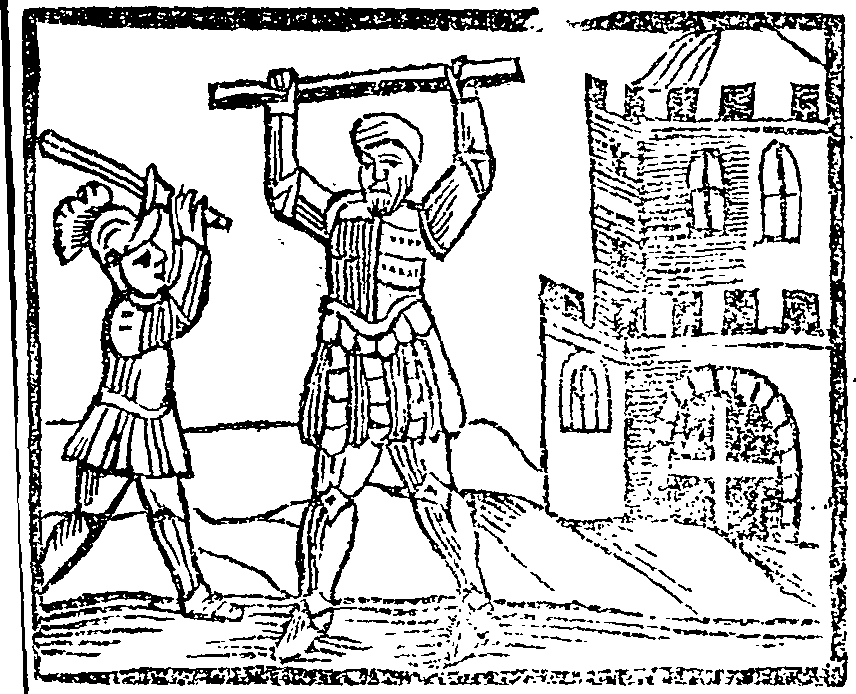
Het duel tegen Colbrand, 1706
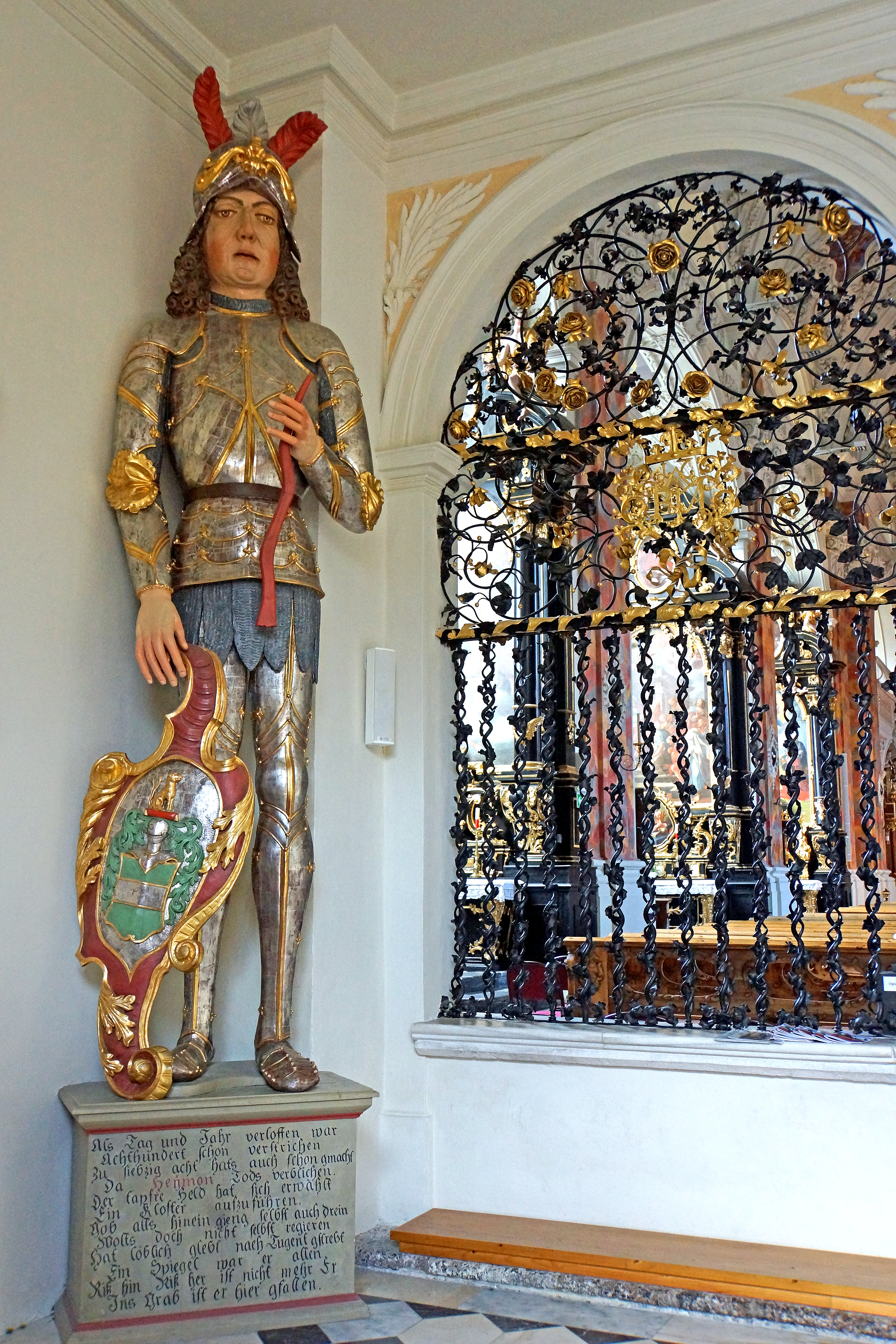
Standbeeld aan de voorkant van het klooster: Haymon die de tong vasthoudt van een draak die hij heeft gedood.

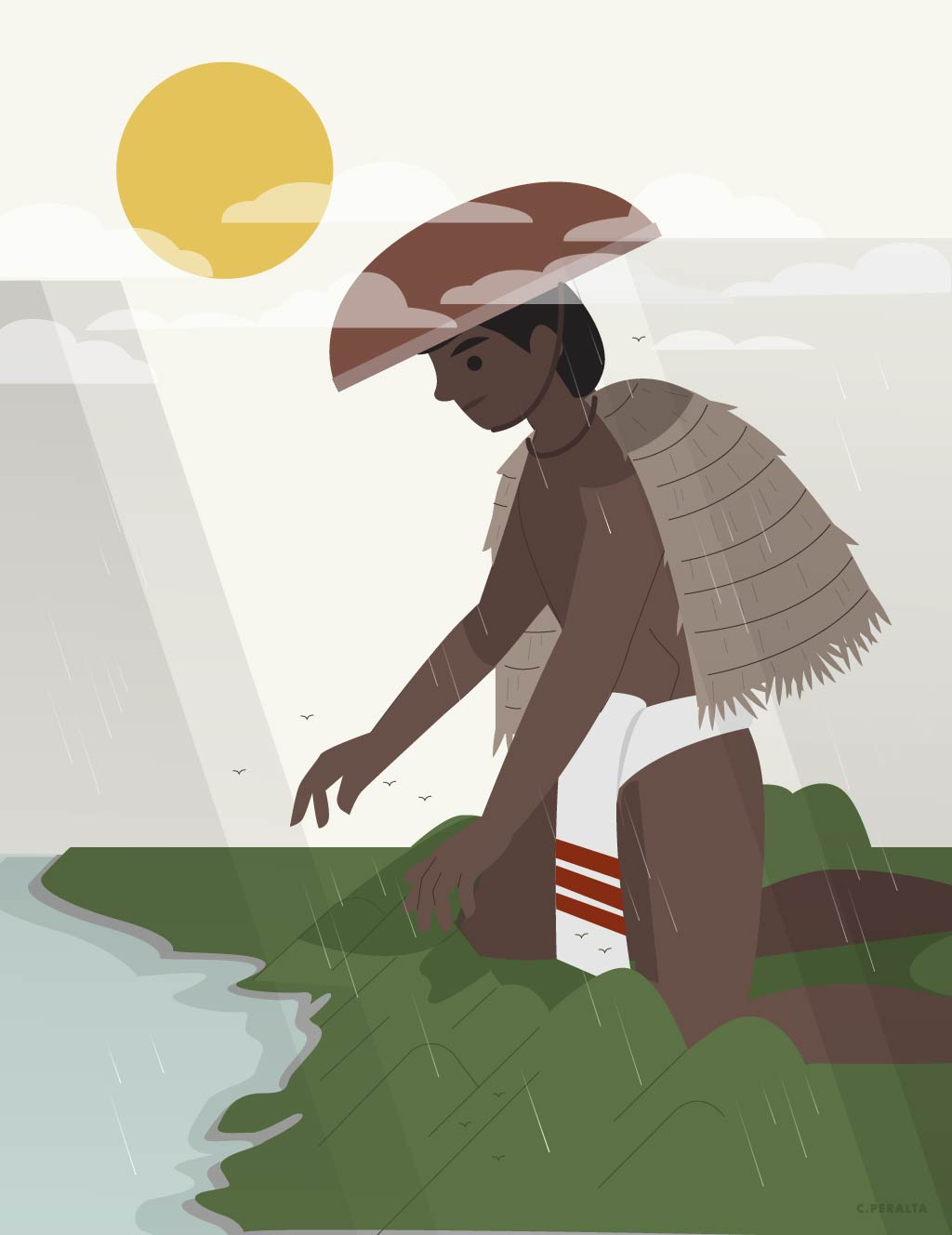
Angalo schiep heuvels en bergen, hij vormde de oceanen en plaatste de hemel, de zon, de maan en de sterren volgens de Ilocano

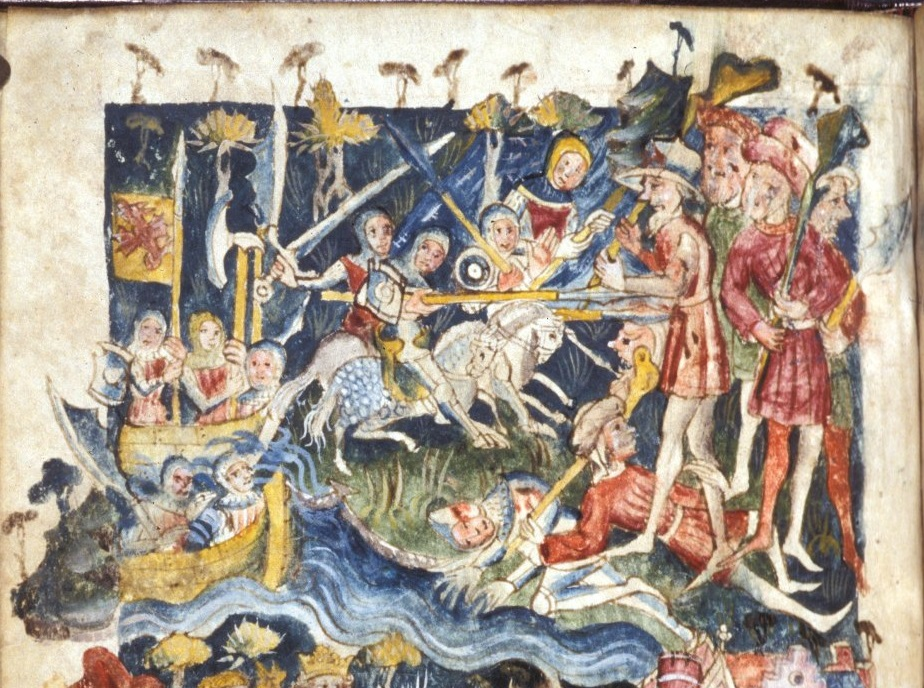
Brutus's troepen vechten met de reuzen van Albion (onder leiding van Gogmagog), 1808

Diverse reuzen worden in verband gebracht met de omgeving of ze vormden het landschap:
- Rübezahl is de reus of berggeest waarnaar het Reuzengebergte is genoemd.
- Manke Meine en Kromme Knillis zouden rond 1400 een vaart gegraven hebben (nu de Boorne). Bij Akkrum kregen ze een meningsverschil en splitsten zich op en groeven de Kromme Knillis en Meinevaart. De reuzen zijn tegenwoordig het boegbeeld van het dorp.[23][24]
- Bij de Ilocano was Angalo een scheppings-reus, met zijn acties vormde hij de heuvels en bergen van Luzon. Hij vormde de oceanen en plaatste de hemel, de zon, de maan en de sterren.
- In De zwanenridder graven reuzen de Maas, maken plassen in de Oostrumse vennen en bouwen de Oostrumse zandbergen. Er zijn meerdere verhalen over de Maas en omliggende heuvels die door reuzen zijn gemaakt.[25]
- De Dordtsche Kil zou ook door reuzen zijn gemaakt.[26]
- Reuzen spelen een belangrijke rol in Hoe Leiden zijn naam kreeg.
- De reus Garpe zou in de Garpedansberget (berg in de gemeente Västervik) wonen. Het gebied is rijk aan sporen uit de oudheid en verhalen die behoren tot de mythen en legenden. Naast verhalen over de grote reus Garpe die op de berg leefde, gaan verhalen over prinsessen, trollen en andere mythische en folkloristische figuren.
- Er is een verhaal waarin een reus uit Uddel naar een andere reus in Elspeet gaat om brood te bakken, want Thunar heeft zijn oven vernietigd. Onderweg maakt hij twee heuvels.[27] Het nabijgelegen Uddelermeer (met daarnaast de Hunneschans) en het Bleekemeer worden toegeschreven aan reuzen, hier zou een christenprediker er een gouden beeld van de Dondergod in geworpen hebben.[28] Er is nog een verhaal over reuzen uit deze omgeving. De buurtschap Drie, vlak bij het Solse Gat, zou door reuzen zijn gesticht.[29]
- Bij Vierhouten zou een reus geleefd hebben, hij zou het Reuzenheuveltje gemaakt hebben.[30]
- De toren van Surhuizum zou door een reus verzet zijn en staat daardoor niet tegen de kerk aan.[31]
- In de Arabische folklore kent men de ghoul. Deze kwaadaardige reuzen kunnen overal verschijnen, zie Onderdeurtje en Tolla.
- Albion werd bevolkt door reuzen; Corineus worstelt met de reus Gogmagog en werpt hem in zee. Die plek wordt sindsdien Gogmagog's Leap genoemd. In Logres, algemeen beschouwd als het rijk van koning Arthur, zouden de wilde reuzen wonen volgens Geoffrey of Monmouth. In het Frans heten deze reuzen ogres[32]

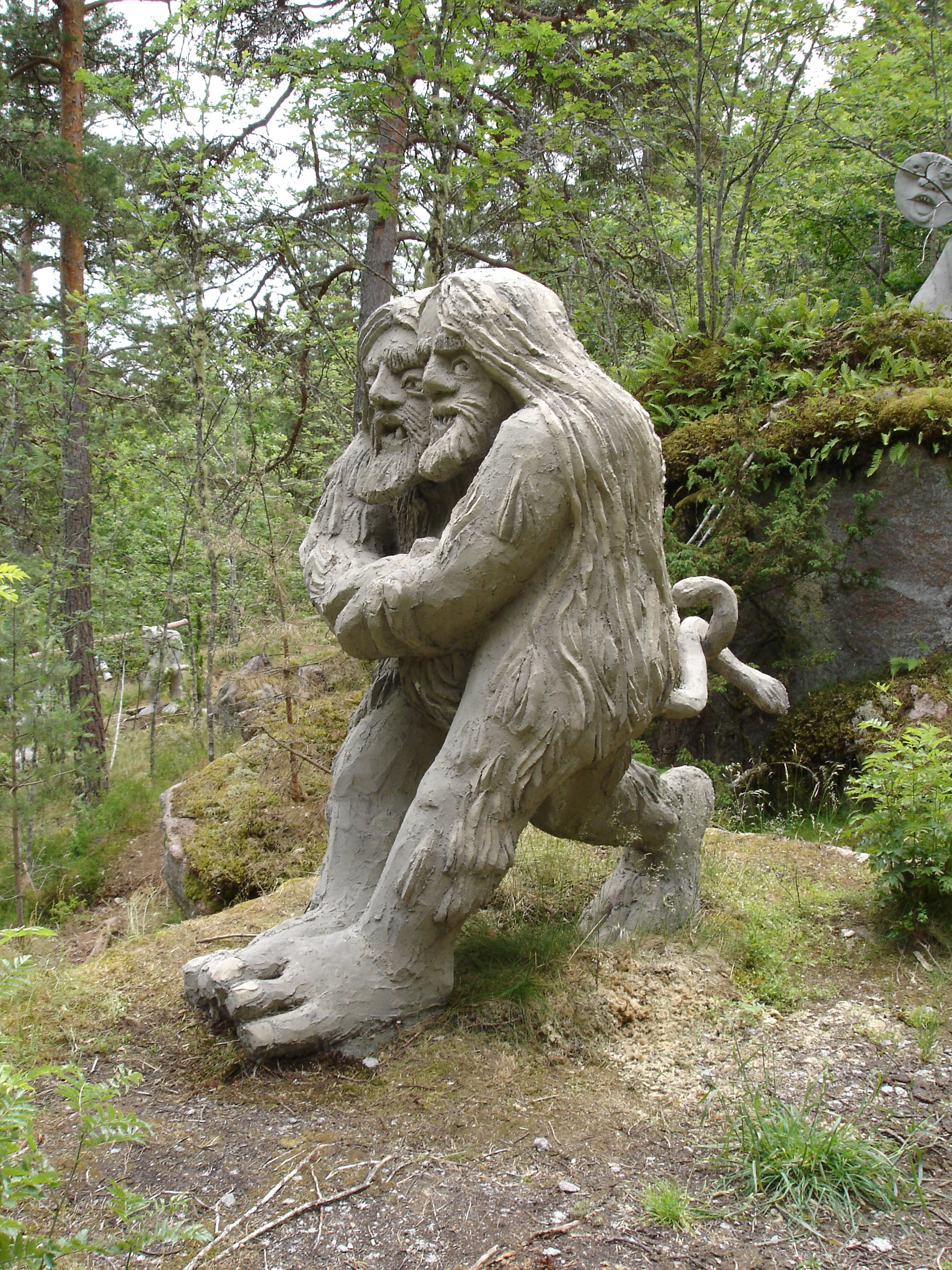
Garpedansare op de Garpedansberget
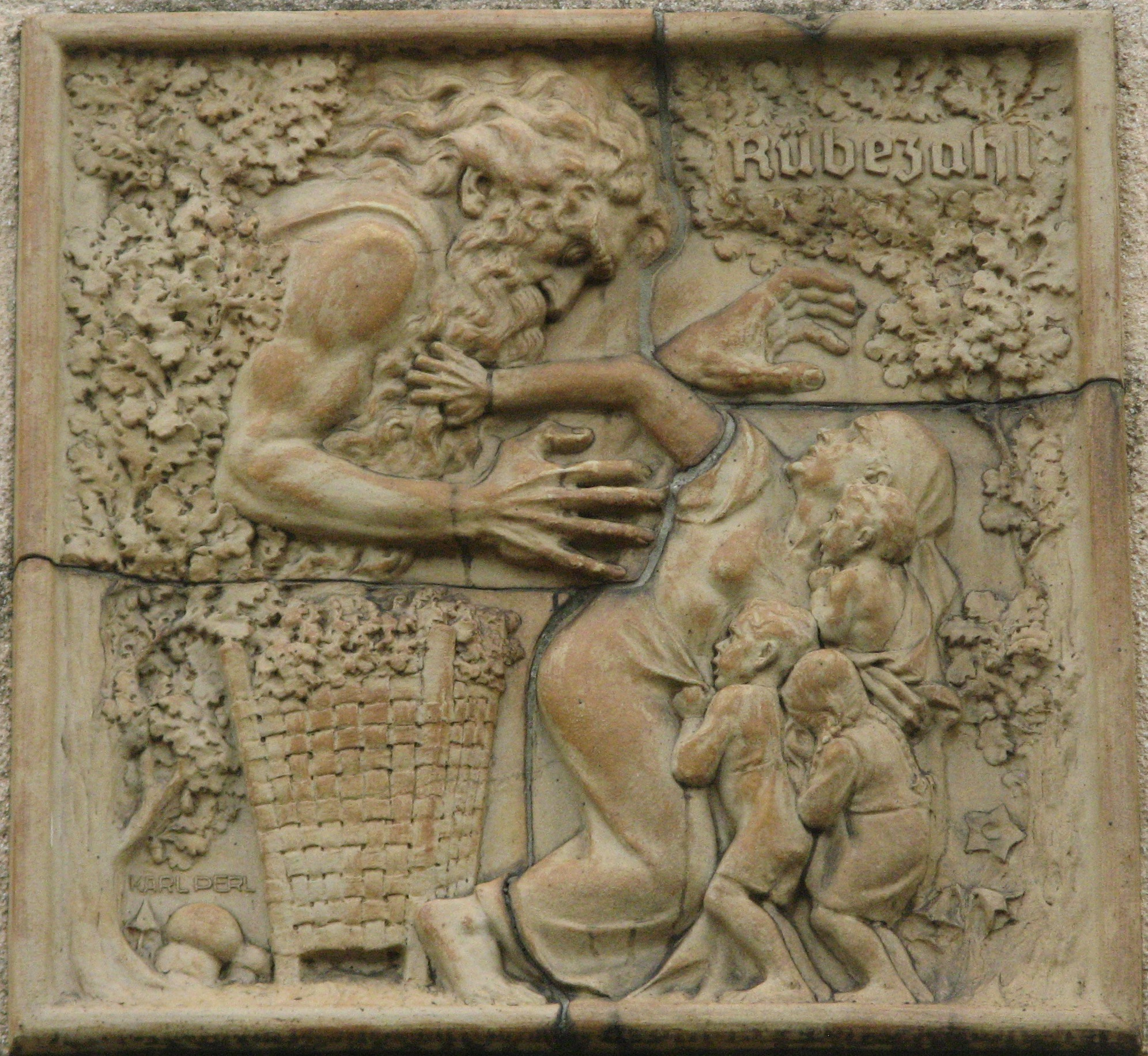
Rübezahl, Karl Perl, 1939

## Reuzenpaarden
Er zijn verschillende reusachtige paarden, zoals reuzenpaard Svadilfari (de vader van Sleipnir).
Pegasus is samen met de reus Chrysaor uit het bloed van Medusa geboren.
Het paard Ros Beiaard kon zijn gestalte aanpassen aan het aantal ruiters op zijn rug en zo het formaat van reuzenpaard aannemen.

## Stadsreuzen
Personages uit legenden en mythen worden als stadsreuzen, dit zijn grote poppen die een persoon uitbeelden, rondgedragen in processies. Dit komt vooral voor in Spanje en België.

## Reuzen in de theosofie

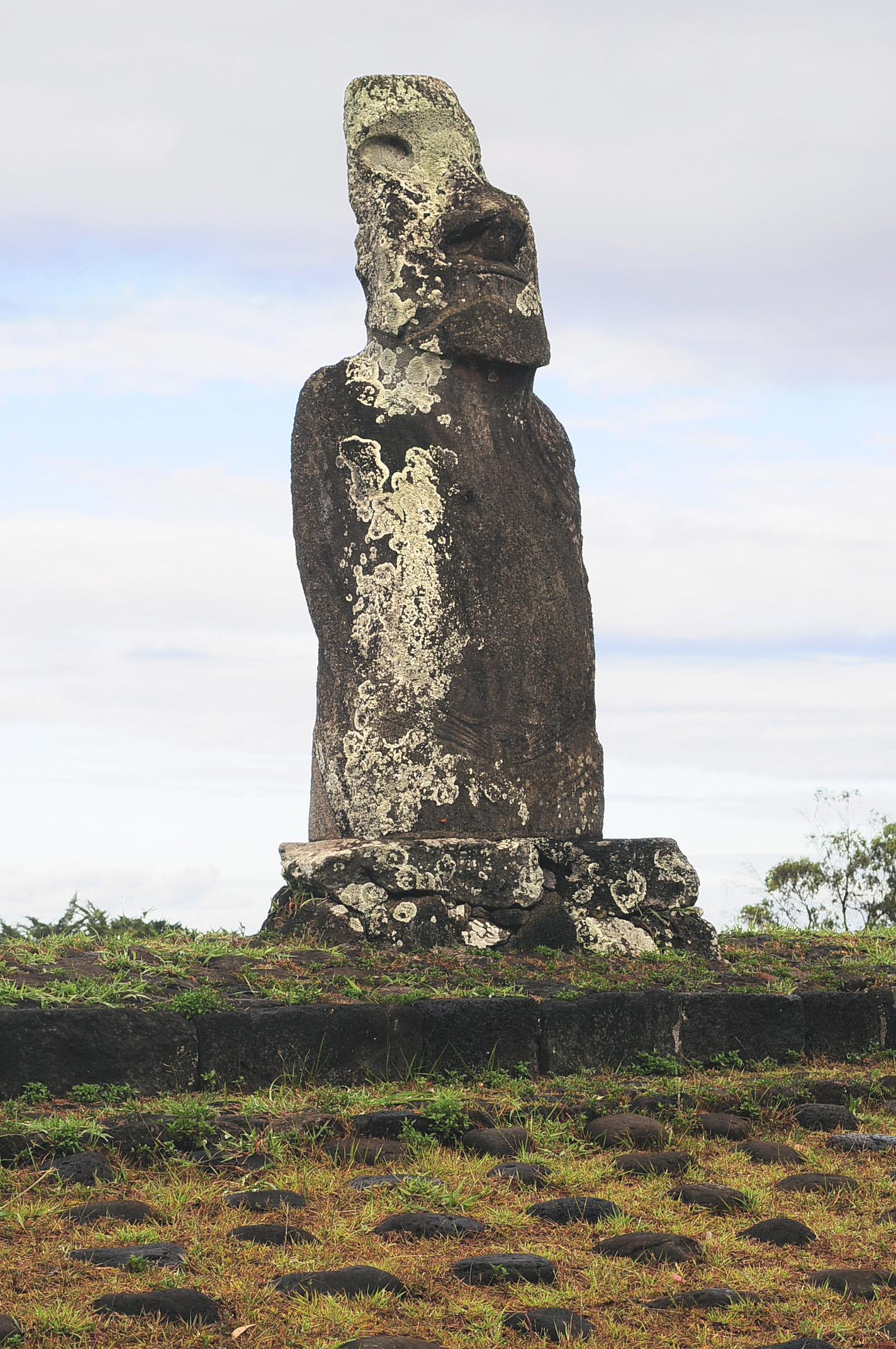
Ahu Huri A Urenga, de enige moai op Paaseiland met vier handen. Volgens Blavatsky maakte Paaseiland deel uit van het verzonken continent Lemurië en hadden de Lemuriërs ooit vier armen en een oog in het achterhoofd.

Volgens de theosofische Geheime Leer (1888) van mw. Blavatsky hadden de verre voorouders van de huidige mensheid reusachtige afmetingen. Ze spreekt van vijf 'wortelrassen'. 'De hele oudheid, de heidense en de christelijke, geloofde dat de eerste mensheid een ras van reuzen was.' Volgens Blavatsky stammen de mensen van reuzen af en werden ze gedurende miljoenen jaren steeds kleiner. We zouden door de Atlantiërs van het continent Atlantis zijn voorafgegaan. Het laatste eiland van Atlantis was Poseidonis en dat ging in 9564 v. Chr. (10e millennium v.Chr.) ten onder. Het zou het eiland zijn dat door Plato werd beschreven in zijn Timaios en Kritias. Maar in die tijd waren de Atlantiërs al geen reuzen meer. Het land van de reuzen zou in de Atlantische Oceaan hebben gelegen en door vloedgolven zijn vergaan. Daarvóór leefde er een ras van reuzen in de Grote Oceaan op het continent Lemurië. Ze lieten de moai op Paaseiland na. Hyperborea ging daaraan vooraf en de menselijke evolutie zou in een land zijn begonnen, dat nooit is vergaan: het onvergankelijke Heilige Land. In talrijke culturen zijn herinneringen aan de vroegere, reusachtige bewoners bewaard gebleven. Zo schreef Hesiodos over de vijf Tijdperken van de Mens en geloofden de Azteken in de opeenvolging van Vijf Zonnen. Volgens de theosofie werden veel grote stenen door reuzen op hun plaats gezet. De zogeheten Cyclopische bouwwerken zouden ook naar deze vroegere bewoners van de aarde verwijzen.
Na de vloed van 850.000 jaar geleden, waarin 'Ruta-Atlantis' ten onderging, bleven samen met de voorvaderen van de Ariërs 'enkele gele, enkele bruine en zwarte en enkele rode' Atlantische rassen over, die in Europese streken 'kopieën van piramiden' oprichtten, zoals de 'reuzengraven' (sepolture dei giganti) en nuraghi van Sardinië (nuraghecultuur), menhirs in de Morbihan en Bretagne, Deense grafheuvels (van 27 tot 35 voet hoog), in Shetland, in Zweden (ganggriften of graven met gangen), in Duitsland (Hünengräber), in Spanje (dolmen van Antiguera bij Malaga), in Afrika, Palestina, Algerije, in Malabar (India), de graven van de daitya's, reuzen, en van de râkshasa's, 'de mensdemonen van Lanka ', in Rusland en Siberië (koorgan), Peru en Bolivia (chulpa's of begraafplaatsen), 'enz'.
Volgens Plato hadden koningen van Atlantis, 9000 jaar vóór Solons tijd (ca. 636 - ca. 558 v.Chr.), ook macht over 'vele andere eilanden en delen van het [tegenovergelegen] continent', dat een 'echte oceaan' omsluit. 'Hun heerschappij reikte zelfs tot onze [Egyptische] streken, ze hadden het voor het zeggen in Libië tot aan Egypte toe en in Europa tot Tyrrenië' (Italië). Díe vloed zou niet alleen de Atlantische, maar ook de vroege Atheense beschaving hebben verwoest.
De reuzen zijn de gibborim uit de Bijbel, de machtige reuzen uit de voortijd uit genesis iv. Naar die gibborim verwijzen de Cabeiren. Het hoofdkenmerk van de Lemuriërs en Atlantiërs was 'trots'. De Atlantische stammen waren vanaf het begin verdeeld in rechtvaardigen en onrechtvaardigen. De mensen werden steeds slechter en daarom worden ze in theologische literatuur herinnerd als tovenaars. Ze zijn de Nimrods, bouwers van de Toren van Babel en Chamieten. De rechtvaardigen verbonden zich met het 'uitverkoren' of 'onsterfelijke ras' van het 'Witte eiland', een 'tussenras' van geestelijke wezens, dat middels kriyasakti nageslacht kon scheppen in plaats van verwekken en van een versleten lichaam in een ander kon overstappen. Narada is de mythische vertegenwoordiger van dit godenras.

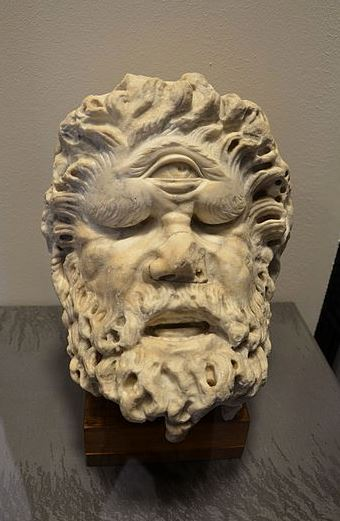
Hoofd van een Cycloop, 1e eeuw n.Chr., uit het Colosseum in Rome

Blavatsky noemt ook de volgende reuzen: de danava's en daitya's van India, de râkshasa's van Sri Lanka, de Izdubars van Chaldea, de emims (Emieten) en de anakim (Enakieten) van de Joden. Ze zijn de Titanen en Cyclopen van de Griekse mythologie. De devs (divs) in de Shahnameh, die tegen de peri's (de voorouders van de Perzen) streden, waren ook reuzen. Fereidoen bestreed en overwon Zahhak, de koning van de devs. De strijd in de Mahabharata tussen kaurava's en pandava's zou ook gaan over de strijd tussen reuzen (Atlantiërs of hun afstammelingen, Blavatsky's vierde Ras) en ariërs (het vijfde Ras).
De hermafrodiete Lemuriërs (manvrouwen) met vier armen werden de prototypen van de vierarmige hindoegoden. Het derde ras van Lemuriërs en vroege Atlantiërs verloren geleidelijk hun 'oog van wijsheid' of 'derde oog', vandaar de herinnering aan de (drie-ogige) cyclopen. Het oog zat aan de achterkant van het hoofd, trad terug, verschrompelde en is thans bekend als de pijnappelklier. In de Popol Vuh van de Maya's wordt er ook een sluier geworpen over het zicht van de ‘mensen van maïs’, zodat zij nog slechts konden zien wat dichtbij is, in plaats van alles te weten en alles te zien.
In het Indiase epos Ramayana ontvoert Ravana, de koning van de râkshasa's van Lanka (Sri Lanka) Sita, de echtgenote van Rama. Het verhaal zou volgens Blavatsky model hebben gestaan voor de Griekse Ilias, waarin Paris, Helena, de echtgenote van Menelaos schaakt. De Miao-tse, die in de Chinese Shoo-King worden genoemd, herinneren volgens Blavatsky aan het vierde (Atlantische) ras.
Blavatsky verklaart de Griekse reuzen, de Hekatoncheiren Briareos (Aegaeon), Gyges en Kottos als volgt: de vijftig hoofden van elk staan voor rassen, de honderd armen voor onderrassen en stammen. Ze noemt ze ook drie poollanden, die door Kronos (de Tijd) gevangen worden gezet, om door Zeus (het vierde ras) te worden bevrijd om deel te nemen aan zijn strijd tegen de Titanen (het derde ras). De ondergang van de Titanen wordt zo uitgelegd als de ondergang van het continent Lemurië en de overwinning van het continent Atlantis (dat gewijd is aan Zeus' broer, de zeegod Poseidon).

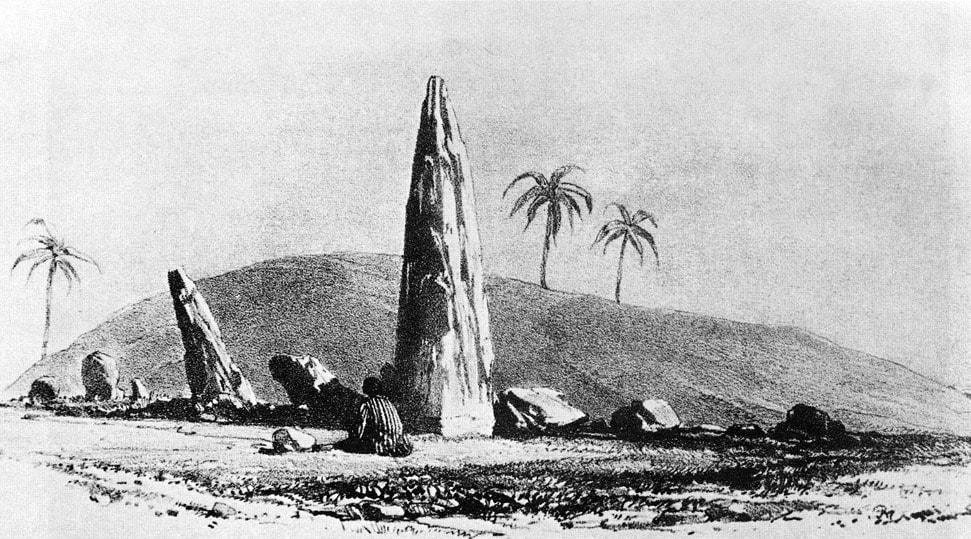
Msoura is volgens legenden de tombe van de mythologische reus Antaios

'De reuzen van voorheen liggen allen onder de oceanen begraven (..)' Toch werd in 1858 in Carthago een sarcofaag van reuzen gevonden. Philostratus sprak van een reusachtig skelet van tweeëntwintig el lang en een van twaalf el, die hijzelf in Sigeum had gezien. Messekrates van Steira ontdekte op Limnos de overblijfselen van een reus. Volgens Plutarchus zag Sertorius het graf van Antaios; volgens de legenden zou Msoura de tombe zijn van de mythologische reus Antaios. Pausanias stond in voor het werkelijke bestaan van de graven van Asterius en Geryon of Hyllus, de zoon van Hercules. Abbé Pègues verklaarde in De vulkanen van Griekenland, dat er bij de vulkanen van het eiland Thera 'reuzen met enorme schedels werden gevonden, neergelegd onder kolossale stenen (..)'
In grafheuvels en grotten in Amerika zijn volgens Blavatsky groepen skeletten opgegraven van negen en twaalf voet lang, behorende tot 'het vroege vijfde ras'. In de Chatam peramba (het Dodenveld of oude begraafplaats in Malabar, de 'graven en woningen van râkshasa's') zouden enorm grote beenderen zijn gevonden. Steencirkels, toegeschreven aan de pandava's, bleken 'menselijke beenderen van heel grote afmetingen te bevatten', toen ze op aanwijzing van radja Vasariddi werden geopend.

## Megalieten
Reuzen worden vaak in verband gebracht met (het bouwen van) megalieten en andere imposante bouwwerken.

### Hunebedden en dolmens

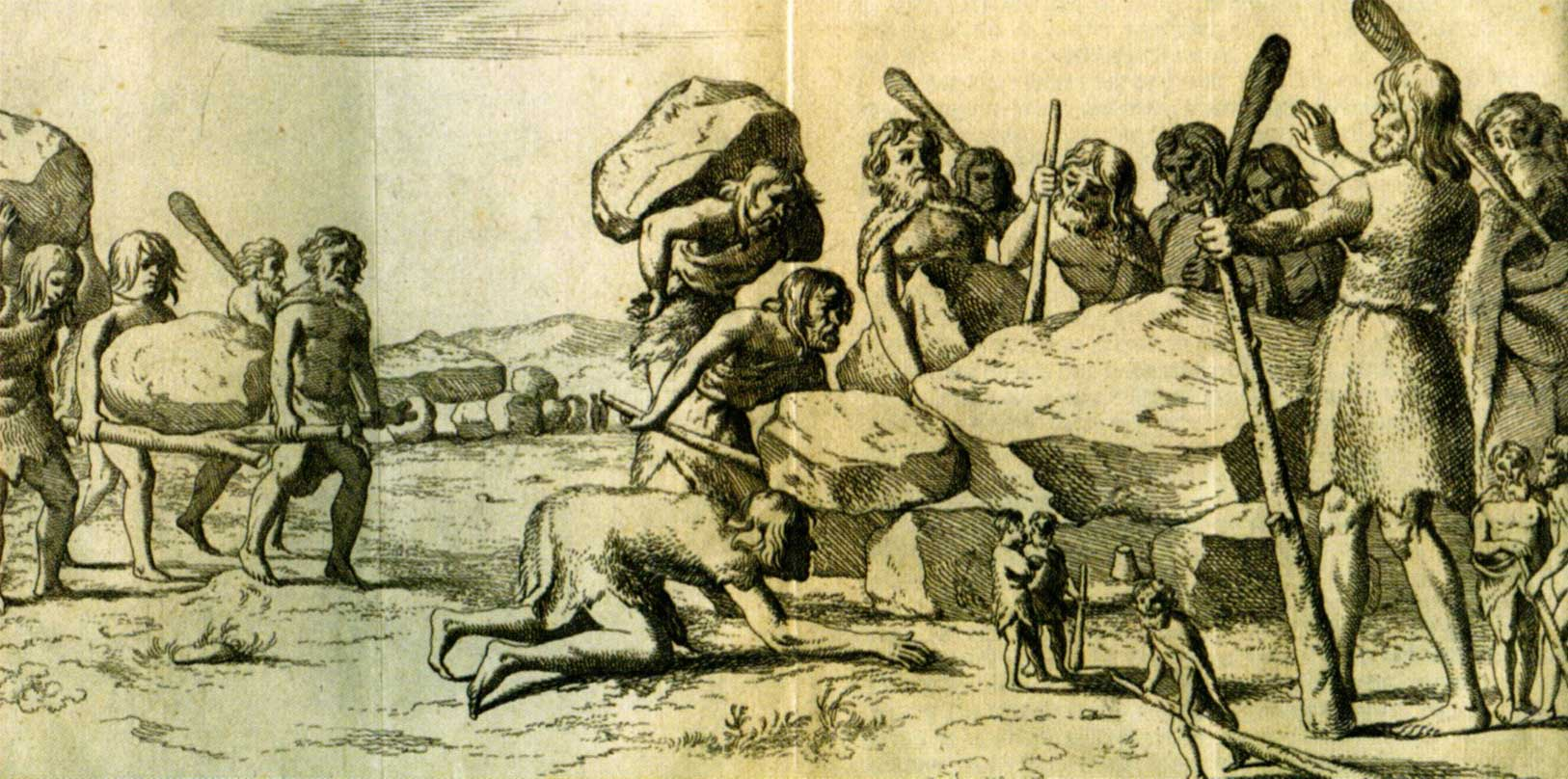
Afbeelding uit Korte Beschryvinge van eenige Vergetene en Verborgene Antiquiteiten Der Provintien en Landen gelegen tusschen de Noord-Zee, de Yssel, Emse en Lippe, 1660

Saxo Grammaticus (ca. 1150 - na 1208) schrijft het oprichten van dolmens toe aan de reuzen.
Volgens Johan Picardt, de eerste die in de 17e eeuw de hunebedden onderzocht, kon het niet anders zijn of reuzen hadden deze steenhopen gebouwd. Hij was er zo van overtuigd, dat hij ze uitvoerig beschrijft in zijn Antiquiteiten (1660).
“Dese Reusen nu zijn doorgaens gheweest grouwelijcke, brutale, wreede, onkuissche en heyloze menschen (...) Menschen die zij besetten kosten vingen zij; slachteden deselve, en verslondense. Ja van levende rauwe menschen te eten hebbense geen walge gehadt. Ongeboore kinderen hebbense uyt hare Schuylhoekjes gescheurt, en deselve, als een sonderlinge delicatesse, (met huyt en hayr, soo warm als zij op de wereld quamen), opgeknapt (opgegeten).”
Het liep dan ook slecht met ze af. Uiteindelijk zijn ze “door de rechtvaerdige bestieringe Gods” allemaal uitgeroeid.
De in Noord-Duitsland populaire naam "Hünengrab" is afgeleid van het Middelhoogduitse "hiune" en de Nederduitse "Hune", met de betekenis van "reus". Zelfs in de 17e eeuw werd in de literatuur algemeen aangenomen dat het hier ging om "graven van de reuzen". Bij Dassendorf wordt een hunebed het Riesenbett (reuzenbed) genoemd.

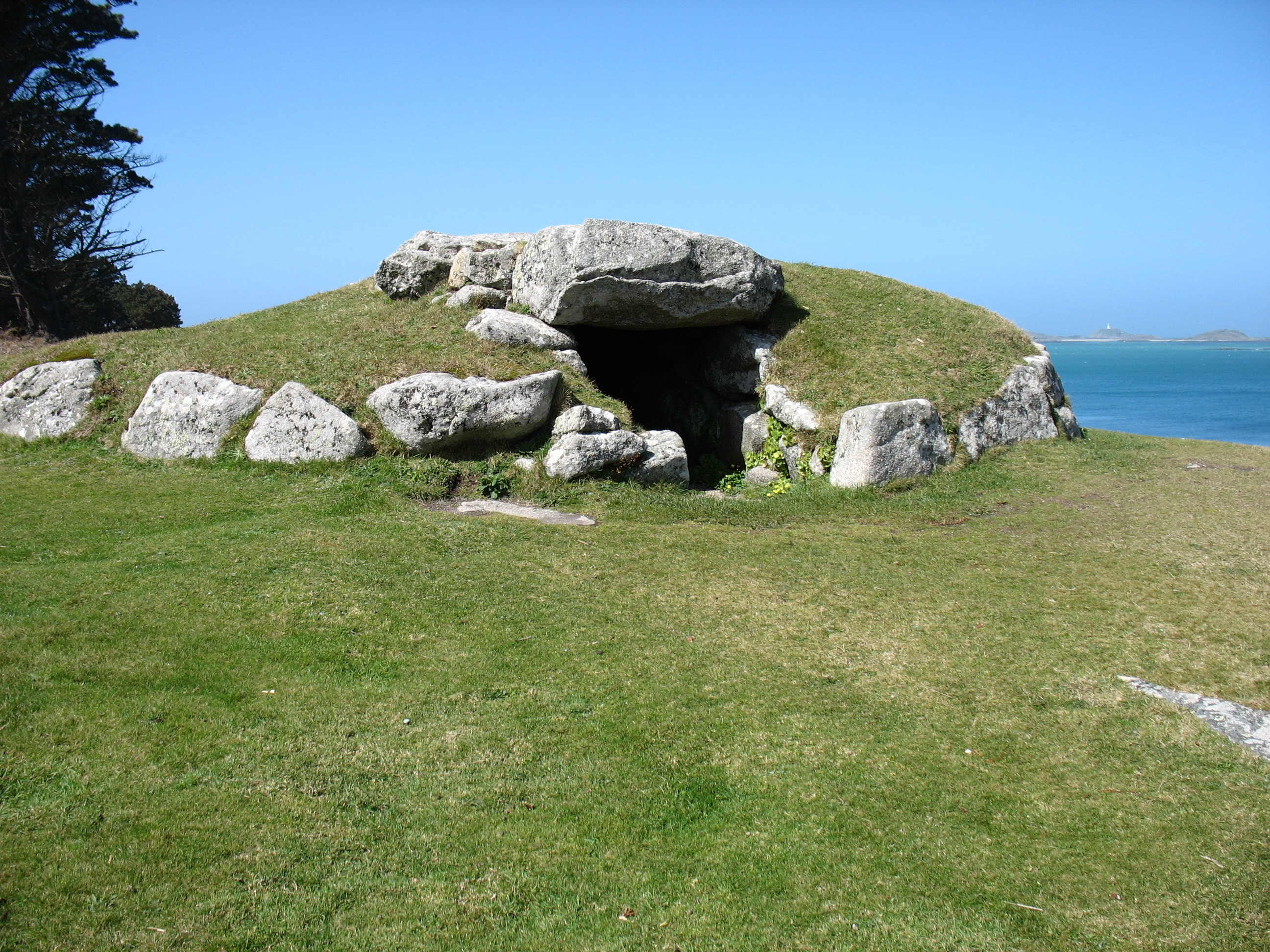
Innisidgen Upper, The Giant's Grave

Ook op de Britse Eilanden worden dolmen en andere neolitische bouwwerken, naar reuzen vernoemd. Voorbeelden zijn:
- De Giants' Graves is een grafkamer op Arran.
- De grafkamer Ballynahatny ligt in een henge met de benaming the Giant's Ring.
- Nabij Morvah ligt Lanyon Quoit. Deze quoit werd in 1824 gerestaureerd. Een andere benaming is De Tafel der Reuzen, volgens een legende zijn er beenderen van reuzen gevonden. In de verhalen over koning Arthur wordt verteld dat hij hier op de vooravond van zijn laatste gevecht heeft gedineerd.
- De bijnaam van Innisidgen Upper is The Giant's Grave, het ligt nabij Hugh Town.
- Ook de passage tomb nabij Poortown wordt Giant's Grave genoemd, een alternatieve naam is The Kew.
- In de nabijheid van The Kew ligt een ander Giant's Grave in St. John's.
- Vlak bij Kirksanton ligt ook een Giant's Grave, dit gaat om de overblijfselen van kransstenen die om een cairn stonden.
- Ook vlak bij Whiting Bay liggen Giant's Graves, de twee tombes zijn van het type Clyde cairn.
- Giant's Leap of The Giant's Grave nabij Burren is een wedge tomb.
- Nabij Troon (Cornwall) ligt The Giant's Quoit, ook wel Giant's Frying Pan of Pendarves Quoit, Devil's Frying Pan en Carwynnen Quoit genoemd.

In Ierland worden dolmens wel giants graves genoemd. Nuada Airgetlám (Nuada of the Silver Arm; de eerste koning van de Tuatha Dé Danann) wordt in verband gebracht met Carrickglass. Ook worden Diarmait en Grainne in verband gebracht met deze dolmens; ze zouden er geslapen hebben toen ze vluchtten voor de reus Fionn mac Cumhaill.

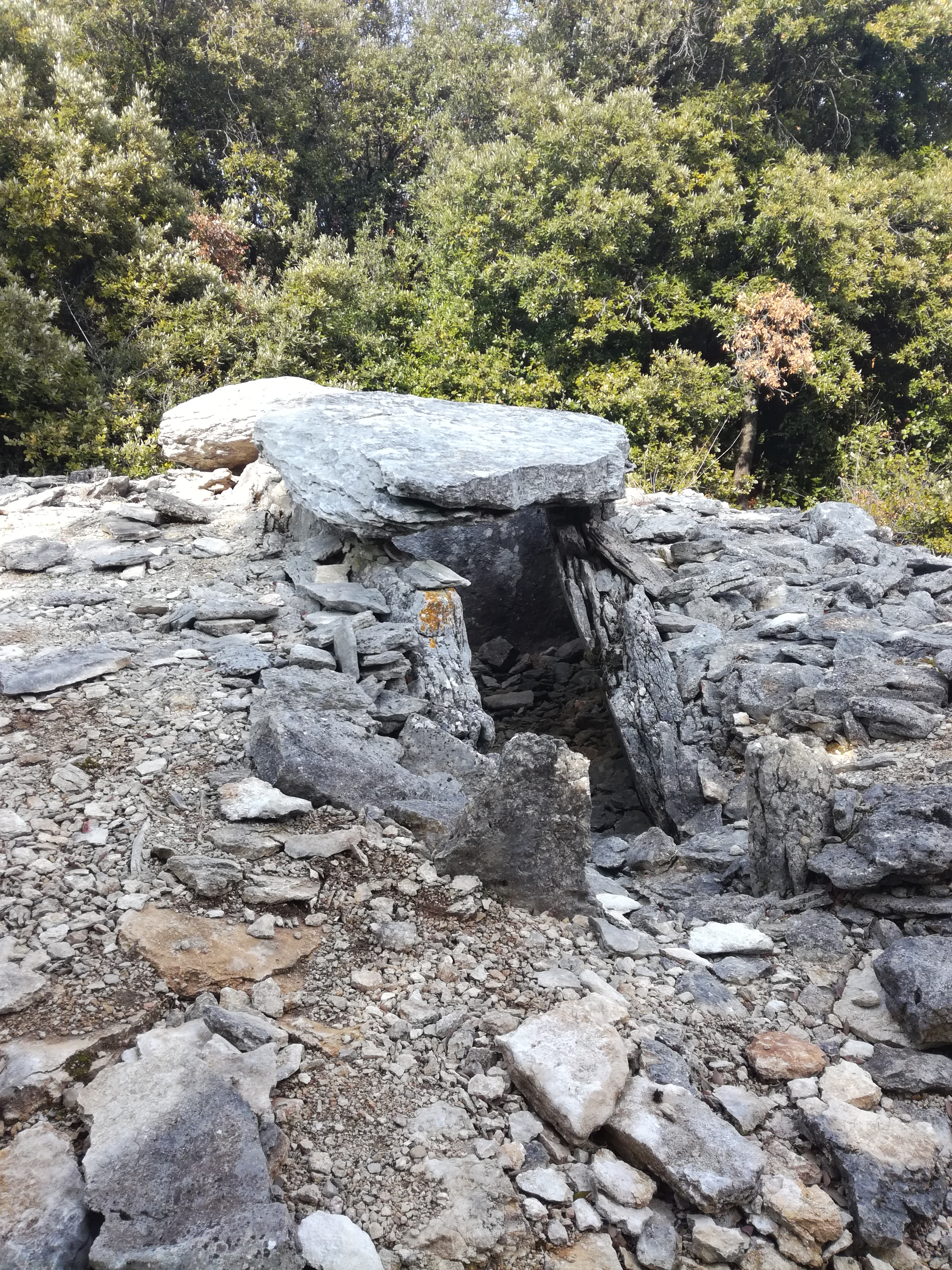
Dolmen de bois des géantes nr. 5

In Bretagne ligt het graf van de reus. In Frankrijk is ook de Nekropole im Bois des Géantes in de Ardèche.
In Zweden wordt het grootste van de vier ganggraven bij Ekornavallen Girommen of Gigerugnen (de oven van de reuzin) genoemd.
In Denemarken wordt een type hunebed (ganggraf) Jættestue genoemd, Jætte betekent reus (Deens).
In Spanje staat de Dolmen del Gigante.
Op Corsica staat de Casa di u Lurcu (het huis van de oger).
Op de oevers van de Zwarte Zee staan ook diverse dolmens. Ze zouden door de reuzen zijn gebouwd voor een dwergenvolk waar ze compassie mee voelden.
Er zijn volksverhalen over paardenhoef- en vinger- en duimafdrukken van een reus (zie ook petrosomatoglief, cup and ring marks en napjessteen).

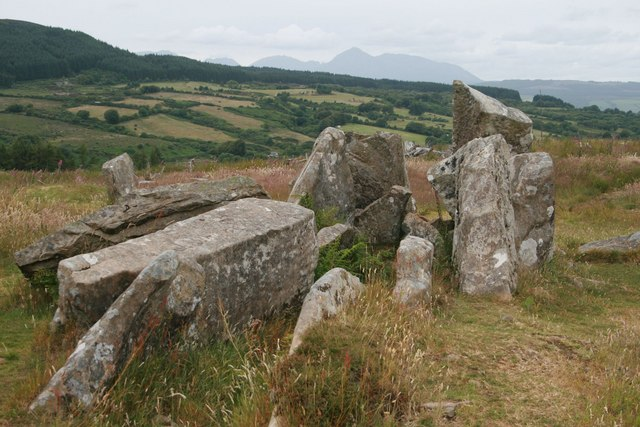
Giants' Graves op Arran
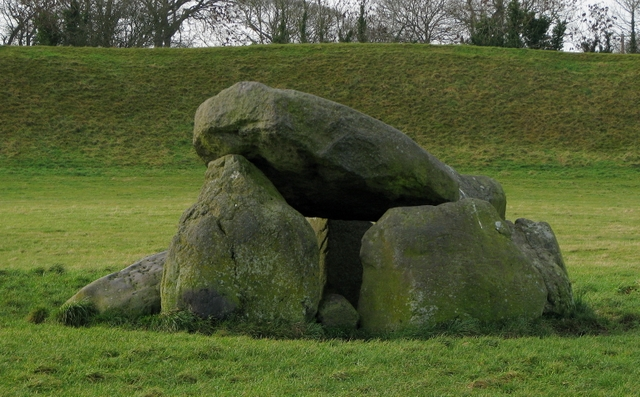
Ballynahatny in the Giant's Ring
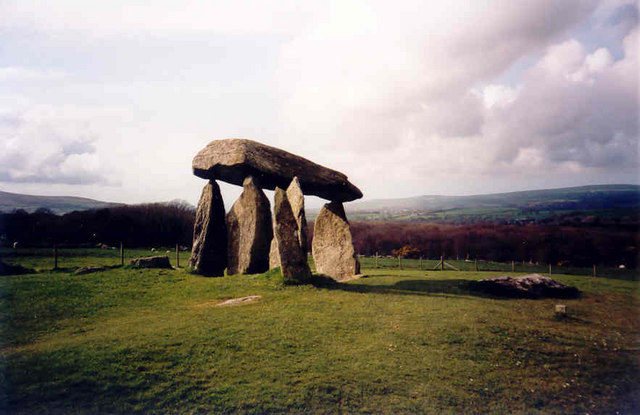
Pentre Ifan in Pembrokeshire
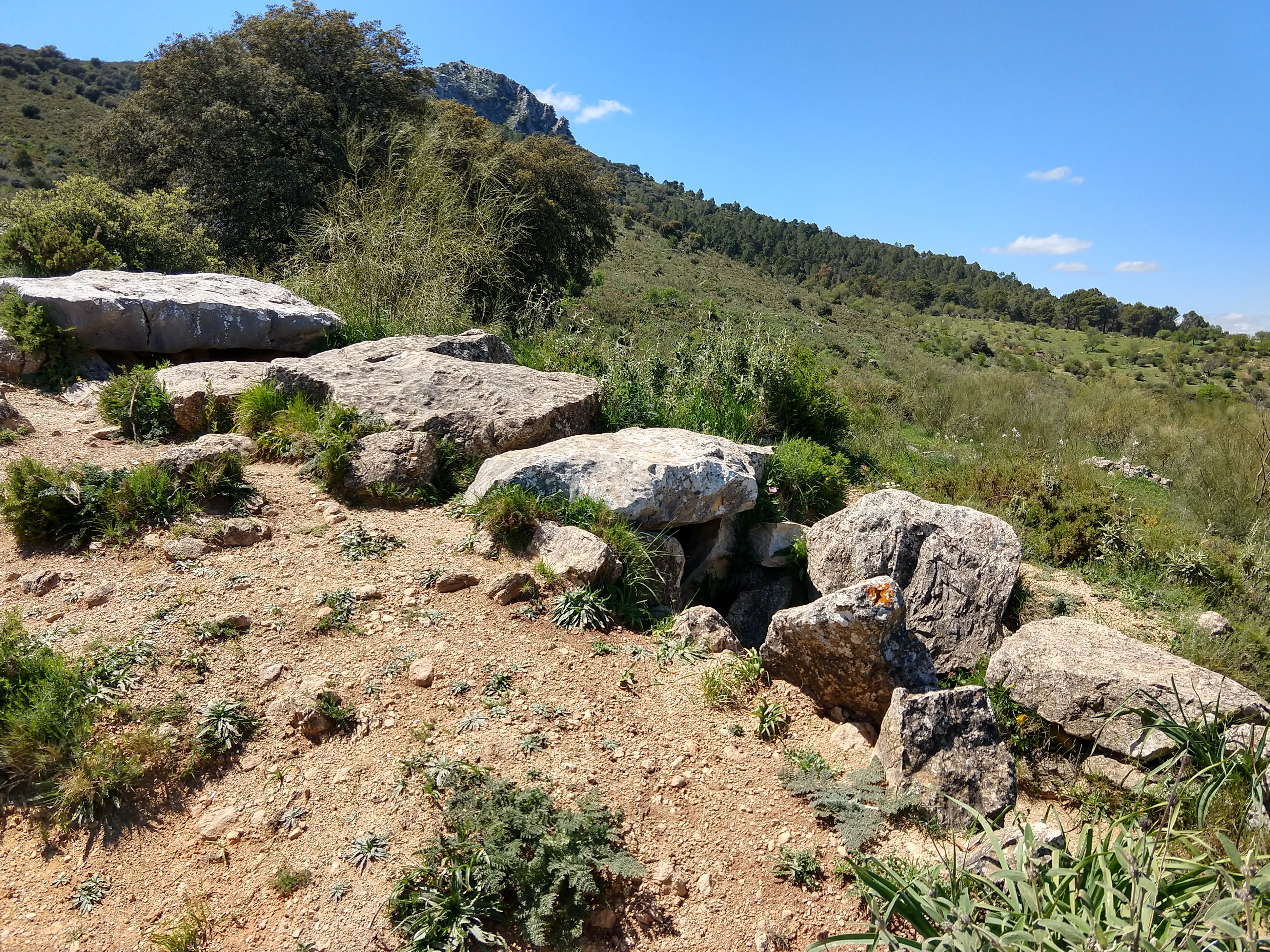
Dolmen del Gigante
Gantoftadösen of Jättestugan (reuzenhuis) vlak bij Helsingborg
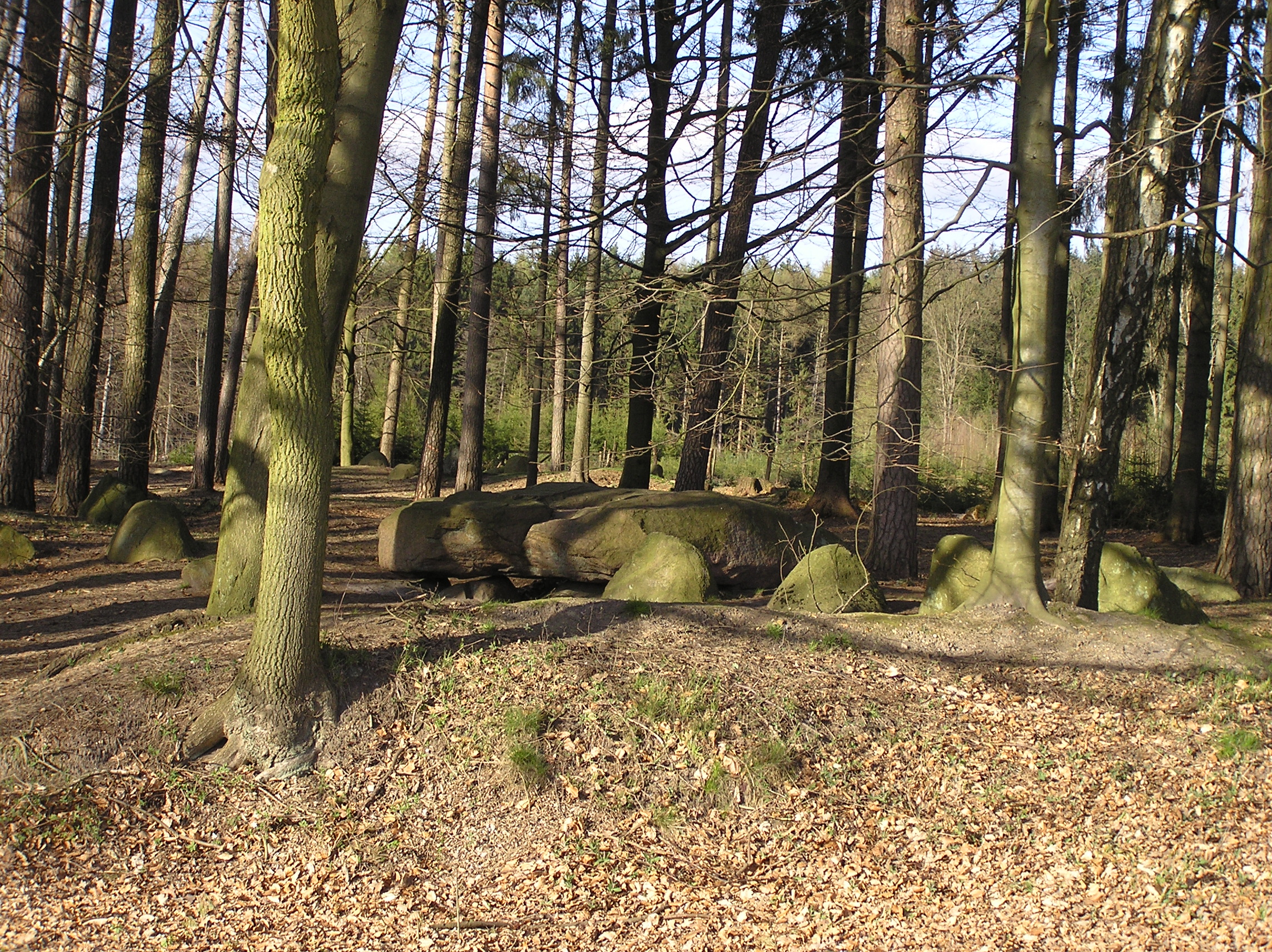
Riesenbett bij Dassendorf

### Jentil
Ook in de Baskische mythologie wordt de bouw van megalithische bouwwerken zoals dolmens toegeschreven aan een ras van reuzen, de jentil. Dolmens worden jentilarri of jentiletxe genoemd, de harrespils worden jentilbaratz genoemd en grotten worden aangeduid met jentilzulo of jentilkoba. De jentil zouden verantwoordelijk zijn voor de dood van Roland (zie ook Orlando Furioso). Het ras van reuzen verdween toen de geboorte van Christus werd voorspeld. Slechts één jentil, Olentzero, bleef over.

### Clapers de gegants

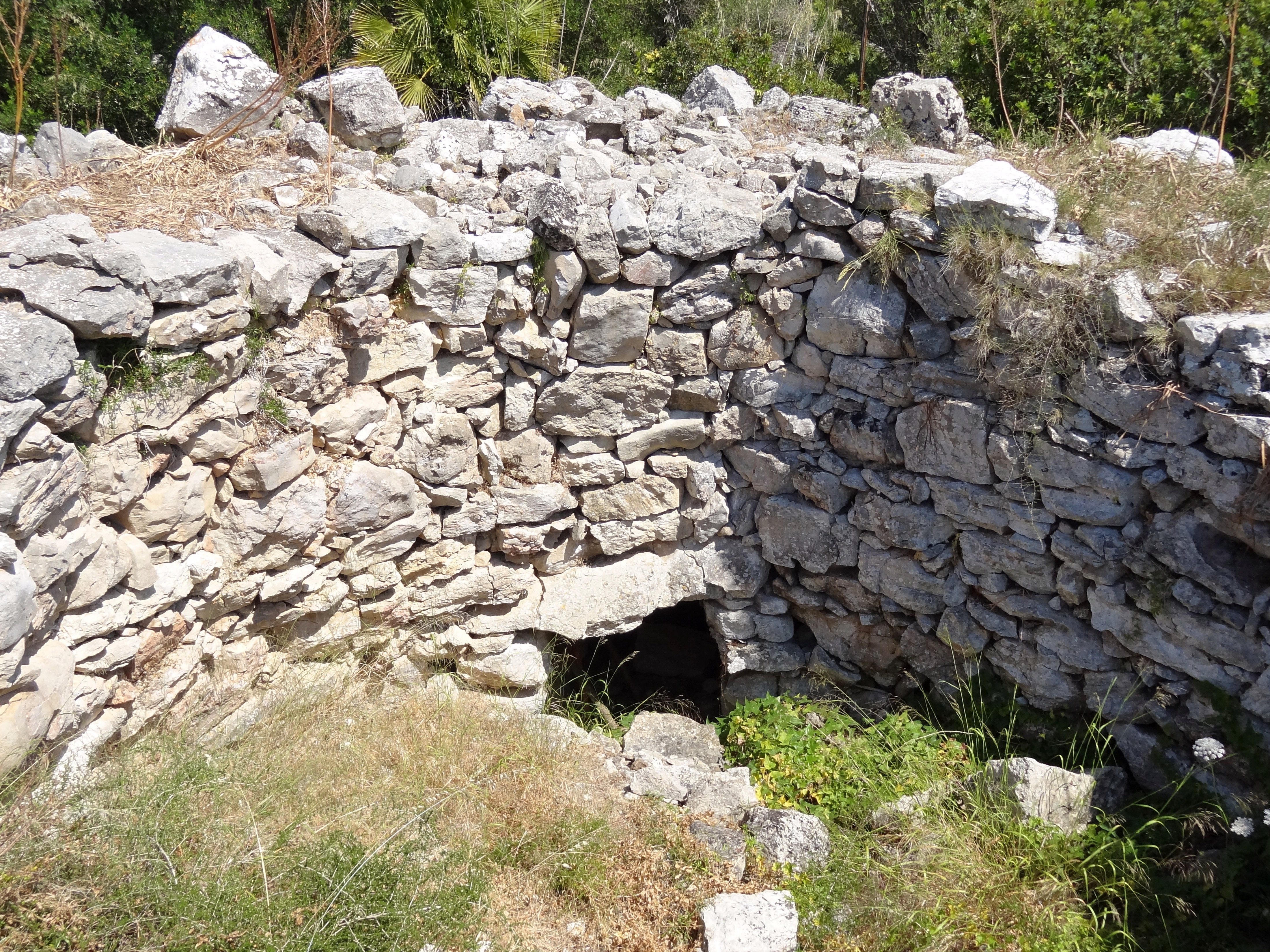
Claper des Gegants in Capdepera, Mallorca

De grotere nederzettingen uit de Talayotcultuur op Mallorca worden ook wel clapers des gegants genoemd.

### Zwerfkeien
Een grote steen die schijnbaar verloren ligt in het landschap (in feite een zwerfkei, overgebleven uit een ijstijd) werd een reuzenworp genoemd. Dit begrip wordt aangetoond door een verhaal uit de Zweedse folklore, als zou een reus in oudere tijden twee stukken land hebben weggerukt waardoor het Vänermeer en het Vättermeer ontstonden, en die in de Oostzee hebben gesmeten, waar ze nu respectievelijk de eilanden Gotland en Öland vormen.
Ook de de Gesloten Steen op de hoek van de Oudegracht en de Eligenhof wordt met reuzen in verband gebracht.

### Grafheuvels
Rondom grafheuvels bestaan verschillende verhalen over reuzen.
Een van de grootste grafheuvels van Noord-Duitsland is de Dobberworth met een geschat volume van 22.000 m³. Deze grafheuvel heeft een doorsnede van 40 meter, de heuvel is 15 meter hoog en is waarschijnlijk in de bronstijd opgeworpen. Volgens volksverhalen is deze grafheuvel door een reus gebouwd. Hij wilde een doorwaadbare plaats maken tussen twee bodden (Kleiner Jasmunder Bodden en Großer Jasmunder Bodden). De reus verloor onderweg klei, dit vormde de heuvel.
Le tombeau du géant ligt in een meander van de Semois, België.
Volgens een sage komt de naam Ishøj Landsby van de reus Isse die begraven zou zijn in een grafheuvel (høj betekent heuvel).
Volgens de legenden zou Msoura de tombe zijn van de mythologische reus Antaios. Msoura bestaat uit 167 monolieten die een grafheuvel met een diameter van 55 meter omringen. Een van de monolieten, bekend als El Uted (de aanwijzer) is meer dan 5 meter hoog.
De Skalunda hög is de grootste grafheuvel in Vastergötland en een van de grootste grafheuvels in Scandinavië. De reus van Skalunda hög ligt hier volgens de verhalen.

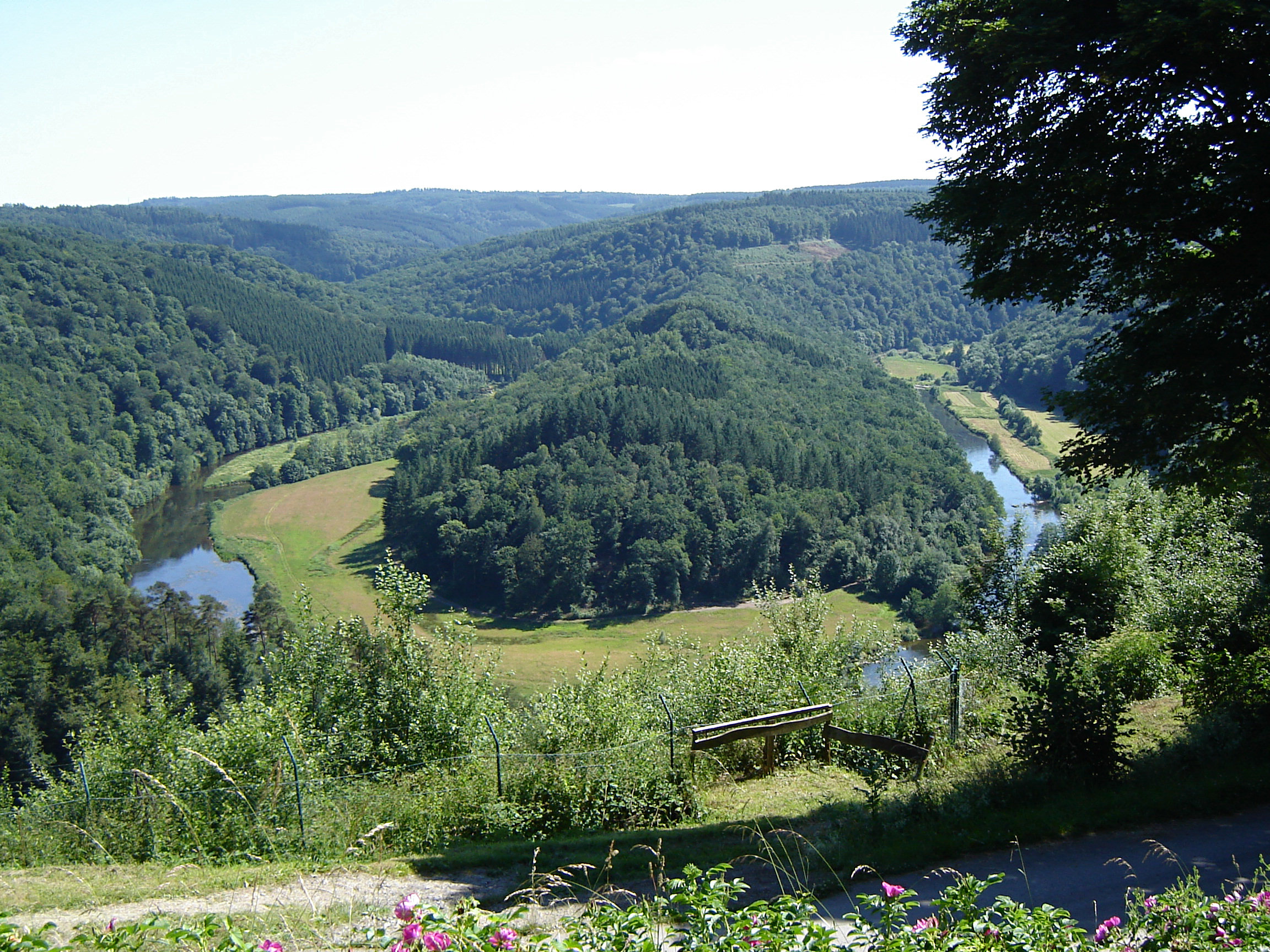
Le tombeau du géant in een meander van de Semois, België
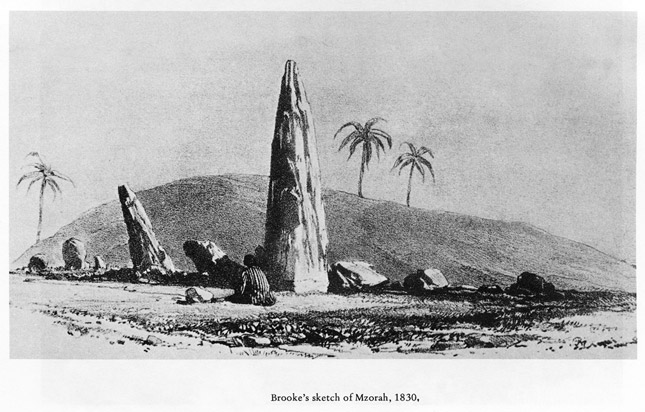
Msoura op een afbeelding uit 1830

### Trojaburg
In Finland wordt een trojaburg ook wel Jatulintarha ("tuin van de reus") of jättiläisen tie ("weg van de reus") genoemd.
Bij Fiborg wordt het Jätinkatu ("straat van de reus"), Kivitarha ("stenen hek") en op een eiland in Kattegat komt de benaming Trelleborg ("het kasteel van de trol of reus") voor dit type labyrint voor.

### Cyclopische muren
De Cyclopische muren zouden door de cyclopen gebouwd zijn.

### Menhirs

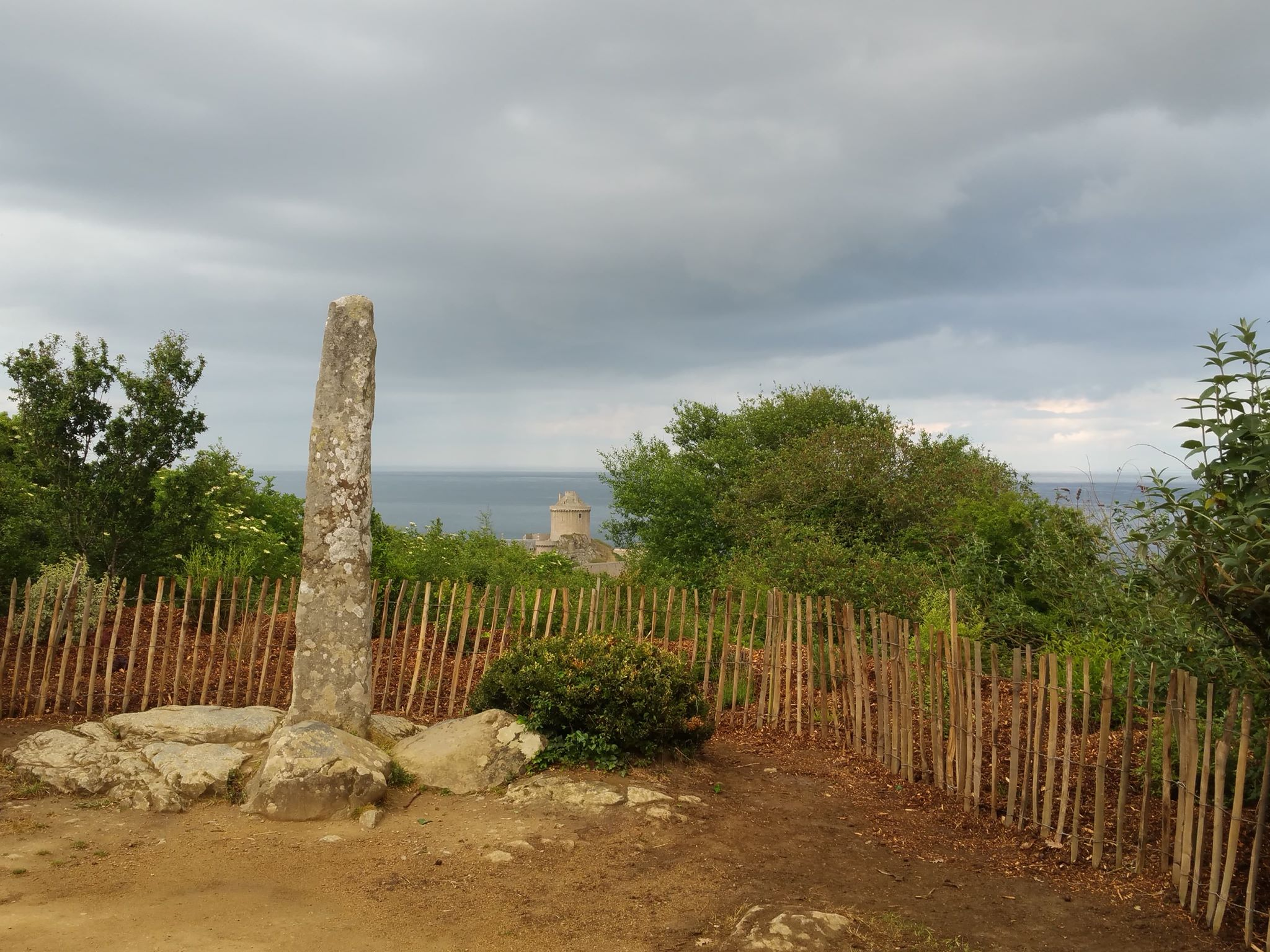
De menhir bij Fort La Latte; de tand van Gargantua

De menhir bij Fort La Latte wordt in verband gebracht met de reus Gargantua.

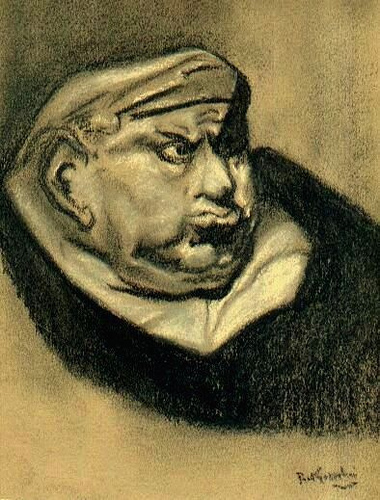
Gargantua, Paul Gosselin

### Watch Stone
Het verhaal gaat dat de Watch Stone een in steen veranderde reus is, die in de Nieuwjaarsnacht zijn hoofd buigt naar het meer om te drinken.

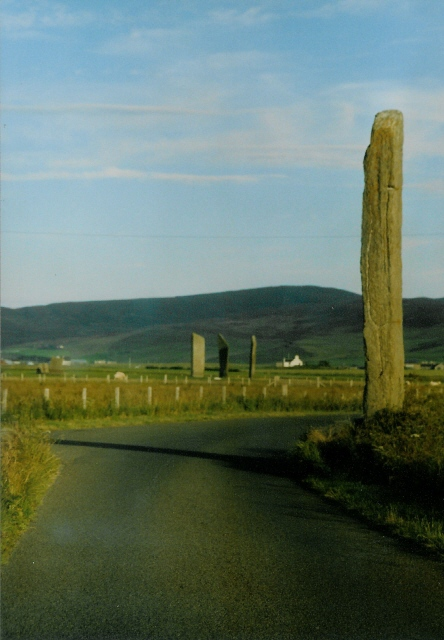
De Watch Stone en de Stones of Stenness

### Rujm al-Hīrī
In het Hebreeuws wordt Rujm al-Hīrī "Gilgal Refā'īm", of "Galgal Refā'īm" ("Wiel van Refaim") genoemd, omdat aldus de Tenach het oervolk van Bashan (moderne Golan) een ras van reuzen was. Sommigen menen dat Rujm al-Hīrī door reuzen is gebouwd en ook voor hen bedoeld was, desnoods als graf. Sommigen geloven zelfs dat het een begraafplaats was voor de Bijbelse Goliath, anderen noemen Og.

### Megalithische tempels van Malta
De Megalithische tempels van Malta zijn volgens Maltese folklore door reuzen gebouwd, hetgeen tot de benaming Ġgantija (Gigantentoren) leidde.

#### Megalithische tempels van Ġgantija
Volgens een plaatselijke legende zijn de Megalithische tempels van Ġgantija gebouwd door reuzen, vandaar de naam, die 'gigantenwerk' betekent. De muren van deze tempel, met rotsblokken tot 50 ton, bleven tot een hoogte van 7 meter bewaard, wat de bijgelovige Gozitanen liet geloven dat ze het werk was geweest van een ras van reuzen (analoog aan de cyclopenforten van de Myceners).
De legende vertelt dat deze giganten in Gozo woonden en de tempels als cultusplaats gebruikten. Volgens een legende zou een enkele reuzin het bouwwerk in één nacht hebben gebouwd, terwijl ze ook nog haar kind op de arm hield.

### Stonehenge

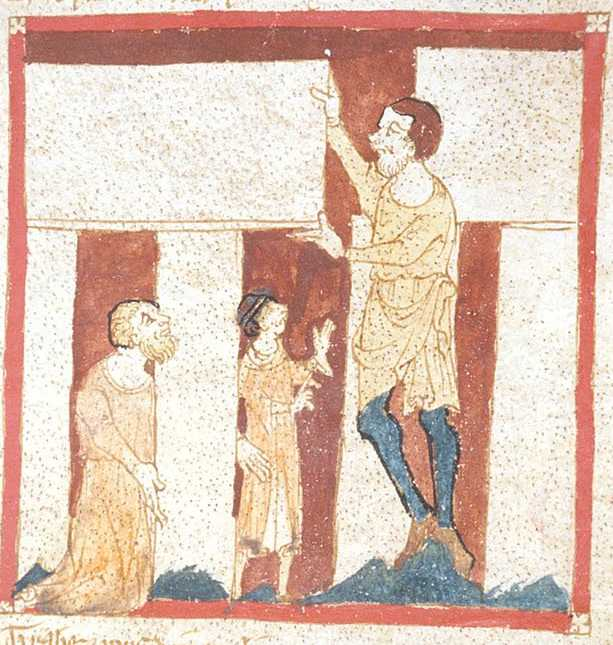
Op deze middeleeuwse miniatuur helpt een reus Merlijn bij de bouw van Stonehenge

Er zijn verschillende theorieën over de bouw van Stonehenge, soms wordt gedacht dat reuzen meehielpen aan de bouw.
Volgens Geoffrey van Monmouths Historia regum Britanniae gaf koning Aurelius Ambrosius opdracht aan Uther Pendragon om, met hulp van Merlijn, ter ere van gestorven helden de Ring van de Reuzen van de legendarische Mount Killaraus in Ierland naar Salisbury te brengen. In 2021 werd bekendgemaakt dat een ring van stenen die bij Stonehenge zijn geplaatst, inderdaad eerst op een andere plek heeft gestaan. Onderzoekers van een Londense universiteit vermoeden dat de stenen van Stonehenge van een eerder monument komen, Waun Mawn (3400 v. Chr.), in de Presili-heuvels aan de westkust van Wales.

### Calanais Standing Stones
De Calanais Standing Stones zouden volgens overlevering versteende reuzen zijn, die zich niet wilden bekeren tot het christendom. Een ander verhaal uit de zeventiende eeuw heeft het over de foute mannen, in Schots-Gaelisch fir bhreige, die in steen veranderden. De Vikingen vermeden deze plaats omdat ze de stenen zagen als trollen.

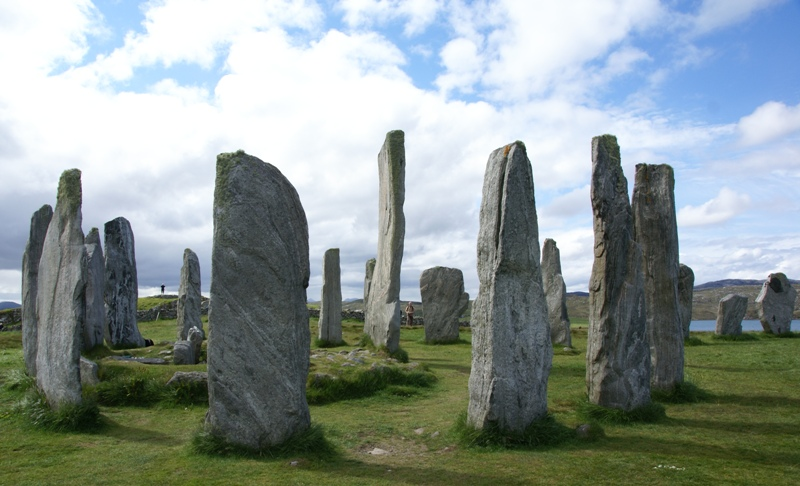
De Steencirkel met centrale monoliet (4,8 m hoog) van Calanais, Lewis, Buiten Hebriden, Schotland

### Ring of Brodgar
Er zijn sagen bekend die verhalen over dansende reuzen die bij zonsopgang in stenen veranderden. De losstaande Comet Stone bij de Ring of Brodgar zou de fluitspeler geweest zijn.

### Fingal's Cauldron Seat

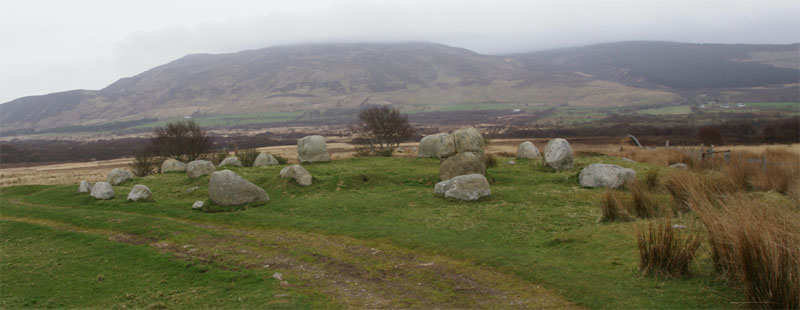
Machrie Moor: cirkel 5, bestaand uit een dubbele ring, is bijgenaamd Fingal's Cauldron Seat. Arran, Schotland

Cirkel 5 van de Machrie Moor Stone Circles. Het verhaal gaat, dat de reus Fingal de steen met het gat in de buitenste ring gebruikte om zijn hond Bran vast te maken, terwijl hijzelf een maal nuttigde in de binnenste ring.

### Dun Carloway
Dun Carloway zou gebouwd zijn door de reus Darg mac Nu-aran. De broch uit de ijzertijd zou ooit bekend zijn geweest onder de naam Dun Dheirg (Versterking van Darg). Twee van zijn broers zouden de naastgelegen duns hebben gebouwd. Knock mac Nu-aran had de dun bij Sands of Uig gebouwd; Tid mac Nu-aran was eigenaar van de dun bij Kirkibost, Bernera.

### Cubbie Roo's Castle
Kolbein Hruga bouwde Cubbie Roo's Castle, in de lokale folklore is hij bekend als reus. Zijn fort wordt al beschreven in de Orkneyinga saga.

### Castle Rock
Castle Rock, met Edinburgh Castle, wordt in verband gebracht met de reus Red Etin. Castle Rock neemt een belangrijke plaats in in de Schotse mythologie.

### Giant's Causeway

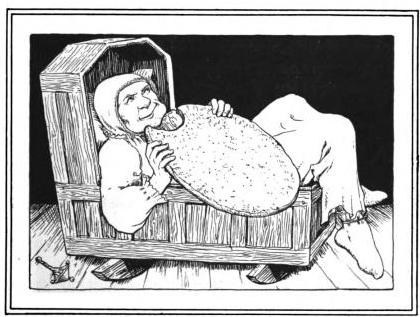
Finn wordt door zijn vrouw vermomd als een baby, hij eet een koek die Benadonner niet kan opeten, John D. Batten, 1892

De Ierse reus Fionn mac Cumhaill (Finn McCool) bouwde een pad door de zee (Giant's Causeway) naar Schotland om met zijn Schotse tegenhanger Benandonner te vechten. Op het moment dat Fionn in Schotland aankomt, ziet hij dat Benandonner nog reusachtiger is dan hijzelf en hij vlucht terug naar Ierland. Daar aangekomen, achtervolgd door de Schotse reus, vraagt McCool aan zijn vrouw om hem als baby te vermommen. Op het moment dat Benandonner in Ierland aankomt ziet hij de vrouw met de baby, waarbij hij schrikt van de grootte van het kind, aannemend dat de vader van zo'n groot kind vele malen groter en sterker zal zijn dan hijzelf en hij vlucht terug naar Schotland. Op zijn vlucht vernielt Benandonner het pad. Alleen het begin in Ierland en het eind in Schotland (Fingal's Cave op het eiland Staffa) blijven bestaan.
Er is ook een versie waarin Oonagh, de vrouw van Finn, de list juist bedenkt. Ze laat Benadonner ook enkele opdrachten uitvoeren als hij bij hun woning (op de top van Knockmany Hill) is gearriveerd, waardoor de spleet Lumfords Glenn wordt gevormd.

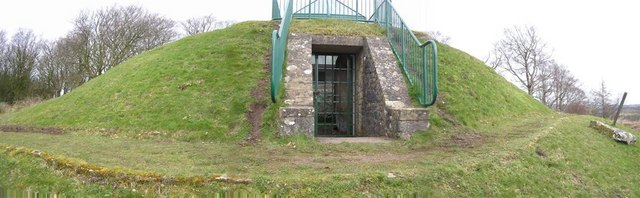
Hunebed Queen Anya's tombe op de top van Knockmay Hill
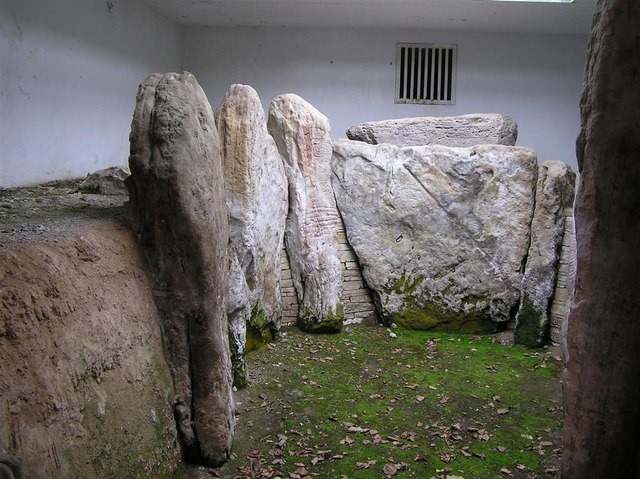
Het hunebed Queen Anya's tombe

### St Michael's Mount

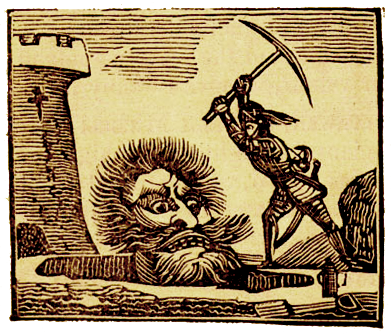
Cormoran, ca. 1820

Cormoran en zijn vrouw Cormelian zouden verantwoordelijk zijn voor de bouw van St Michael's Mount. Ze droegen het graniet van de West Penwith Moors naar deze plek. Toen Cormoran sliep, sleepte zijn vrouw groenschistfacies van een dichterbij gelegen plek. Cormoran werd wakker en schopte dit weg, het vormde het eiland van Chapel Rock. Trecobben, de reus van Trencrom Hill, zou Cormelian gedood hebben. Hij gooide zijn hamer naar Cormoran, maar raakte Cormelian. Cormoran en Trecobben hebben Cormelian onder Chapel Rock begraven.

### Tumbas de los gigantes
De tumbas de los gigantes of tomba dei giganti (reuzen- of gigantengraven) en Nuraghi komen voor in Sardinië.

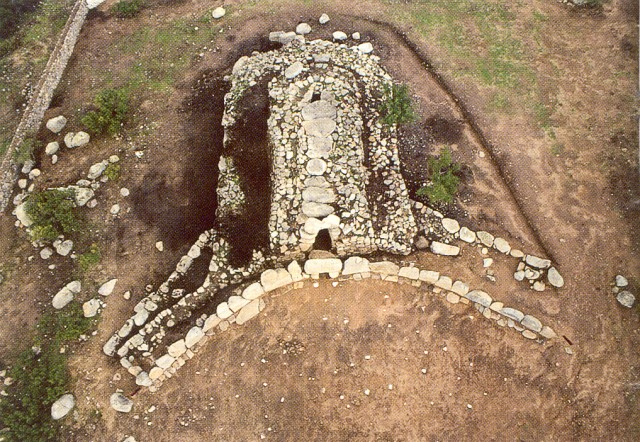
Een van de tumbas de los gigantes
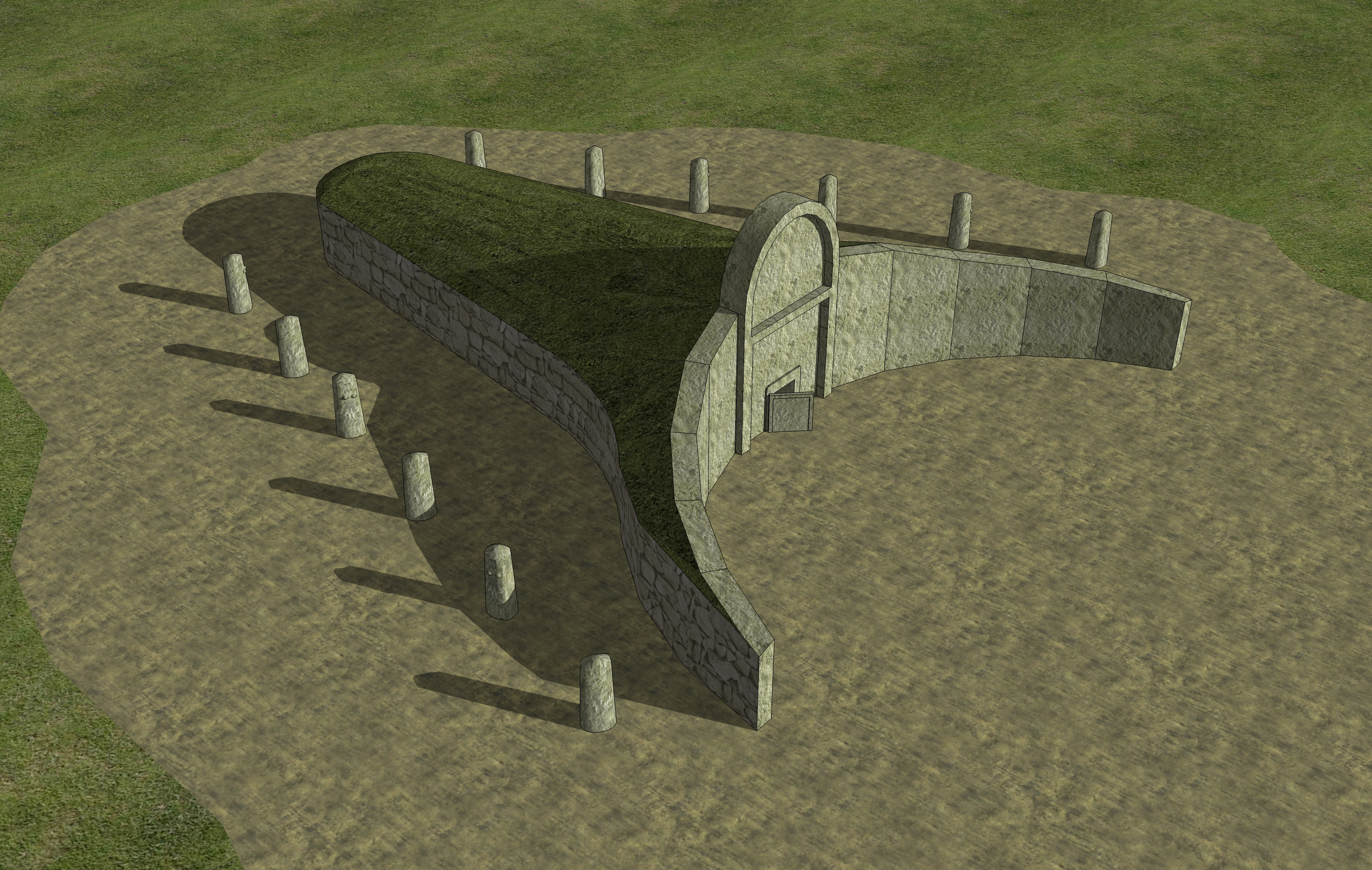
3D-model
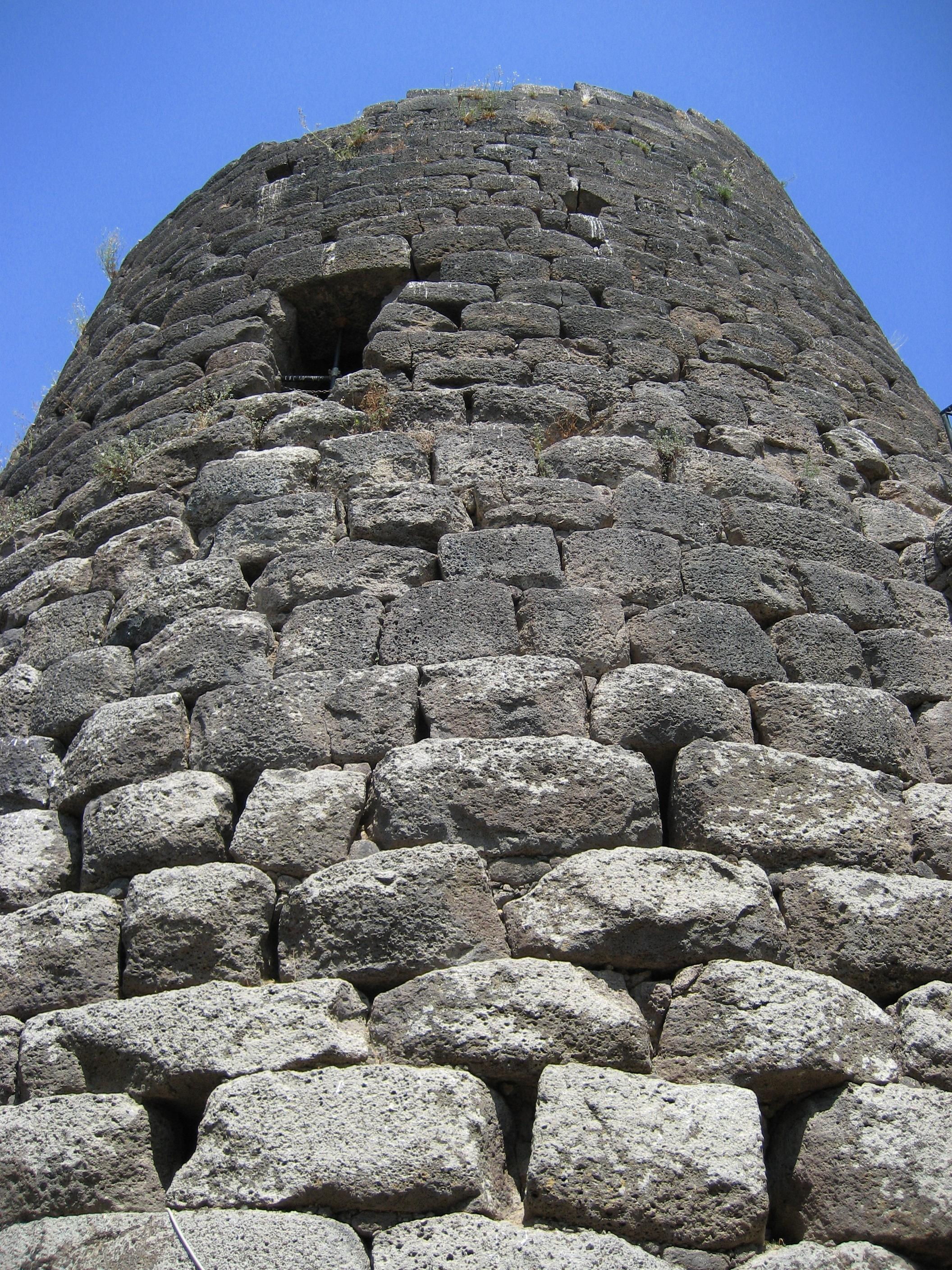
De grote toren van de nuraghe bij San Antonio van Torralba, Sardinië
Geografische verspreiding van de tomba dei giganti in Sardinië
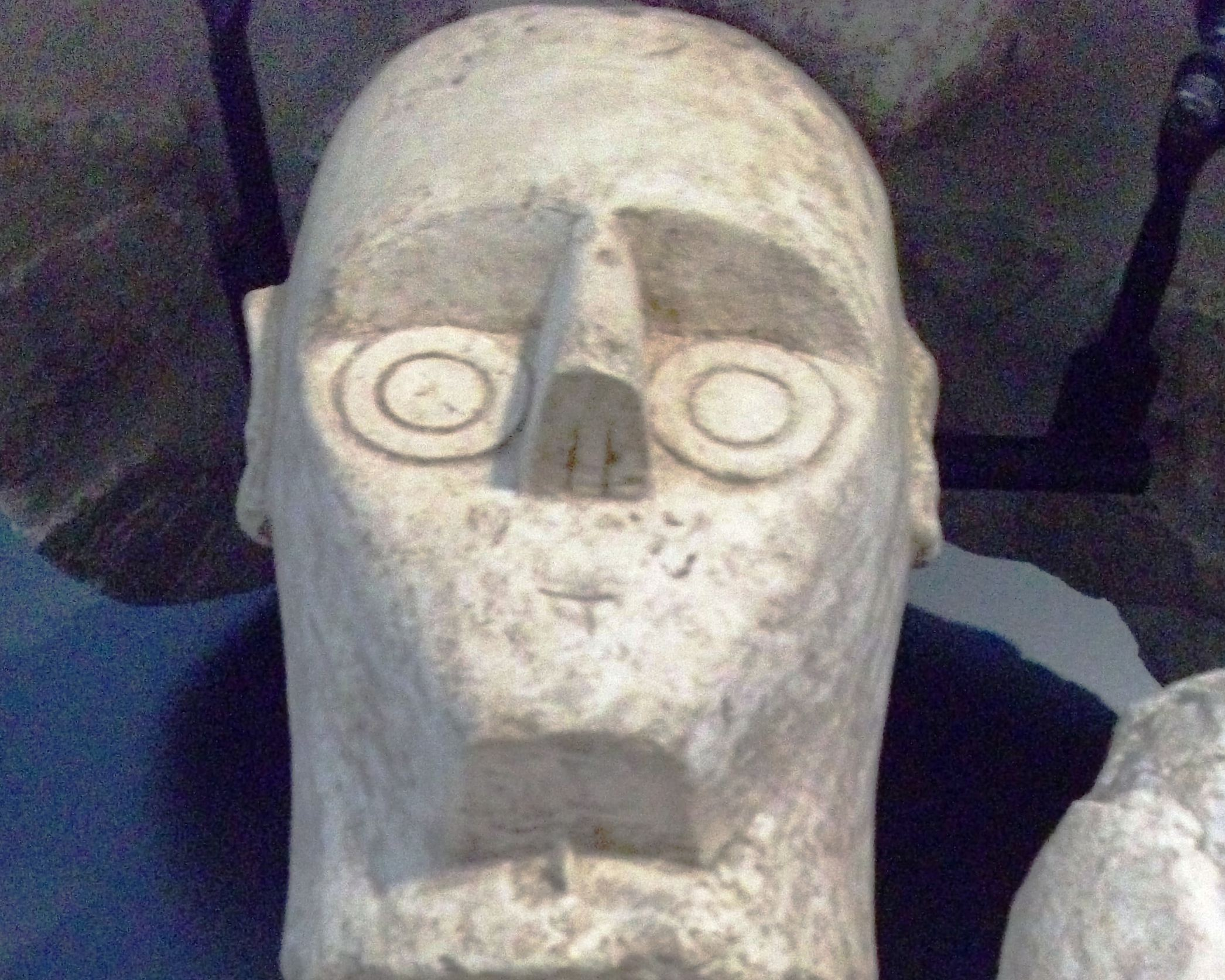
Reuzenhoofd van Mont'e Prama

### Grote Piramide van Cholula
De Azteken geloofden dat de bouw van de Grote Piramide van Cholula te danken was aan Xelhua, een van de zeven giganten in de Azteekse mythologie. Naast de grote tempel van Quetzalcoatl en verschillende paleizen, had de stad 365 tempels.

### Tiwanaku

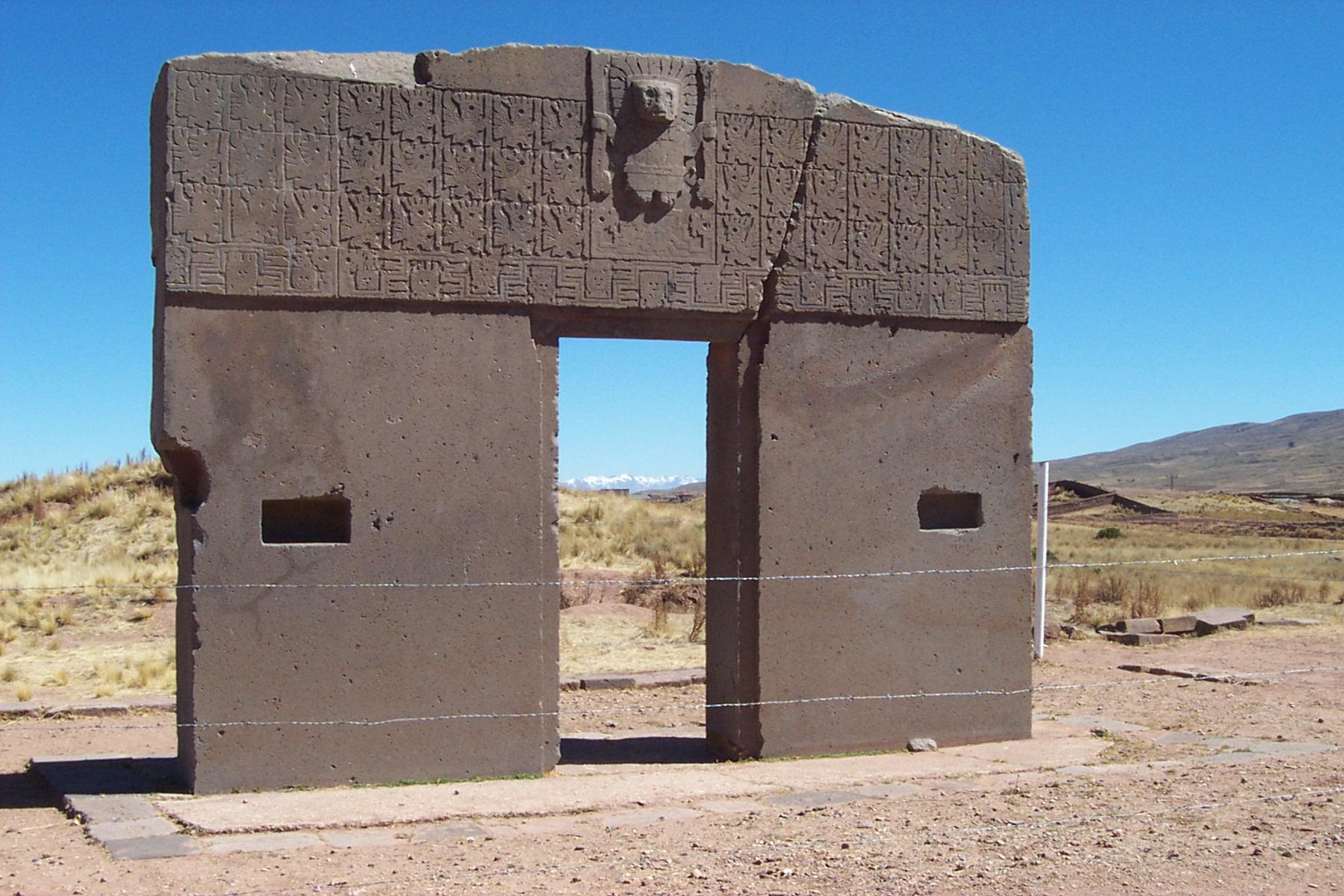
De Zonnepoort van Tiwanaku, Bolivia

Tiwanaku zou volgens de Incamythologie gebouwd zijn door reuzen, in een legende stuurde Wiraqocha een grote vloedgolf om deze reuzen te vernietigen.

### Hajjar al-Hibla
De Hajjar al-Hibla of Steen van de Zwangere Vrouw is gevonden in Baalbek in Libanon en weegt 1000 ton. Ernaast is in 2014 het grootste door mensenhanden gehouwen steenblok gevonden van 19,6 m bij 6 m bij 5,5 m met een geschat gewicht van 1650 ton.

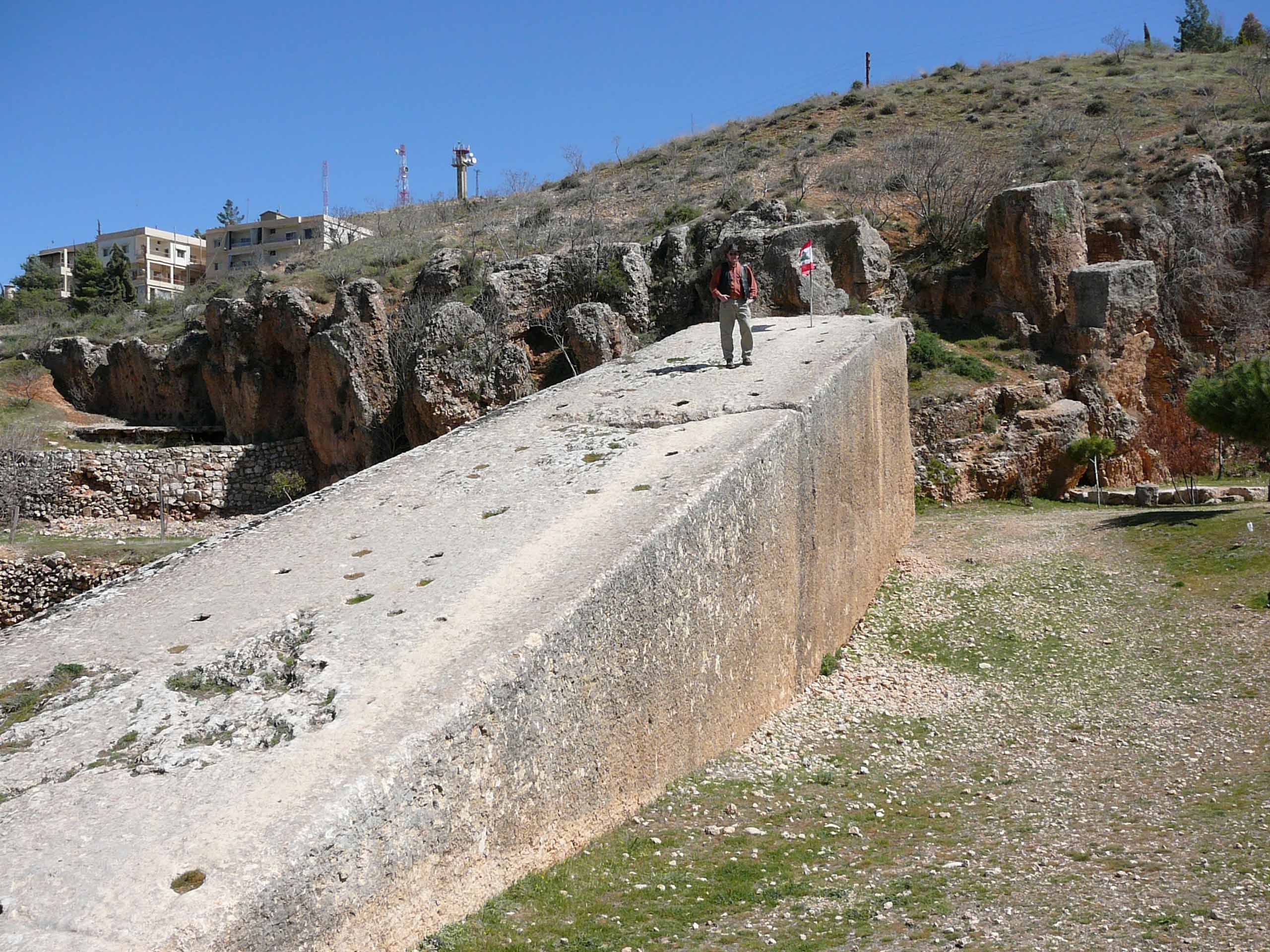
De Steen van de Zwangere Vrouw, Baalbek, Libanon

### Stallo

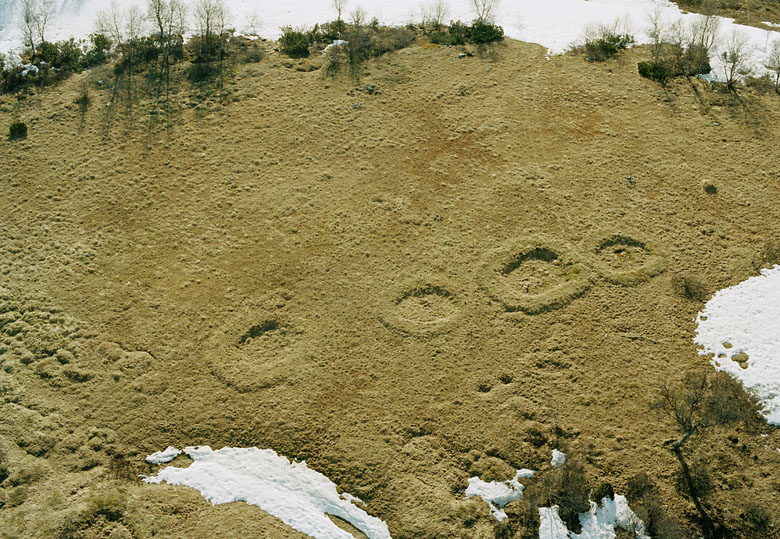
Luchtfoto van vier stallo-gebouwen in Vilhelmina

Stallo zouden oude gebouwen hebben gemaakt volgens de Sami. Zo liggen er in het natuurreservaat Vindelfjällen de overblijfselen van oude, grote funderingen van gebouwen, die door de Sami worden beschouwd als de overblijfselen van woningen in Stallo. Er is ook een enorme steen geplaatst op enkele kleine kiezelstenen boven op het meer van Giengeljaure, genaamd stalostenen. Volgens de legende zou een Stallo hier een steen hebben geplaatst om zijn kracht te bewijzen.

### Speeltuin van de reuzen
De speeltuin van de reuzen is een park ten noordoosten van Keetmanshoop in het zuiden van Namibië dat bekendstaat om zijn bizarre rotsformaties die eruitzien alsof een reus met rotsblokken heeft lopen gooien.

### Schloss Ort
De legende van Erla en Blondchen meldt onder meer dat Erla het legendarische Schloss Ort zou hebben gebouwd in Salzkammergut.
Volgens de legende was Erla de heerser van de elven, dwergen en alle schatten in het Salzkammergut. Je kunt het gezicht van de reus vandaag nog steeds zien. Vanuit het dorp Traunkirchen am Traunsee heb je een fantastisch uitzicht op de gigantische kop Erlas in Traunstein, die volgens een legende van steen is. Volgens andere tradities zouden het de gelaatstrekken zijn van de zeemeermin die Erla zou hebben uitgehouwen in de berg ter nagedachtenis aan haar na haar dood. Weer anderen willen de zeemeermin herkennen in het "Slapende Grieks" op de Erlakogel.

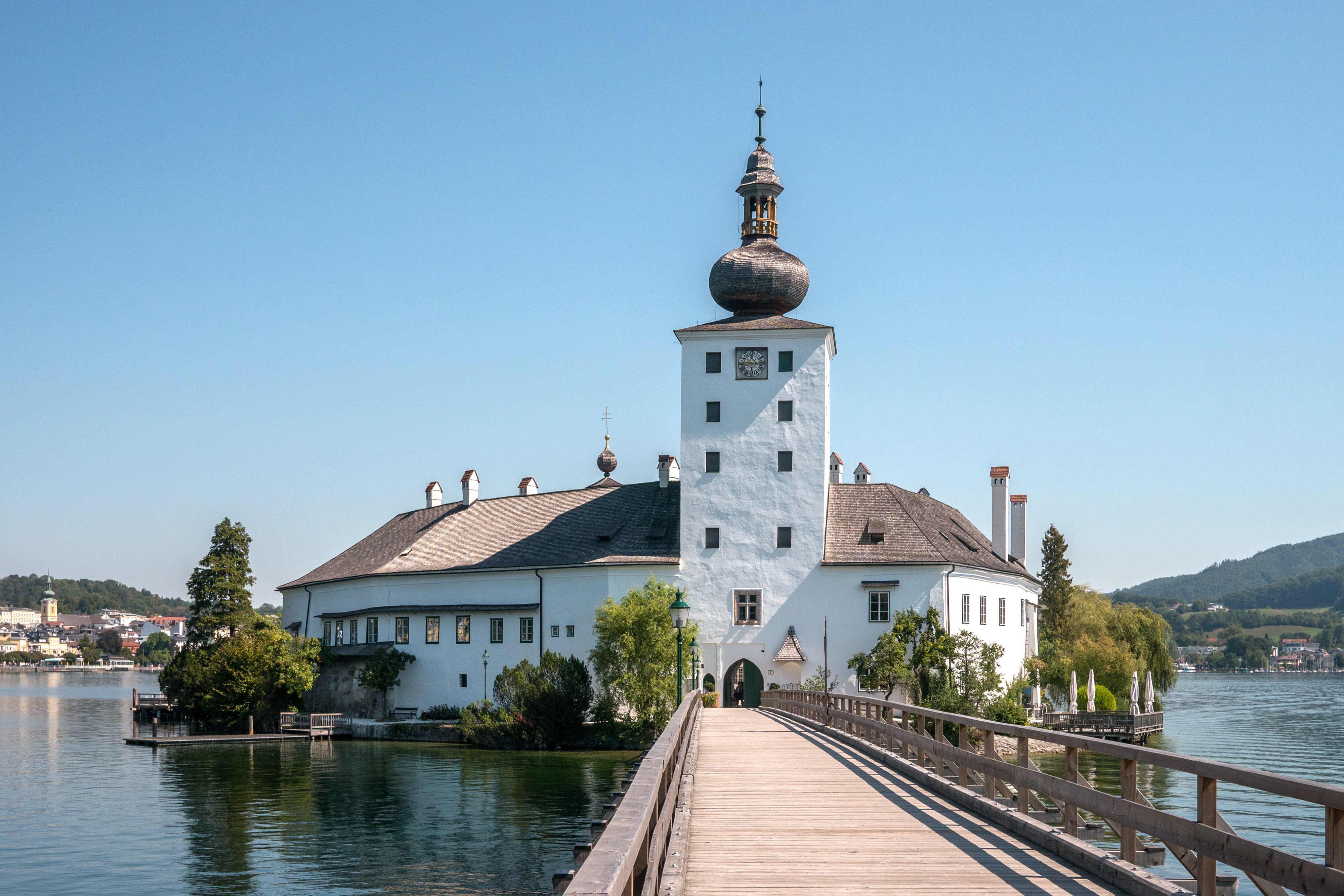
Schloss Ort
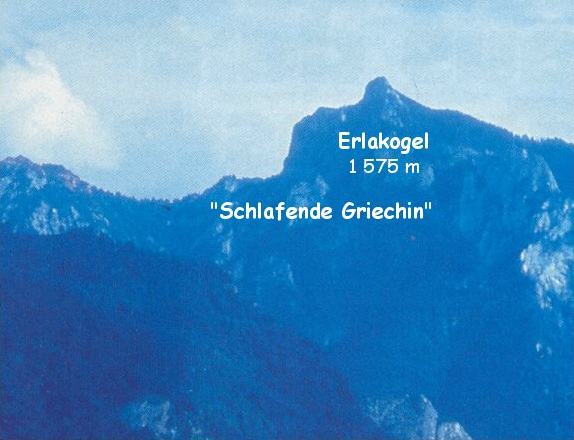
slapende Griekin
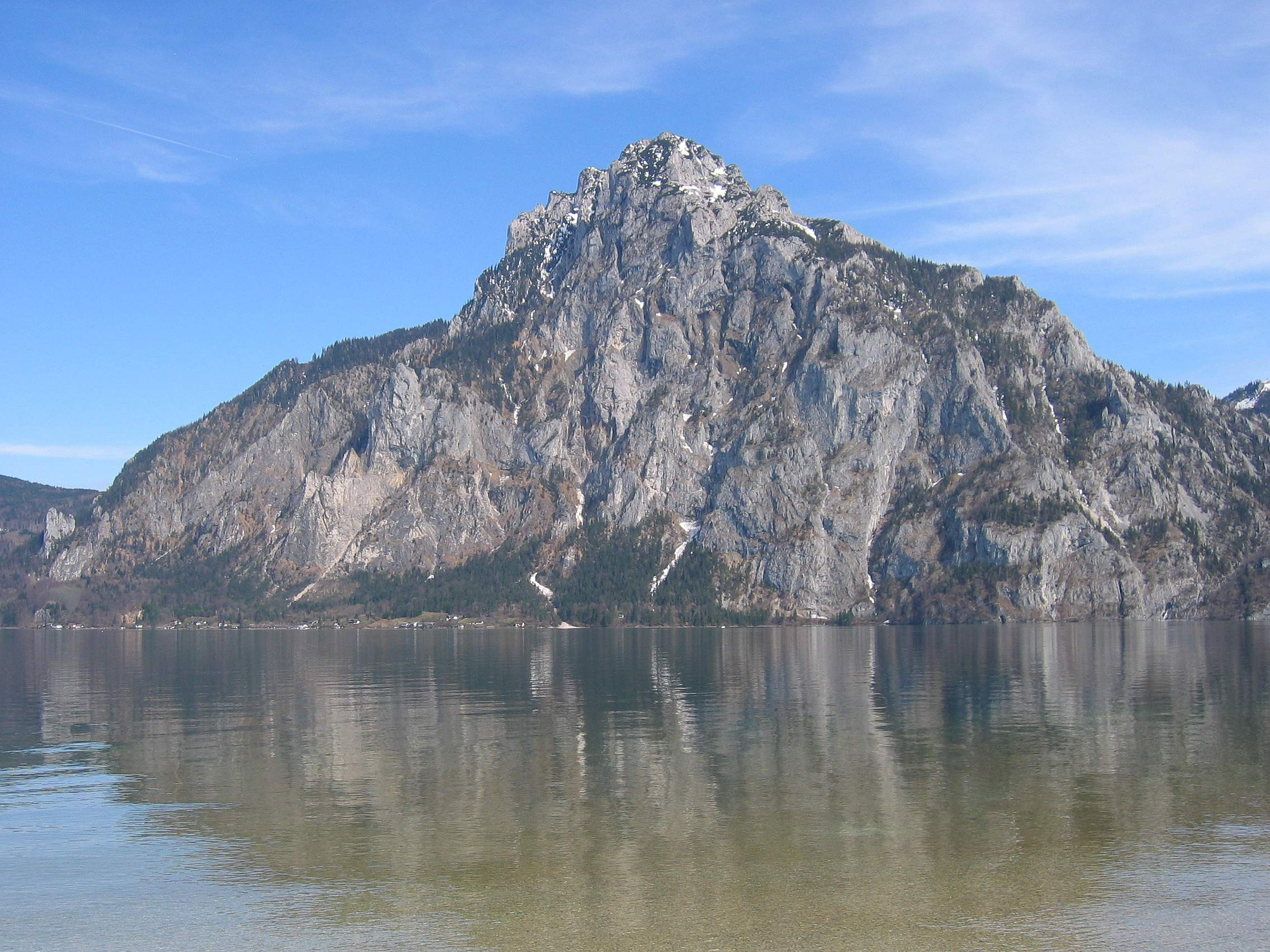
De slapende reuzin

### Geogliefen
Er zijn meerdere geogliefen van reuzen, zoals de reus van Cerne Abbas en de reus van Atacama. Rondom de Long Man of Wilmington doen veel sagen de ronde. Zo zou op de plek van de afbeelding een herdersjongen een reus hebben gedood.
Er zijn ook meerdere geogliefen van paarden, zoals het witte paard van Uffington.

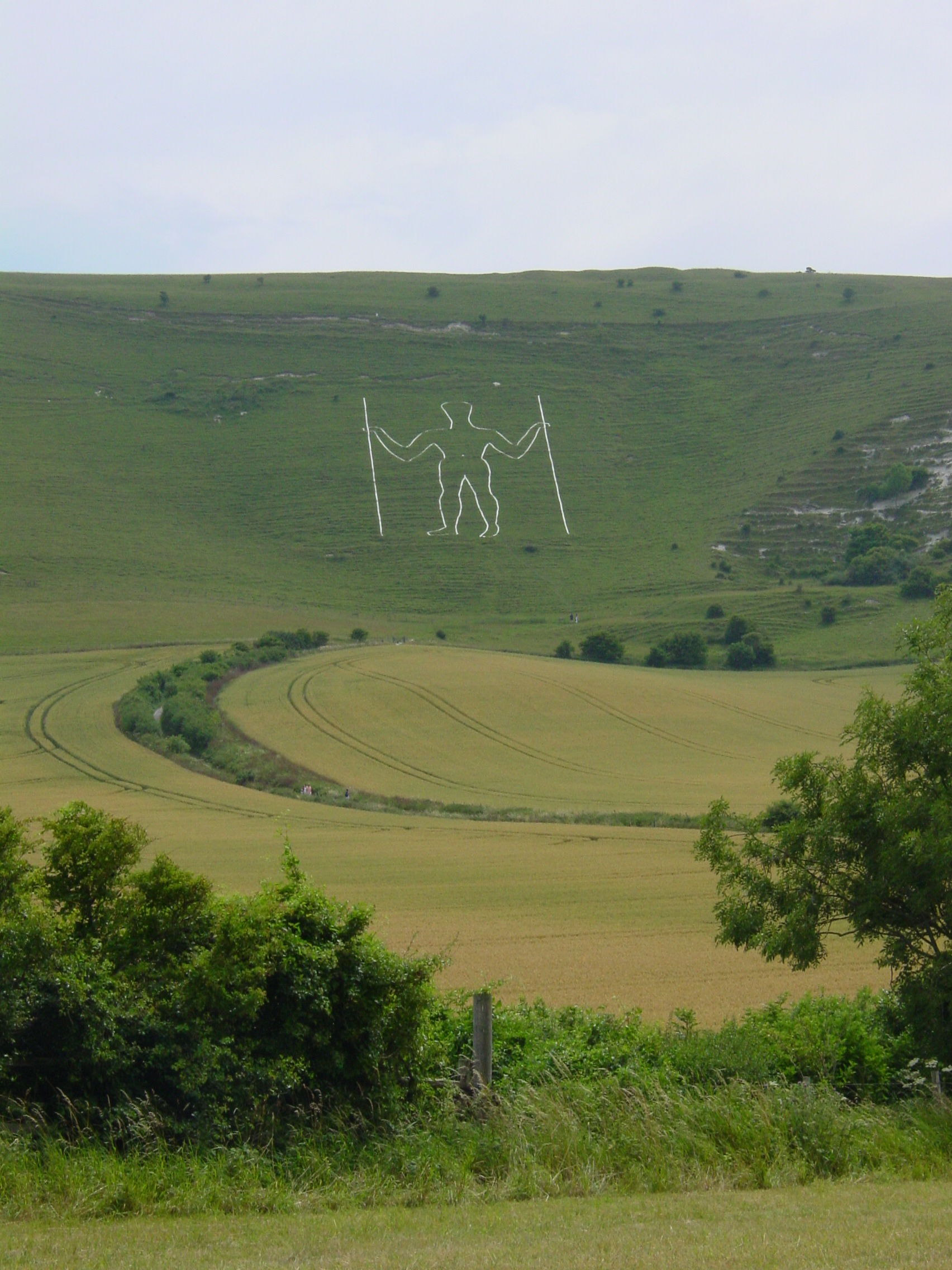
De Long Man of Wilmington, Engeland
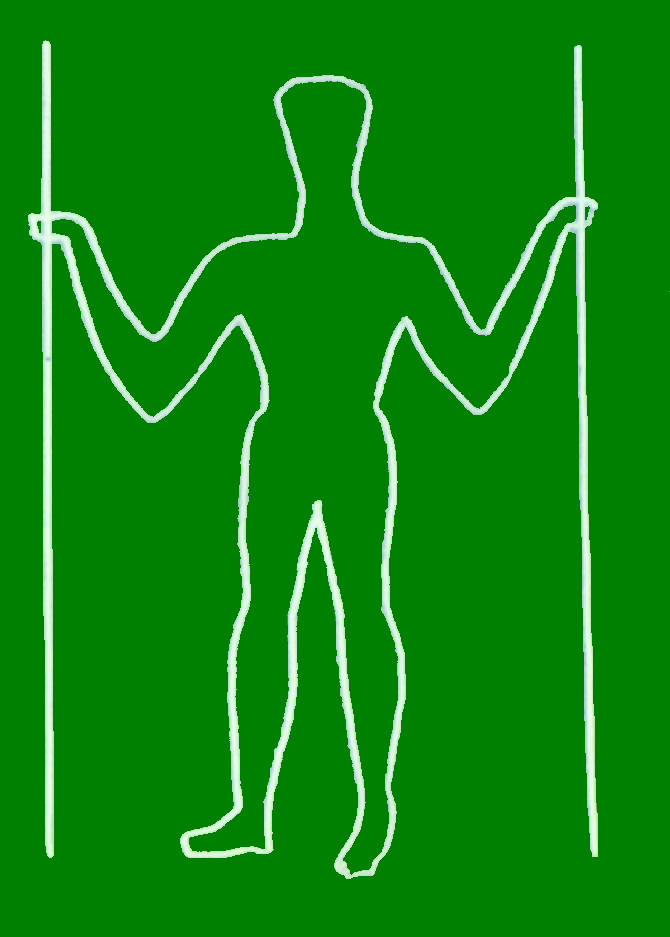
De Long Man of Wilmington
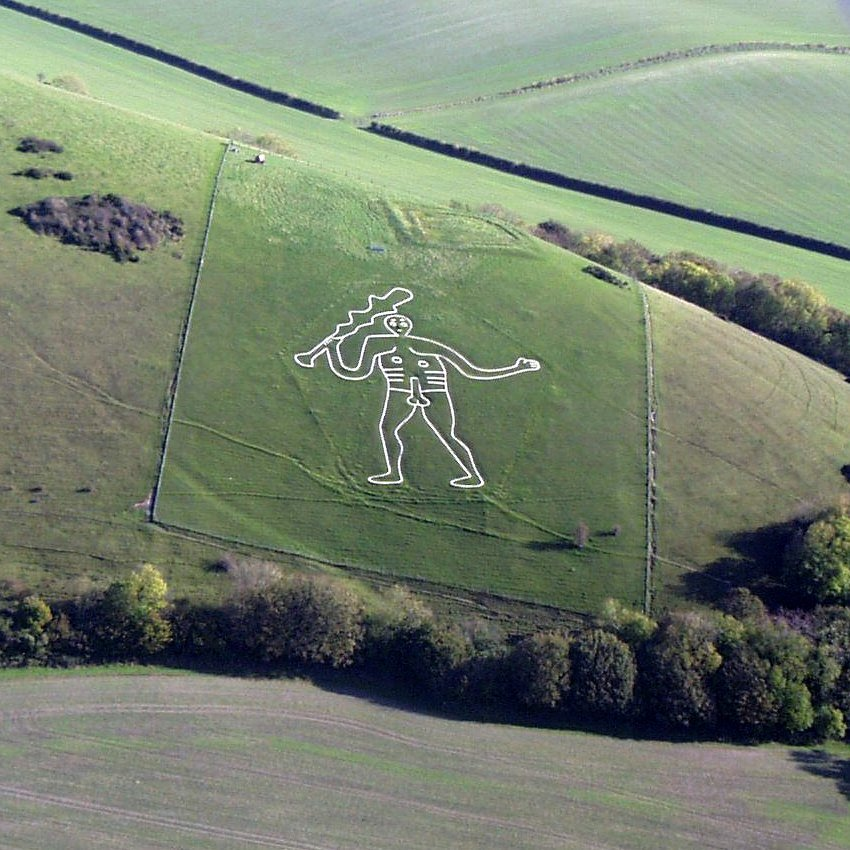
De reus bij Cerne Abbas, Engeland
De reus van Cerne Abbas
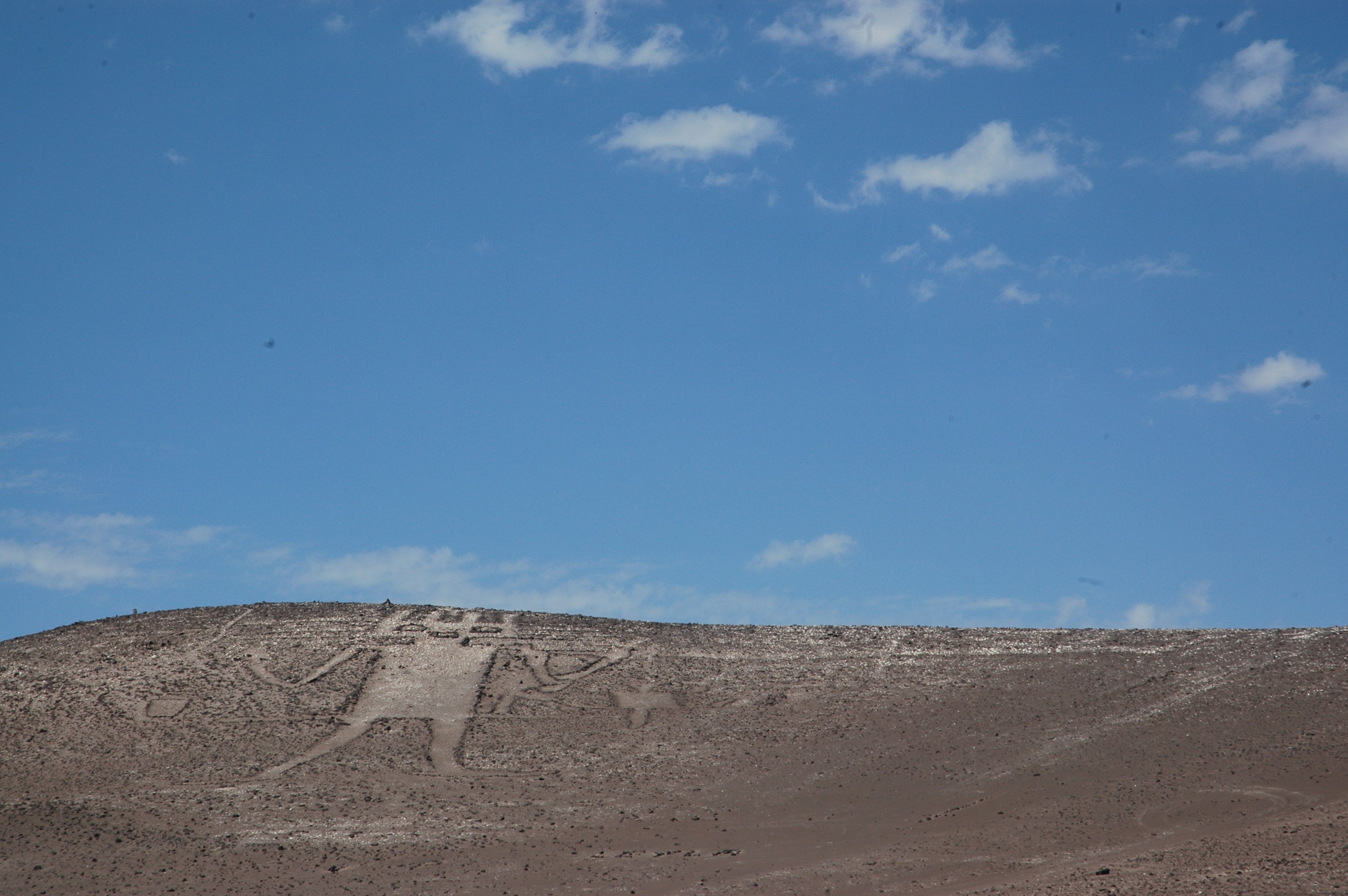
De reus van Atacama, Chili
De reus van Atacama
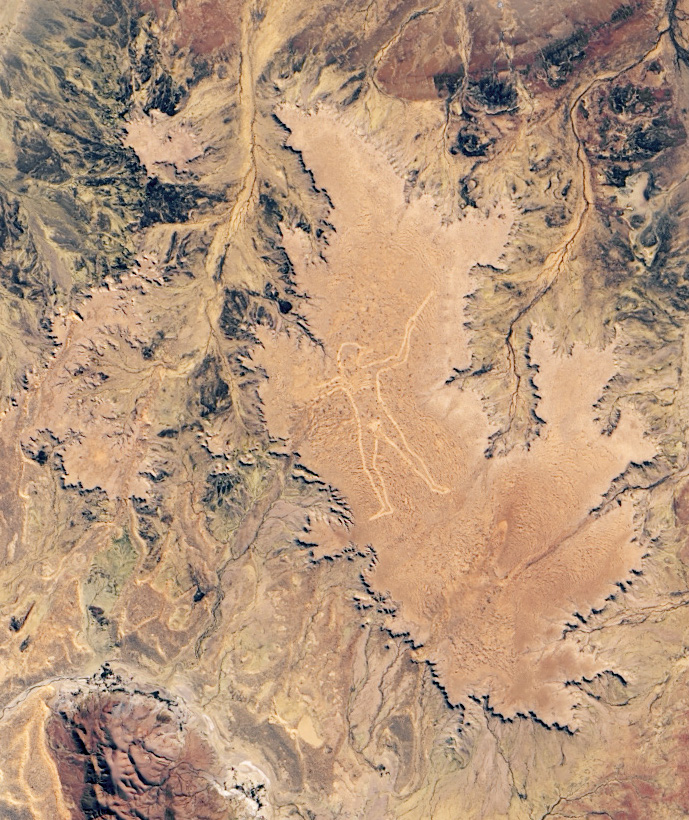
De Marree man, Australië
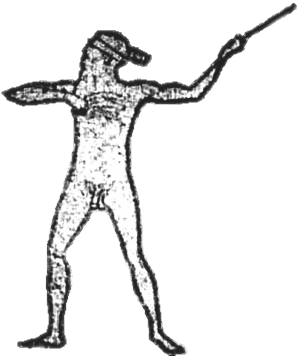
De Marree man
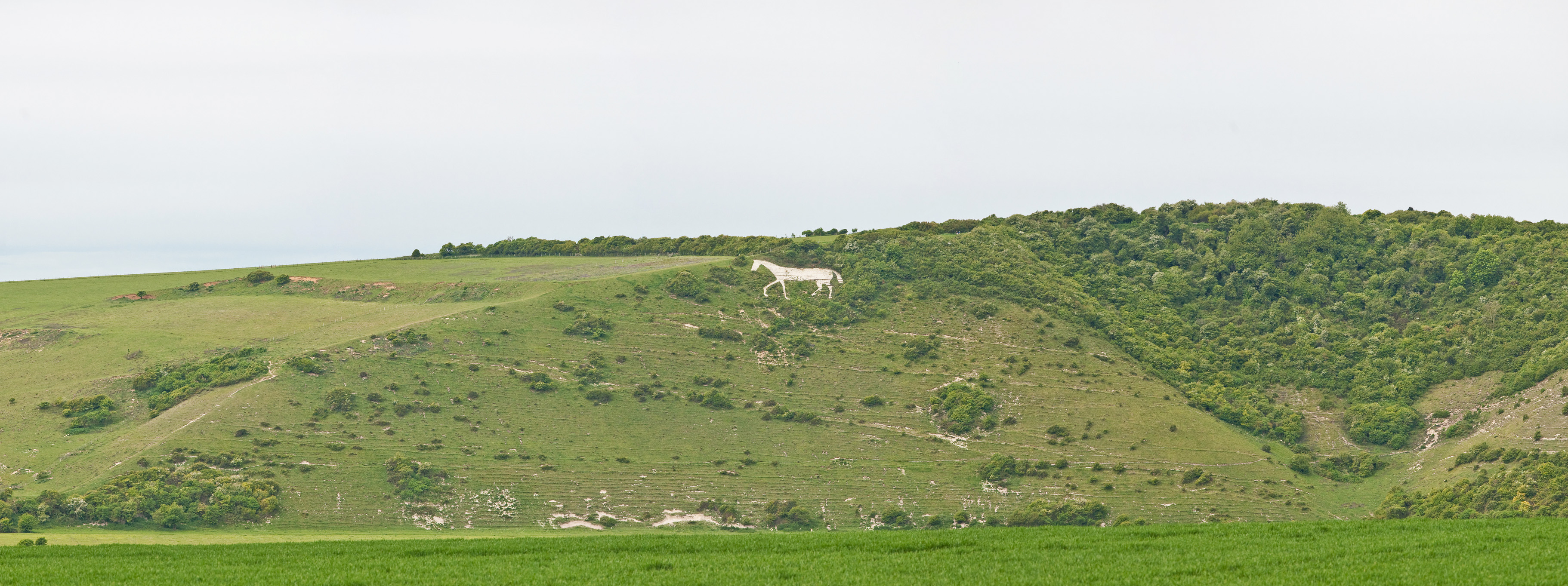
Littlington Horse
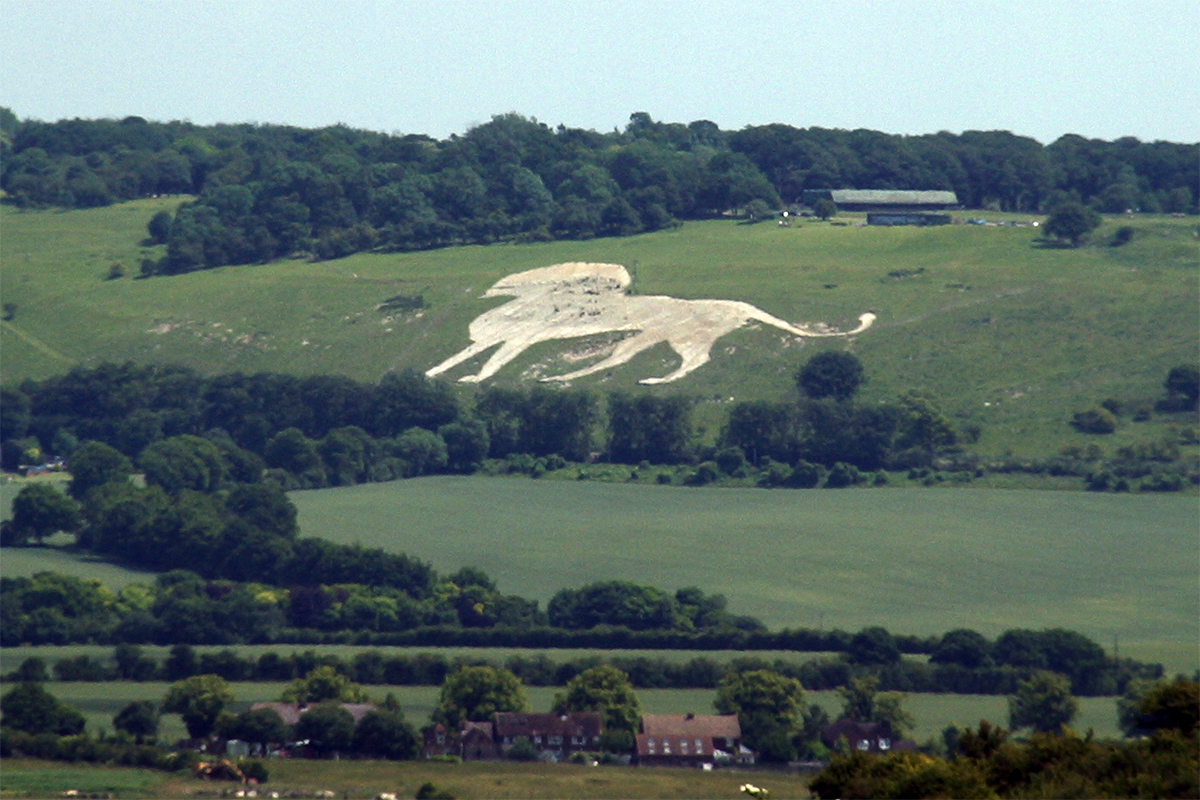
Whipsnade Zoo
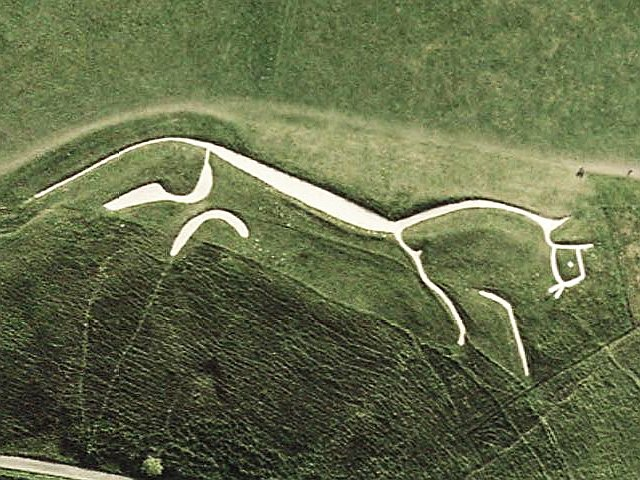
Het witte paard van Uffington
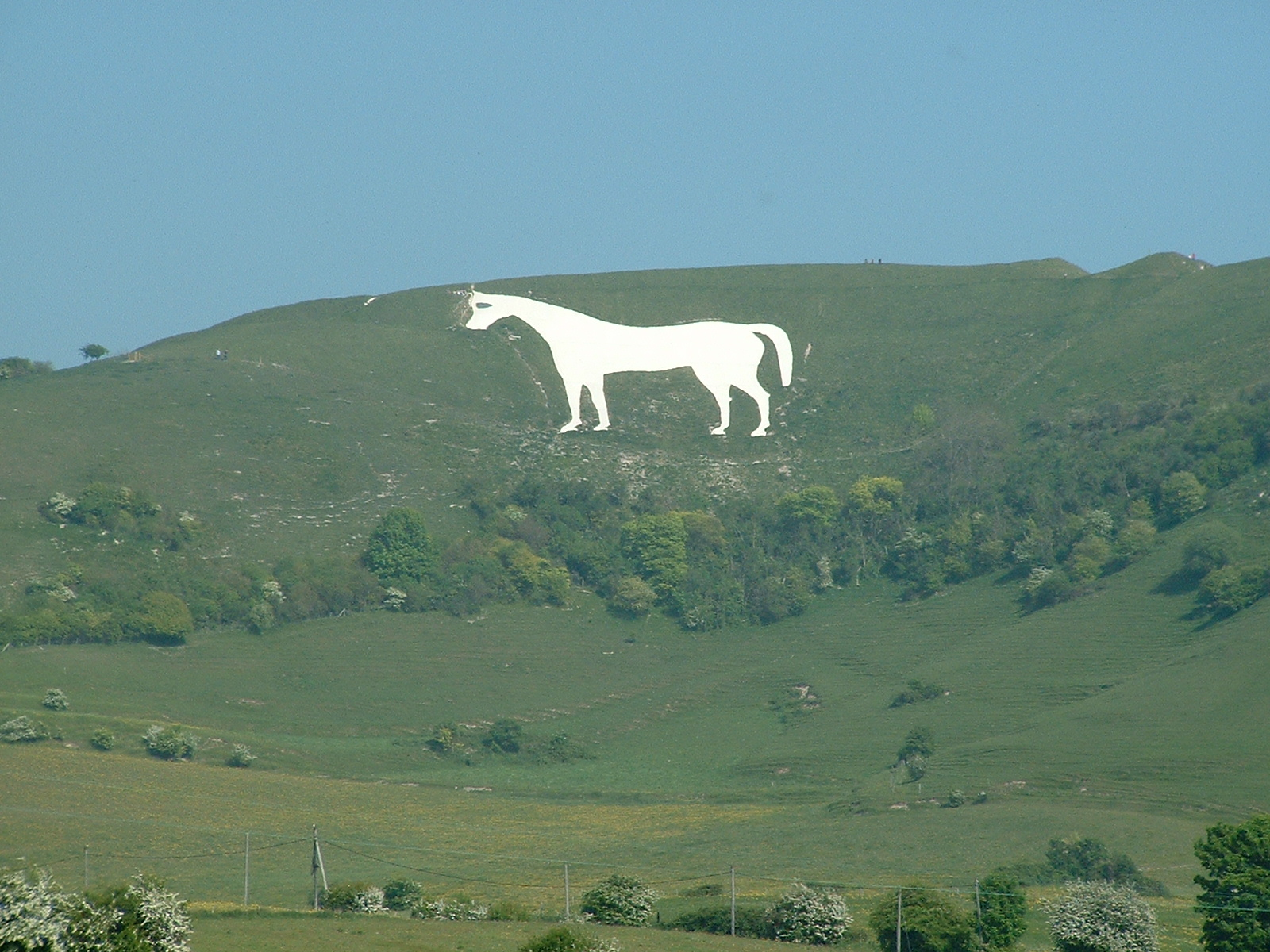
Westbury White Horse

## Verwante wezens

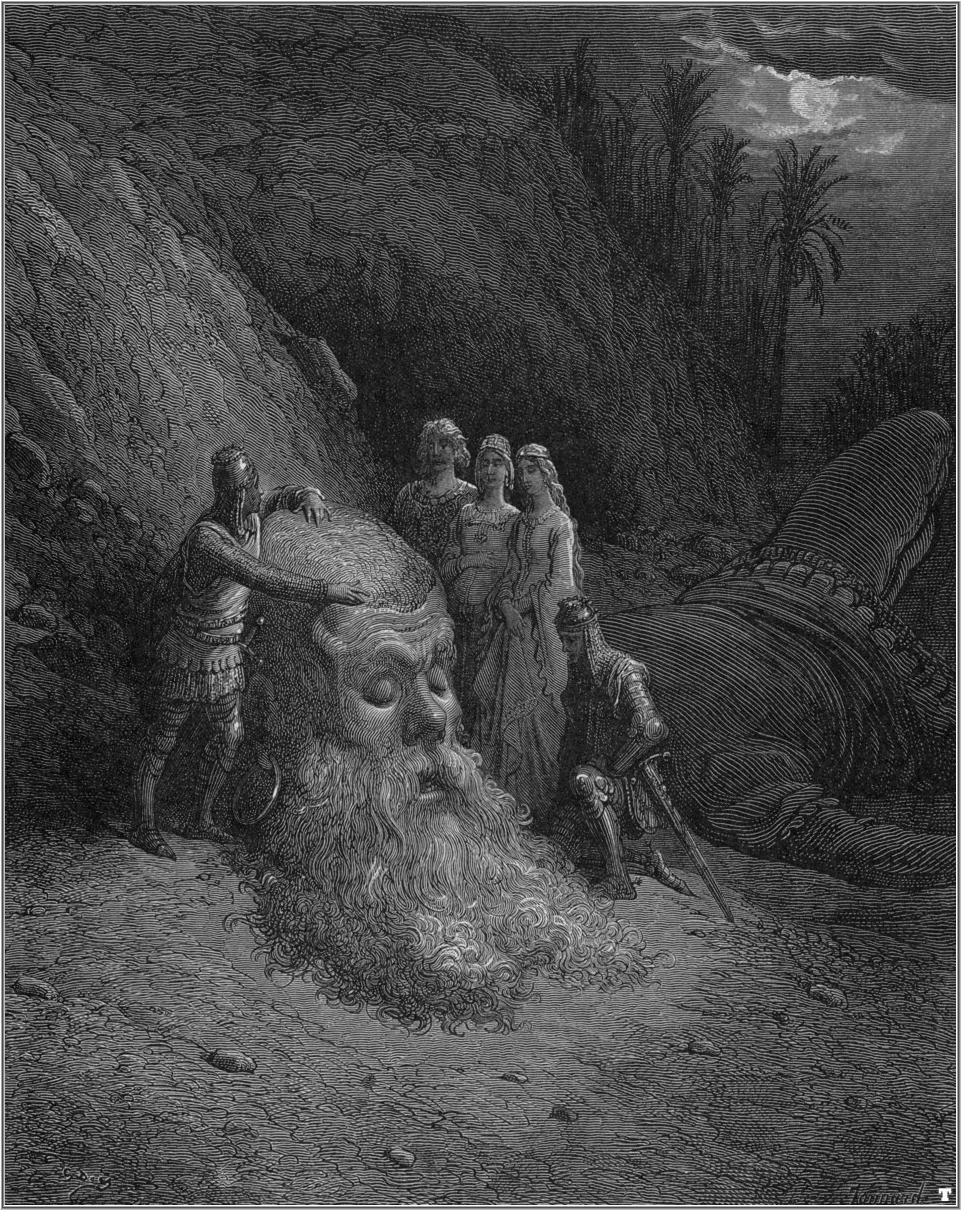
Orlando Furioso, Gustave Doré

- Een oger is een monster, de term wordt in het Nederlands vaak vertaald met menseneter of reus. Bekend verhalen waarin een oger voorkomt, zijn Orlando Furioso, De gelaarsde kat en Kleinduimpje. Een bekende (en vriendelijke) oger is Shrek.
- Oni
- Ork of goblin
- Golem
- Trol
- Grendel (mythisch wezen)
- Man met de zak

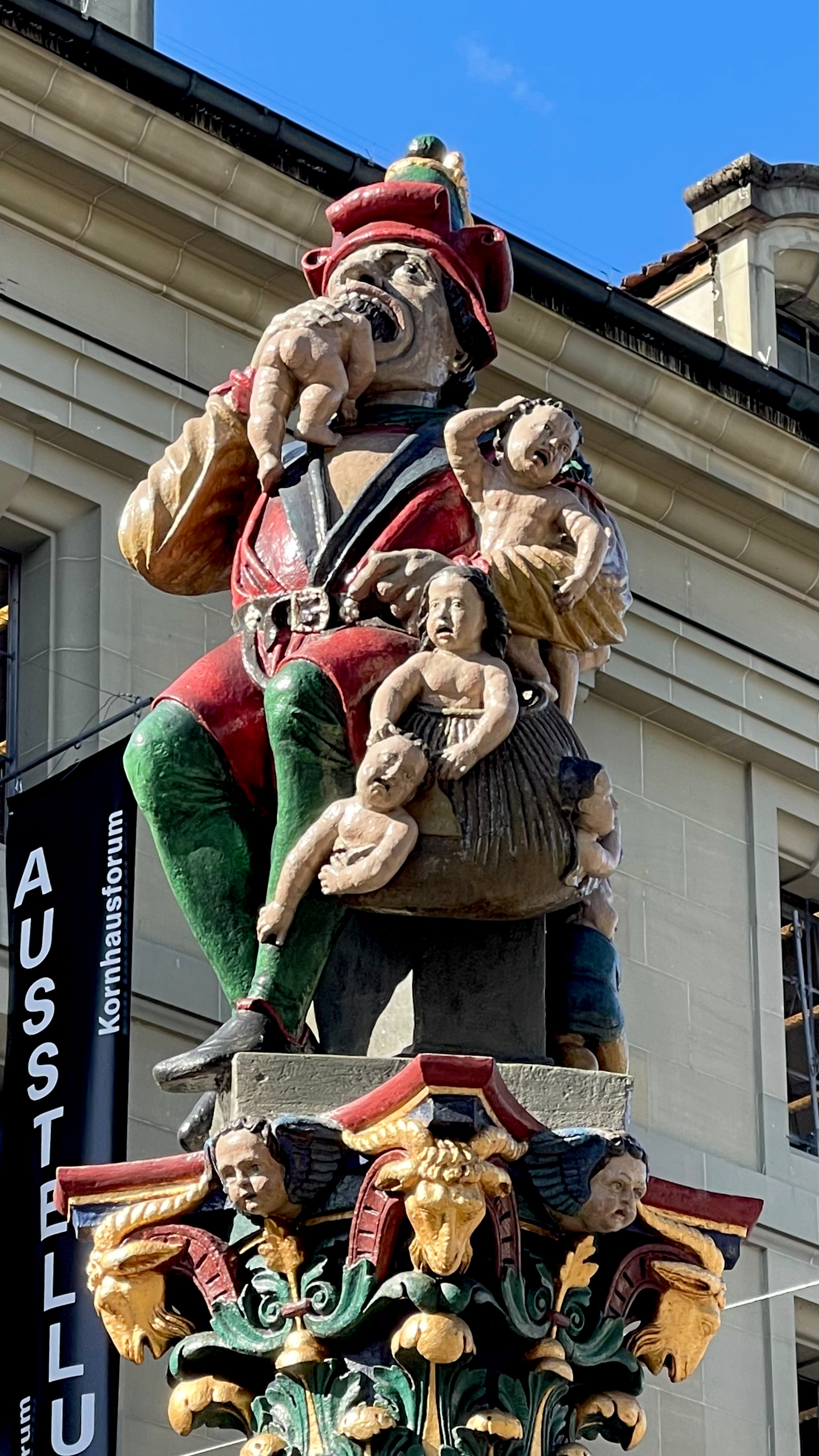
Kindlifresserbrunnen op de Kornhausplatz, Bern, Zwitserland

## Volken, rassen en soorten van grote gestalte uitboeken,filmsenspelen

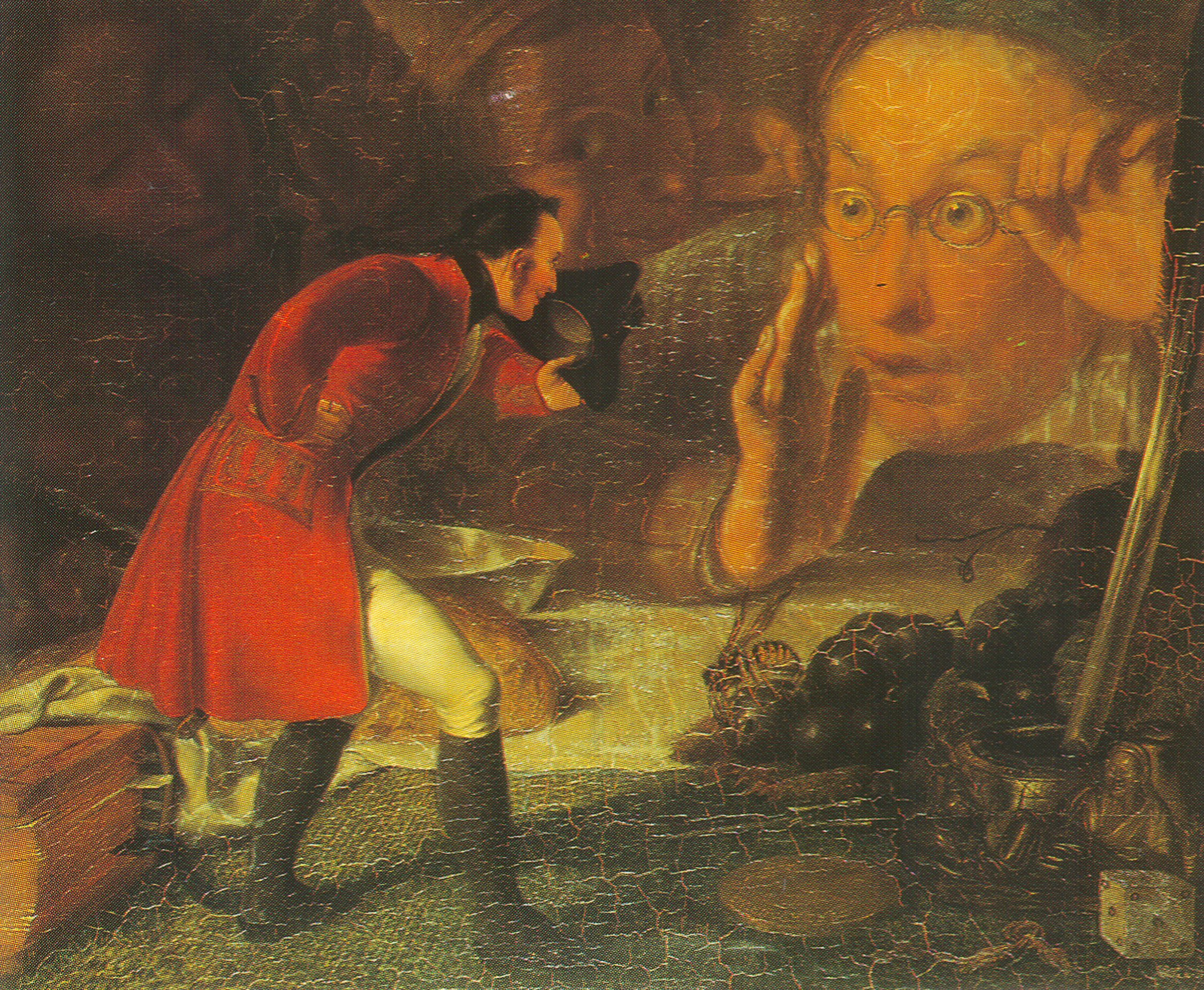
Gulliver in Brobdingnag uit Gullivers reizen, Richard Redgrave

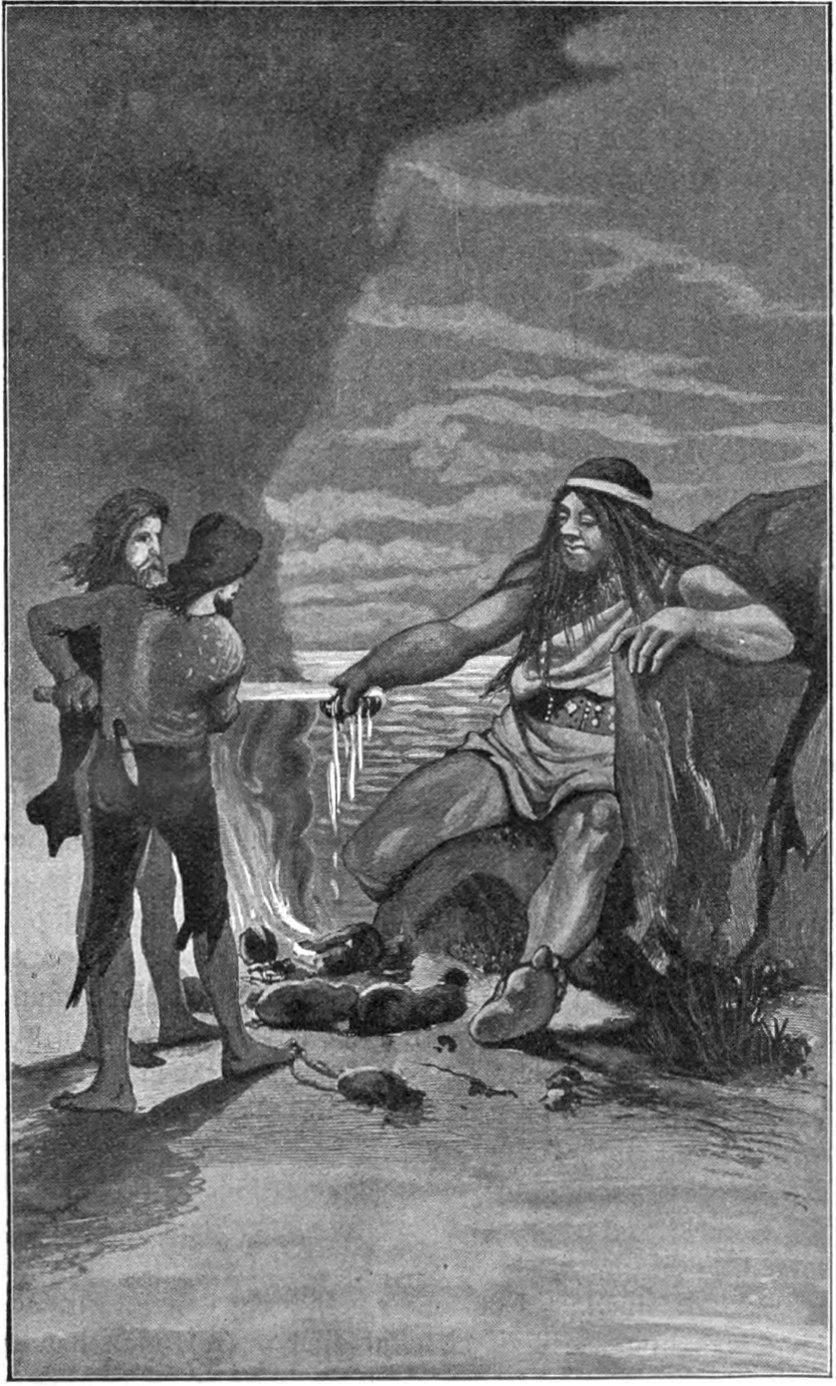
De reus van Skalunda hög, de grafheuvel van Skalunda, Nils Holgerssons underbara resa genom Sverige, 1908

- Gulliver's Travels: In dit boek van Jonathan Swift komt een reuzenras voor op het eiland Brobdingnag, ook de dieren zijn daar groter. Op zijn beurt wordt Gulliver als een reus beschouwd door de kleine mensjes die op Lilliput leven, een ander eiland.
- Nils Holgersson is de hoofdpersoon van het kinderboek Nils Holgerssons wonderbare reis (Zweeds: Nils Holgerssons underbara resa genom Sverige) van Selma Lagerlöf uit 1906. Hij ontmoet onder andere de reus van Skalunda hög.
- The Lord Of The Rings, The Hobbit en The Silmarillion: Hier worden veel rassen ter sprake gebracht, maar geen enkel heeft de gestalte van een reus zoals wij die kennen, hoewel in sommige mythes over reuzen gesproken wordt, zo is er een mythe dat Helmsdiepte gebouwd werd door reuzen, deze mythe verwijst waarschijnlijk naar de Númenoreaanse oorsprong van de stichters van Gondor, de Númenoreanen waren over het algemeen lichtjes groter dan de meeste mensen. De Beornings zouden ook vrij groot zijn, deze laatsten waren trouwens ook in staat in beren te veranderen. Rassen die vermeld zijn, zijn de Enten en de Trollen. De Ainur die naar Arda afdalen kiezen zelf hun gedaante, zo is bekend dat Morgoth en de Valar zich vaak als reuzen vertoonden, en zo waren er ook de Balrogs, naargelang de tijd verstrijkt kunnen ze hun gedaanteverwisselingsgave verliezen, zoals Sauron die zich uiteindelijk enkel kon vertonen in zijn afschrikwekkende verschijning. De Draken zijn ook noemenswaardig, maar lijken niet bepaald op mensen zoals bij normale reuzen.
- De Kronieken van Narnia: In de reeks boeken over Narnia worden reuzen als ras genoemd; er zijn slechte en goede reuzen. In De zilveren stoel zijn de reuzen slecht en eten ze mensenvlees. In Het betoverde land achter de kleerkast wekt de leeuw Aslan de beleefde en vriendelijke reus Rumbelbuffin tot leven, die later meevecht in de eindstrijd tegen Jadis, de Witte Heks.
- Harry Potter: Hier komt een ras in voor genaamd Reuzen, die, hoewel ze een mensachtige gestalte hebben, enigszins misvormde ledematen en gelaatstrekken hebben. Ze zijn woest en heel agressief. Hun lengte varieert tussen de vijf en negen meter. Ze zijn door eeuwenlange bestrijding en onderlinge twisten bijna uitgestorven. Ook zijn er Trollen. Hier zijn ook draken, maar in tegenstelling tot de Draken van Tolkien worden zij gewoon als een diersoort beschouwd.
- Star Wars: In het Star Warsuniversum zijn er vele soorten, die als reus beschouwd kunnen worden, waaronder: Mandalliaanse Reuzen, IJsdemonen, IJsreuzen, Boz Pity Reuzen, Goraxen en Phlogs.
- Star Trek: De bemanning in Star Trek heeft al meermalen kennis kunnen maken met reuzen, zoals de barbaarse reuzen die zij op Taurus II tegenkomen.
- Age of Mythology: In dit spel komen veel menselijke units voor die als reus kunnen beschouwd worden. Zo heb je de Cycloop, de Minotaurus, de Colossus, de Trol, de IJsreus, de Bergreus, de Vuurreus en in de uitbreiding Titans komen daar nog eens de Prometheaan, de Hekagigant en natuurlijk de Titaan bij.
- Dungeons & Dragons: In Dungeons & Dragons zijn er veel soorten reuzen.
- Warhammer: Warhammer is een spel van Games Workshop. Reeds vanaf het begin kwamen er reuzen voor in deze fantasy setting. Ze zien eruit als brute mensen, twintigmaal zo groot als normaal. Ze kunnen gebruikt worden in een beperkt aantal legers, voornamelijk Chaos en Orcs & Goblins. Sinds het begin van dit jaar zijn er meer legers die de reuzen kunnen gebruiken.
- Shadow of the Colossus: Dit computerspel speelt zich af in dezelfde mythologische wereld als Ico. Het verhaal gaat als volgt:
Opdat de Dormin, een goddelijke entiteit, Mono, een meisje dat werd geofferd omdat haar lot vervloekt zou zijn, terug tot leven wekken moet Wander 16 kolossale wezens doden, de Colossi.
- De GVR: Dit verhaal van Roald Dahl vertelt over de Grote Vriendelijke Reus en de negen andere, minder vriendelijke, twee keer zo grote, mensetende reuzen in reuzenland en de avonturen die Sofie met de GVR beleeft.
- De Kronieken van Thomas Covenant: In dit boek van Stephen R. Donaldson spelen reuzen vaak een belanghebbende rol.
- Gargantua en Pantagruel: Deze reeks boeken van François Rabelais gaat over de reuzen Gargantua en diens zoon Pantagruel. De reuzen kwamen al voor in Franse sprookjes.
- The Iron Giant: In deze film van Brad Bird uit 1999 stort een buitenaardse mechanische reus neer in de Atlantische Oceaan bij de kust van Maine, de regering wil hem vernietigen, enkel een klein jongetje gelooft in zijn goedaardigheid.
- Vrij en Vrolijk: In deze film van Walt Disney krijgen Mickey Mouse, Donald Duck en Goofy te maken met een reus die Willie heet.

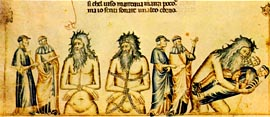
De reuzen in De goddelijke komedie (Inferno XXXI), ca. 1370, British Museum, Londen

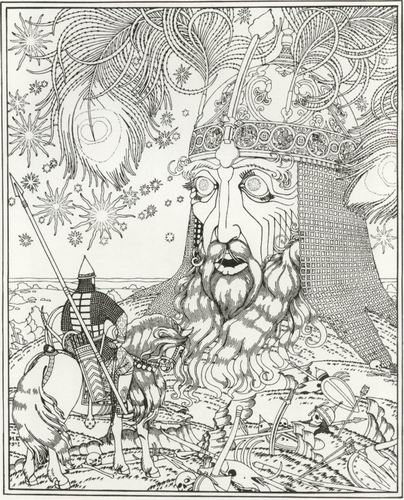
Ruslan en het hoofd van de reus, Ivan Bilibin, 1917

- In De goddelijke komedie (Inferno XXXI) komen ook reuzen voor. Voorbij de malebolge ligt de Cocytus, de negende kring en daarmee het diepste punt van de hel. Om er te komen moet Dante een gebied passeren waar een groep reuzen geketend zit als straf voor hun opstand tegen God (canto 31). Deze reuzen zijn gebaseerd op zowel de mythologische giganten en titanen als op de Bijbelse nefilim. De reus Antaios tilt Dante en Vergilius omlaag naar het bevroren meer waarin de verraders vastzitten. Het is verdeeld in vier delen, genoemd naar beruchte verraders:
  - Caina, naar Kaïn, de broedermoordenaar uit Genesis: verraders van familie (canto 32).
  - Antenora, naar Antenor, verrader van de Trojanen tijdens de Trojaanse Oorlog: landverraders (canto 33). Dante schopt een verrader van de Welfen in het gezicht. Ook een Ghibellijnse verrader blijkt hier te zijn.
  - Ptolemaea, naar Ptolemaeus, landvoogd van Jericho in I Makkabeeën: verraders van gasten.
  - Giudecca of Judecca, naar Judas: verraders van hun meester (canto 34). Meest prominente aanwezigen zijn Judas, verrader van Christus; Brutus en Cassius, verraders van Julius Caesar; en Lucifer, verrader van God. Lucifer, ooit een zesvleugelige serafijn, is nu een driekoppige, harige reus. Door met zijn zes vlerken te wapperen veroorzaakt hij de kille wind die de Cocytus in ijs verandert, en in zijn drie bekken verslindt hij Judas, Brutus en Cassius.
- De reuzen uit het Suske en Wiske-album De rosse reus lijken op de reuzen uit de Noordse mythologie.
- In het Land van Ooit waren enkele reuzen; Reus Toen, Reus Dan, Reus Ooit, Reus Nu en Kloontje het Reuzenkind.
- In Ragnarok, een televisieserie uitgezonden door Netflix, strijdt de jonge Magne (Thor) tegen de invloedrijke familie Jutul, die eigenlijk Jötun (ijsreuzen) blijken te zijn om Ragnarok te voorkomen. Magne's broer Laurits (Loki) blijkt een zoon te zijn van de heer Jutul en is dus ook een reus, hij baart een lintworm (de midgaardslang).

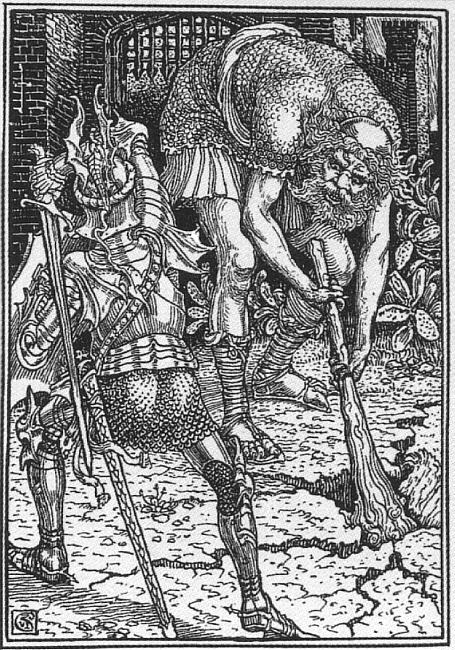
Koning Arthur tegenover de reus, Walter Crane
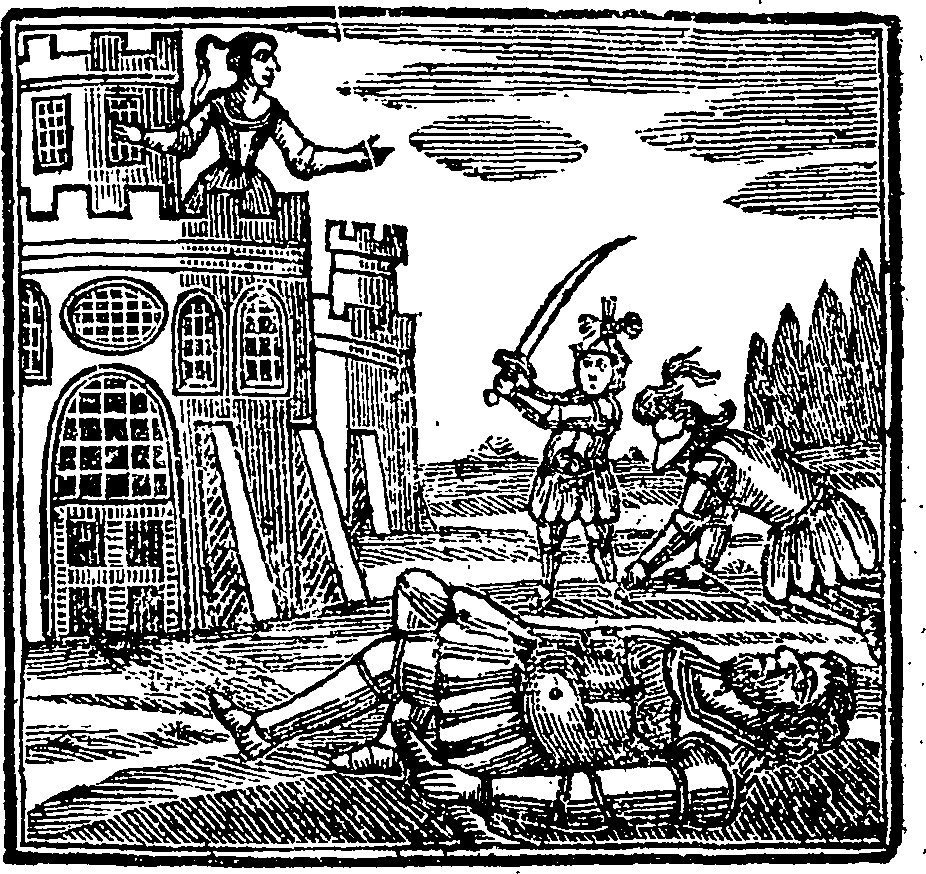
Afbeelding uit The history of the giants, 1800
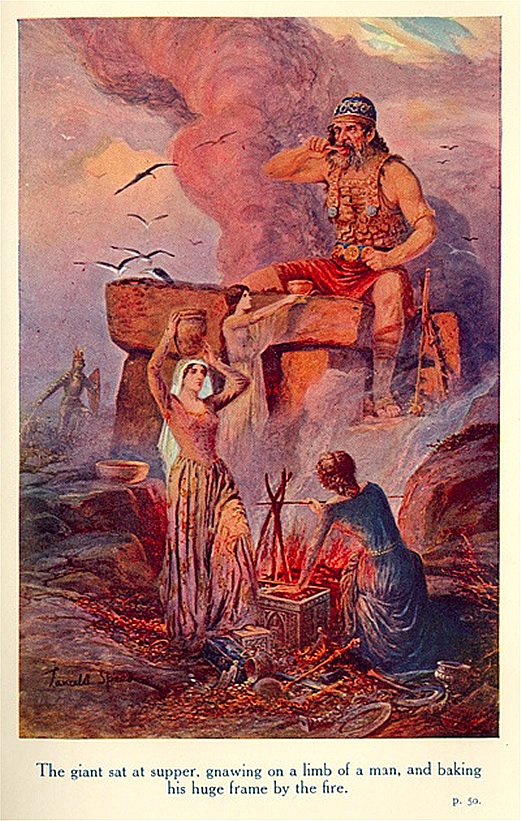
De reus eet een been van een mens, The Legends of King Arthur and His Knights, Speed Lancelot, 1912
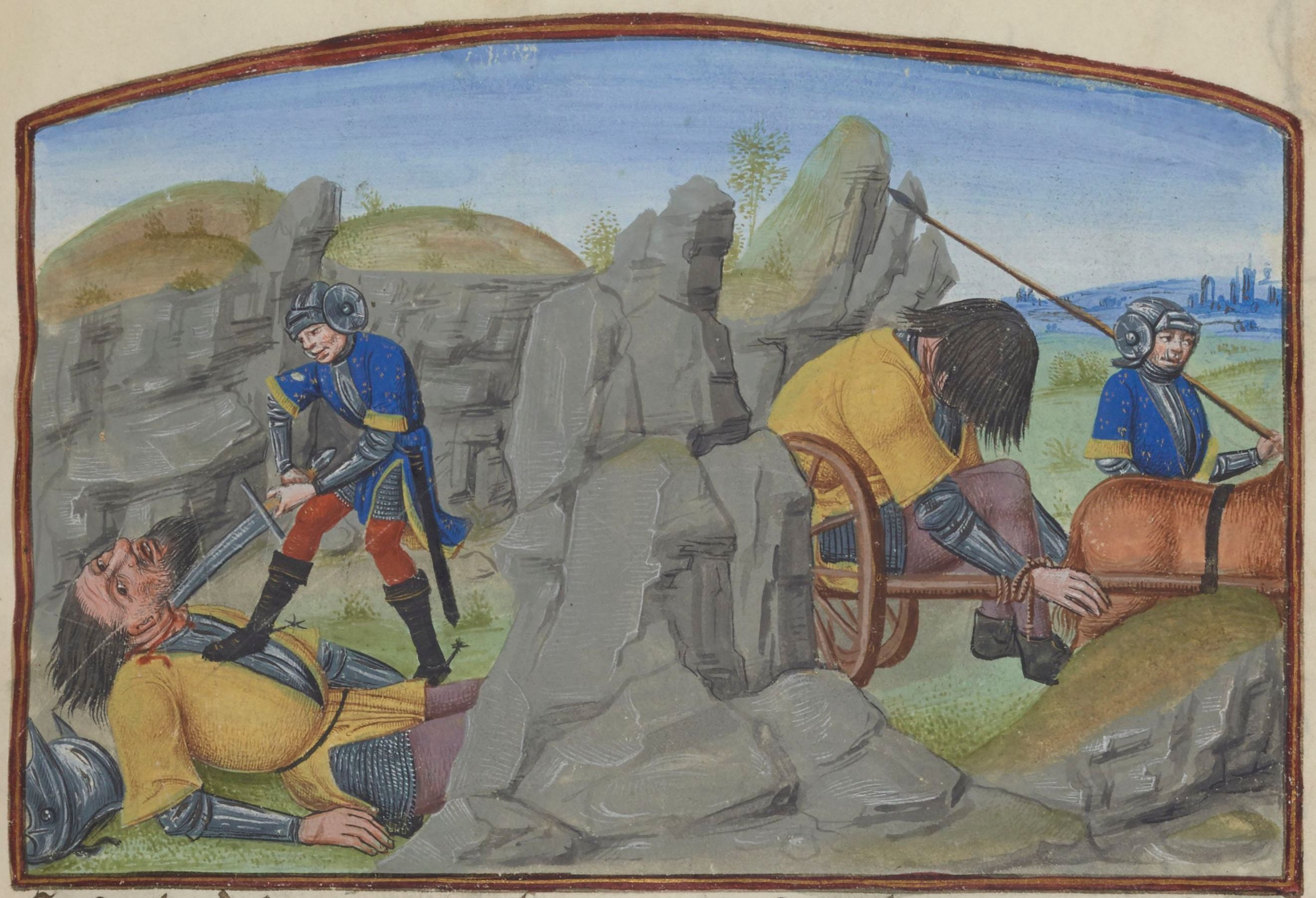
Geoffroy la Grand Dent doodt de reus Grimault, ca. 1490, Bibliothèque nationale de France
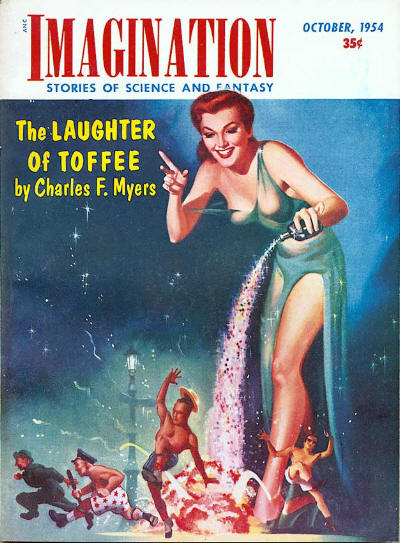
Cover van het tijdschrift Imagination, oktober 1954
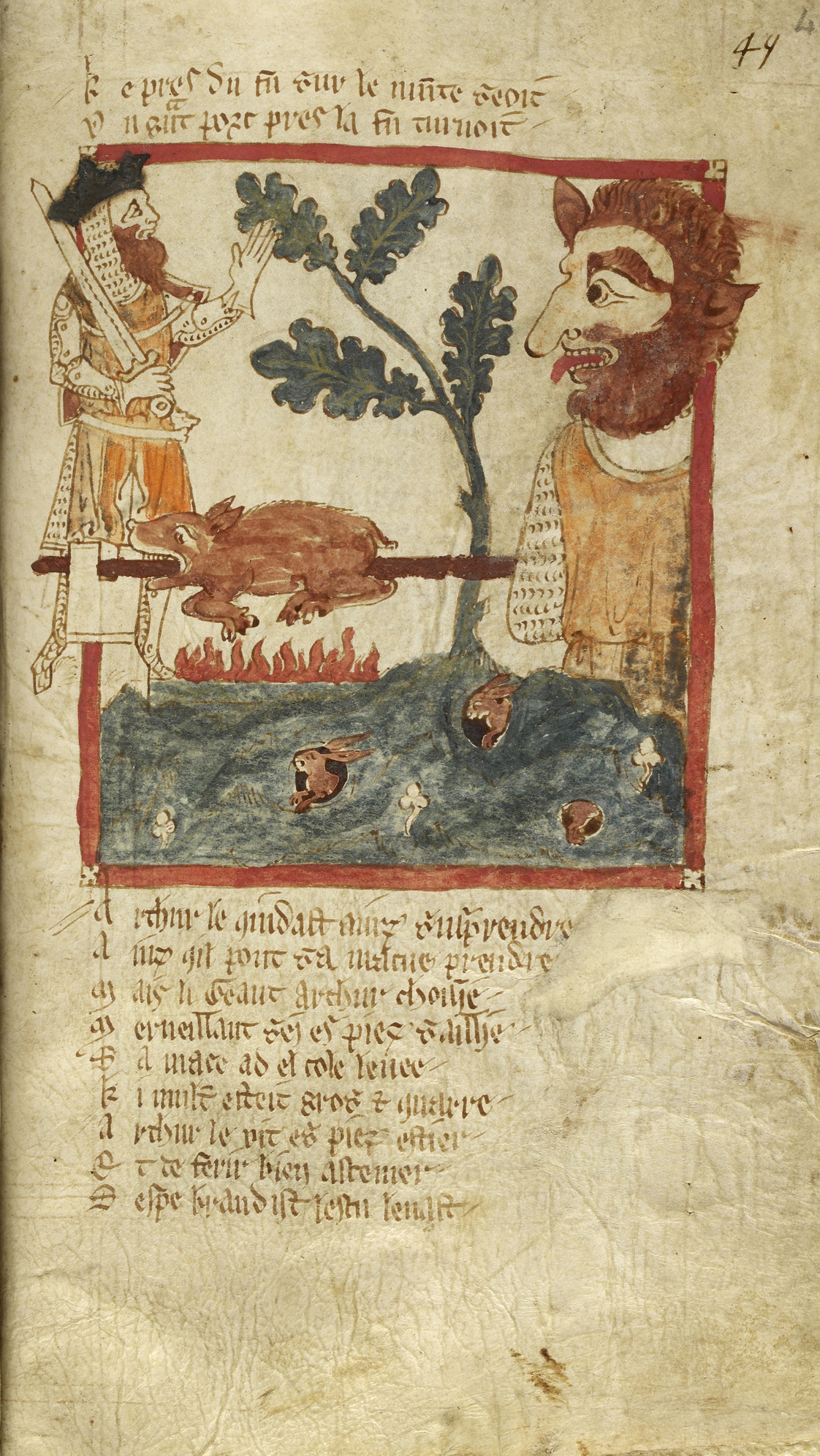
Koning Arthur vindt een reus, Roman de Brut, 14e eeuw, British Library